# Võ Tắc Thiên
Võ Tắc Thiên (chữ Hán: 武則天, 624 - 16 tháng 12, 705) hay Vũ Tắc Thiên, thường gọi Võ hậu (武后) hoặc Thiên hậu (天后), là một phi tần ở hậu cung của Đường Thái Tông Lý Thế Dân, sau trở thành Hoàng hậu thứ hai của Đường Cao Tông Lý Trị, về sau trở thành Hoàng đế triều đại Võ Chu làm gián đoạn nhà Đường. Bà là mẹ của 2 vị hoàng đế kế tiếp, Đường Trung Tông Lý Hiển và Đường Duệ Tông Lý Đán.
Cùng với tôn hiệu Thiên hậu của bà và tôn hiệu Thiên hoàng (天皇) của Đường Cao Tông, 2 người đã đồng trị vì nhà Đường trong một thời gian dài và cùng được gọi là Nhị Thánh (二聖). Sau khi Đường Cao Tông qua đời, Thiên hậu trải qua các đời Đường Trung Tông và Đường Duệ Tông với tư cách Hoàng thái hậu, và cuối cùng trở thành Hoàng đế duy nhất của triều đại Võ Chu, triều đại mà bà sáng lập tồn tại từ năm 690 đến năm 705. Với việc không có một người phụ nữ nào trước và sau mình được công nhận Hoàng đế, Võ Tắc Thiên trở thành Nữ hoàng duy nhất được công nhận trong lịch sử Trung Quốc. Dù vậy, Cựu Đường thư và Tân Đường thư vẫn chỉ gọi bà là "Thái hậu" ngay cả sau khi bà tự xưng hoàng đế, đó là vì vấn đề không nhìn nhận địa vị của bà trong thời đại cũ.
Trong 15 năm cai trị với tôn hiệu Thánh Thần Hoàng đế (聖神皇帝), Võ Tắc Thiên mở mang lãnh thổ Trung Quốc, vươn sang Trung Á, nhưng đến giai đoạn sau thì Trung Quốc của bà bị mất nhiều lãnh thổ ở Mãn Châu và bán đảo Liêu Đông do sự thành lập của vương quốc Bột Hải năm 698 và Tiểu Cao Câu Ly năm 699. Nhiều lãnh thổ Trung Quốc ở phía tây bắc vào giai đoạn trị vì sau này của bà cũng bị mất vào tay Hãn quốc Hậu Đột Quyết. Sự ly khai của tộc Khiết Đan ở khu vực xung quanh Doanh Châu (Bắc Kinh ngày nay) và các cuộc xâm nhập của Hãn quốc Hậu Đột Quyết cũng từng gây uy hiếp lớn cho chính quyền của bà. Nội địa khuyến khích phát triển Phật giáo, tập trung phát triển kinh tế - xã hội, duy trì sự ổn định trong nước. Tuy nhiên, do tư tưởng nam tôn-nữ ti đã ăn sâu trong lòng xã hội phong kiến, lại thêm tính cách độc ác, hà khắc trong việc cai trị khiến đông đảo cựu thần nhà Đường không phục. Cuối đời, bà có hai nam sủng là anh em họ Trương, Trương Xương Tông và Trương Dịch Chi, cùng họ dâm loạn trong cung, vì sủng ái hai anh em mà bà dung túng cho 2 người chuyên quyền, khiến nhiều quần thần bất bình. Tới năm 705, Tể tướng đương triều là Trương Giản Chi cùng các đại thần phát động binh biến, ép Võ hậu thoái ngôi và đưa Đường Trung Tông lên ngôi lần thứ hai. Bà bị giam lỏng ở Thượng Dương cung tại Lạc Dương cho đến khi qua đời không lâu sau đó, thọ 82 tuổi. Bà cũng trở thành 1 trong 3 vị Hoàng đế Trung Hoa có tuổi thọ cao nhất, bên cạnh Lương Vũ Đế Tiêu Diễn (87 tuổi) và Thanh Cao Tông Càn Long hoàng đế (89 tuổi).
Việc bà nổi lên nắm quyền cai trị bị các nhà sử học Khổng giáo chỉ trích mạnh mẽ, thường so sánh bà với Lã hậu nhà Hán bởi sự chuyên quyền và tàn độc, được gọi chung là Lã Võ (吕武). Khi đánh giá khái quát lịch sử Trung Hoa, Võ Tắc Thiên cùng 2 vị "Nữ hoàng không miện" khác là Lã hậu và Từ Hi Thái hậu là 3 phụ nữ nắm quyền lực tối cao nhất từng xuất hiện trong các triều đình phong kiến Trung Hoa, bị dân gian coi là những người phụ nữ tàn ác bất nhân với cả người thân, làm nghiêng đổ xã tắc. Tuy nhiên, các nhà sử học từ sau những năm 1950 đã đánh giá bà cân bằng hơn. Võ Tắc Thiên có những chỗ dở như tàn nhẫn giết hại nhiều người thân, hà khắc làm người dân khiếp sợ, nhưng bà biết trọng dụng người tài, thuởng phạt nghiêm minh, nhân dân sống dưới thời bà được ăn no mặc ấm, an cư lạc nghiệp.

## Thân thế và tên thật

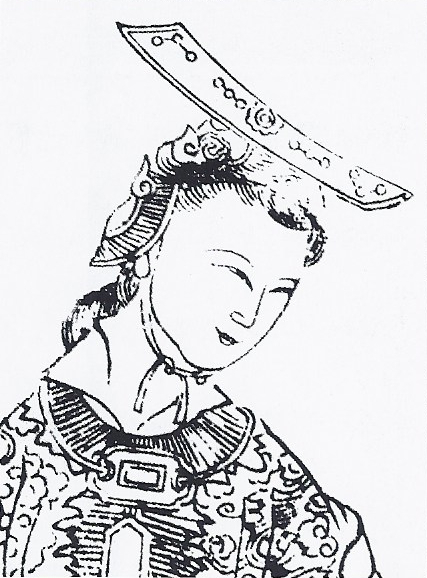
Chân dung mô phỏng Võ Tắc Thiên những năm 1690, tức gần 1000 năm sau cái chết của bà.

Tên thật nguyên bản của Võ Tắc Thiên không được ghi lại, cái tên Võ Chiếu (武曌) là bà tự sáng tạo ra, ví mình như mặt trời (nhật: 日), mặt trăng (nguyệt: 月) trên không trung (không: 空): (日+月+空=曌). Năm sinh của bà, căn cứ theo các cuốn Cựu Đường thư, Tân Đường thư lẫn Tư trị thông giám đều có mâu thuẫn. Trong sách Cựu Đường thư, Võ thị được ghi qua đời khi năm 83 tuổi, suy ra bà ra đời ở năm Vũ Đức thứ 7 (624), tuy nhiên Tân Đường thư lại ghi nhận bà qua đời năm 81 tuổi, mà Tư trị thông giám là năm 82 tuổi, đảo suy ra là sinh hạ vào khoảng năm Vũ Đức thứ 8 (625). Bản thân Tư trị thông giám vào năm Trinh Quán thứ 11 (637), ghi chép "Võ thị 14 tuổi nhập cung" là hoàn toàn mâu thuẫn. Một số đưa ra rằng Võ thị sinh ra năm Trinh Quán thứ 2 (628), đến cuối cùng, nhiều nhận định vẫn lấy năm Vũ Đức thứ 7 làm năm sinh của bà.
Bà xuất thân từ gia tộc họ Võ có nguồn gốc từ vùng Văn Thủy, Tinh Châu (nay là Thái Nguyên, Sơn Tây, Trung Quốc). Cha bà là Võ Sĩ Hoạch, xuất thân trong một gia đình quý tộc danh tiếng ở Sơn Tây, ông nội Võ Hoa, từng nhậm Quận thừa Lạc Dương giàu có. Mẹ bà là Dương thị, xuất thân từ gia đình quý tộc hoàng gia nhà Tuỳ, là con gái của tông thất Dương Đạt (楊達) - em trai của Kiến Đức vương Dương Hùng (杨雄), con trai của Dương Thiệu (杨绍), tộc huynh của Tùy Văn Đế Dương Kiên của nhà Tùy. Trong nhà bà có 2 anh trai là Võ Nguyên Khánh và Võ Nguyên Sảng là con của chính thất Tương Lý thị (相里氏) đã qua đời; 1 người chị cùng mẹ là Võ Thuận và 1 em gái là phu nhân của Quách Hiếu Thuận (郭孝慎).
Ban đầu, Võ Sĩ Hoạch làm nghề buôn bán gỗ, cuộc sống gia đình tương đối khá giả, được triều Tùy ban chức "Ưng Dương phủ đội chính". Những năm Đại Nghiệp thời Tùy Dượng Đế, Đường Cao Tổ Lý Uyên khi ấy giữ tước Đường quốc công, từng nhiều lần đến vùng Phần, Tấn và thăm nhà họ Võ, hai bên có quan hệ thân thiết với nhau. Khi nhà Đường thành lập, nhà họ Võ được Đường Cao Tổ hậu đãi, ban cho bổng lộc, đất đai và trang sức rất nhiều. Về sau, Võ Sĩ Hoạch được ban nhiều chức vị quan trọng, làm đến chức Đô đốc Kinh châu, Thượng thư bộ Công, tước Ứng Quốc công (應國公).
Năm Trinh Quán thứ 9 (635), Võ Sĩ Hoạch qua đời. Đường huynh của Võ thị là Võ Duy Lương, Võ Hoài Vận cùng anh thứ Võ Nguyên Sảng đối xử với mẹ bà là Dương phu nhân rất vô lễ, từ đó Võ thị và các anh em có hiềm khích.

## Phi tần của Đường Thái Tông
Năm Trinh Quán thứ 11 (637), tháng 11, Đường Thái Tông Lý Thế Dân nghe nói Võ thị có tiếng xinh đẹp nên triệu Võ thị vào cung, phong làm Tài nhân, cấp bậc thứ năm trong chín bậc thuộc hậu cung. Lúc đó, mẹ bà là Dương thị than khóc không thôi, bà cố gắng an ủi mẹ mình: "Cớ chi mẹ lại bảo gặp được Thiên tử không phải là phúc phận của con". Qua lời an ủi đó, Dương thị đoán ra được chí lớn của con mình, nên thôi không khóc nữa.
Khi vào cung, Võ thị được Đường Thái Tông ban cho chữ Mị (媚) làm tên, vì thế người ta cũng thường gọi bà là Võ Mị (武媚), tuy đời sau lại thường gọi thành Võ Mị Nương nhưng đương thời không thấy ai gọi như vậy. Võ thị cùng Yến Đức phi, Dương Tiệp dư cùng Sào Lạt vương phi Dương thị của Thái Tông đều có họ hàng bên ngoại. Sử sách ghi chép rất ít về những hành trạng của bà trong thời gian này. Sách Tư trị thông giám dẫn lời của Võ thị khi về già, kể về một sự tích thuần phục ngựa như sau:
Thái Tông Hoàng đế có một con ngựa do Tây Vực tiến cống, tên là Sử Tử Thông. Con ngựa đó rất cao to và dữ dằn, không chịu cho ai cưỡi trên lưng cả. Lúc đó trẫm chỉ là cung thiếp hầu hạ, đã bảo rằng: "Thiếp có thể, chỉ cần ba thứ, roi sắt, búa sắt và dao. Trước hết dùng roi sắt mà đánh nó bắt khuất phục; nếu không chịu thì dùng búa sắt đánh vào đầu nó; còn nếu dùng búa sắt đánh vẫn không được thì dùng dao đâm chết nó đi, vì thứ không trị được thì để làm gì?". Thái Tông Hoàng đế vẫn khen ta vì việc đó. Nay ông tự thấy có đáng làm bẩn con dao găm của ta không.
Năm Trinh Quán thứ 17 (643), Đường Thái Tông phế truất Thái tử Lý Thừa Càn, lập Tấn vương Lý Trị làm Thái tử. Từ đây, Võ Tài nhân thường ở bên cạnh phụng dưỡng, hầu thuốc cho Thái Tông, liền bị Thái tử trông thấy mà say mê. Năm thứ 23 (649), Đường Thái Tông qua đời. Thái tử Lý Trị lên nối ngôi, tức Đường Cao Tông. Trong hơn 10 năm làm tài nhân, Võ thị không hề sinh được một người con nào, vì thế theo di mệnh của tiên hoàng đế, bà và tất cả các phi tần không có con khác phải cạo tóc, xuất gia làm ni cô, vào tu ở Cảm Nghiệp tự (感業寺).
Năm Vĩnh Huy nguyên niên (650), tháng 5, nhân ngày giỗ của cha, Cao Tông đến Cảm Nghiệp tự và tình cờ gặp lại bà, hai người ôm nhau mà khóc. Võ thị lúc đó đã cạo đầu song nhan sắc vẫn diễm lệ, nói năng êm tai nên tình cũ trỗi dậy, ông nảy ý rước bà về cung. Khi ấy trong hậu cung, Vương Hoàng hậu và Tiêu Thục phi đấu đá lẫn nhau. Hoàng hậu không có con, nhận nuôi thái tử Lý Trung, còn Thục phi sinh ra hoàng tử Lý Tố Tiết và hai vị công chúa. Trông thấy Thục phi được sủng ái, Hoàng hậu ghen ghét, muốn mượn tay Võ thị giành lấy sự sủng ái của Thục phi, bèn xin lệnh cho Võ thị nuôi tóc, còn thường xuyên nói tốt khiến Cao Tông cho rước về cung. Vào lúc này, Võ thị đang mang thai đứa con đầu lòng, là Lý Hoằng.

## Quay lại hậu cung
Năm Vĩnh Huy thứ 3 (652), Võ thị sinh con trai Lý Hoằng, là hoàng tử thứ 5 của Cao Tông. Thời gian Võ thị chính thức mang thai và hạ sinh Lý Hoằng không được ghi lại tỉ mỉ, thậm chí thời điểm Võ thị trở về cung cũng không rõ ràng, do đó có nhiều giả thiết cho rằng bà mang thai và hạ sinh tại chùa Cảm Nghiệp, và đó là lý do càng khiến Cao Tông muốn đưa bà hồi cung trao danh phận. Tháng 5 năm ấy, gần như ngay lập tức, Võ thị được bái làm Chiêu nghi, tước vị rất cao trong hàng ngũ cung tần. Từ khi về cung, Võ thị ra sức lấy lòng Đường Cao Tông và Vương Hoàng hậu, cả ba người Võ thị, Vương thị cùng Tiêu thị tranh sủng khiến hậu cung không yên, đến Cao Tông cũng không thấy thoải mái. Võ thị biết tính khí Cao Tông, lại biết thông đồng cùng những người hầu không tận tâm của Vương thị và Tiêu thị, vì vậy chỉ có Võ thị có thể tùy cơ hành xử, dần dần được Cao Tông nghe theo. Tuy Võ Chiêu nghi sinh hạ con trai, được nhà vua rất mực yêu quý, song ngôi vị Hoàng thái tử trong cung vẫn đang thuộc về Lý Trung, tuy chỉ là do một tỳ thiếp sinh ra nhưng lại là con trai trưởng của Cao Tông, được Vương Hoàng hậu nhận làm con nuôi.
Năm Vĩnh Huy thứ 5 (654), tháng giêng, Võ Chiêu nghi hạ sinh một con gái, An Định Tư Công chúa, tuy nhiên vị công chúa này không bao lâu sau thì mất. Căn cứ theo hai cuốn sách đều được soạn dưới thời nhà Tống là Tân Đường thư và Tư trị thông giám, cả hai đều chỉ ra rõ ràng chính Võ thị đã giết đứa bé để hãm hại Vương Hoàng hậu, trở thành một nguyên do khiến Cao Tông muốn phế hậu và đưa Võ thị lên thay. Theo cách nói của hai cuốn sách này, vào lúc Vương thị đi thăm công chúa và trở về cung, thì Võ Chiêu nghi liền dùng chăn bịt mũi công chúa đến chết, sau đó lại đắp chăn lên che giấu. Khi đó, Cao Tông đến thăm công chúa, Võ thị vui vẻ chào đón, lúc mở chăn ra thì phát hiện công chúa đã chết. Cao Tông buồn bực hỏi người thị nữ, tất cả đều nói "Hoàng hậu từng ở đây", Võ thị khóc bi thương, còn Cao Tông thì tức giận mắng: "Hoàng hậu giết con gái ta, trước cùng Phi sàm mạo, nay thực có ý tà niệm!", nước cờ đổ lỗi của Võ Chiêu nghi hoàn thành mỹ mãn. Ngay khi Cao Tông nói lời ấy, Võ thị mới khóc tố tội của Hoàng hậu, trong khi Vương Hoàng hậu không còn cách nào để tự biện minh. Từ đó, Đường Cao Tông nảy ý phế truất Vương thị và đưa Võ Chiêu nghi lên thay. Tuy nhiên, sự việc này có vấn đề về tính chân thật, bởi vì Cựu Đường thư và Đường hội yếu (唐会要) đều chỉ nói qua việc An Định chết đột ngột mà không nói nguyên nhân, sách Cựu Đường thư cũng là sách soạn thời gian sau khi nhà Đường diệt vong chứ không phải là trong triều Đường, nếu có bất kì lời đồn đương thời thì cũng không thể không ghi vào, không cần phải đợi hai sách chính phủ đời Tống soạn mới xuất hiện.
Sau sự kiện trên, Đường Cao Tông đã có ý triển khai phế Vương Hoàng hậu mà lập Võ Chiêu nghi, đây được gọi là Phế Vương lập Võ (廢王立武). Lúc ấy triều đình lấy Trưởng Tôn Vô Kỵ cùng Chử Toại Lương (褚遂良) là nguyên thủ lĩnh triều, xuất thân đại tộc và huân công thế gia, đương thời có quyền lực cực lớn, mà Đường Cao Tông tuy lên ngôi nhiều năm vẫn luôn bị áp chế. Do vấn đề này, không ít nhận định tin tưởng Cao Tông mượn chuyện phế hậu là nhằm công kích phe cựu thần, chấn chỉnh triều cương. Võ Chiêu nghi từ đấy cũng trở thành "chiến hữu" của Cao Tông. Trong triều, Trung thư xá nhân Lý Nghĩa Phủ (李義府), Lễ bộ Thượng thư Hứa Kính Tông (許敬宗) đều ủng hộ lập Võ thị làm hoàng hậu, tình hình phe phái cũng càng gay gắt hơn. Thời gian sau, Đường Cao Tông đề nghị muốn phong Võ Chiêu nghi làm Thần phi (宸妃), cuối cùng vì Thị trung Hàn Viện (韩瑗) và Trung thư lệnh Lai Tế (來濟) phản đối mới bèn thôi.
Năm Vĩnh Huy thứ 6 (655), mùa hạ, tháng 6, Võ Chiêu nghi tố cáo mẫu thân của Vương Hoàng hậu là Ngụy Quốc phu nhân Liễu thị đã cùng Hoàng hậu dùng bùa phép hãm hại mình, từ đó Liễu thị không được vào cung nữa. Cậu của hoàng hậu là Trung thư lệnh Liễu Thích (柳奭) bị giáng chức. Trong lúc đó, Trung thư Xá nhân Lý Nghĩa Phủ vốn bị Trưởng Tôn Vô Kỵ ghét, vốn bị Vô Kỵ biếm chức, nhân đó dâng sớ xin phế Hậu lên Cao Tông. Cao Tông vui mừng, bèn cho triệu Lý Nghĩa Phủ vào cung, cho phục chức. Phe cánh của Võ Chiêu nghi ngày càng lớn mạnh. Mùa thu năm ấy, Cao Tông triệu Trưởng Tôn Vô Kỵ, Chử Toại Lương và Lý Thế Tích vào hỏi ý kiến việc phế hậu, Lý Thế Tích cáo ốm không tới. Trong buổi nghị sự, Chử Toại Lương đều lên tiếng can ngăn Cao Tông, còn Trưởng Tôn Vô Kỵ im lặng để tỏ ra không hài lòng. Khi Lý Thế Tích nhập triều, Cao Tông đến hỏi Lý Thế Tích, Tích nói: "Đó là gia sự của bệ hạ, không cần hỏi đến ngoại thần". Vấn đề "Phế Vương lập Võ" càng lúc càng có lợi cho Võ Chiêu nghi.

## Hoàng hậu nhà Đường

### Giành lấy quyền lực
Năm Vĩnh Huy thứ 6 (655), ngày 13 tháng 10 (tức ngày 27 tháng 11 dương lịch), Đường Cao Tông lấy tội danh "Âm mưu hạ độc" (謀行鴆毒), ra chỉ phế truất Hoàng hậu Vương thị và Thục phi Tiêu thị làm thứ nhân, đều giam vào biệt viện, đồng thời đày gia tộc đến Lĩnh Nam. Sau đó 7 ngày, tức ngày 20 tháng 10 (âm lịch), Đường Cao Tông lần nữa hạ chiếu đem lập Võ Chiêu nghi làm hoàng hậu. Đường Cao Tông lệnh hai người Lý Tích cùng Vu Chí Ninh đem tỉ thụ hoàng hậu đến làm lễ sách lập cho Võ hậu, đồng thời cũng mệnh "Tứ di tù trưởng" đến ngoài chúc mừng ở Túc Nghĩa môn (肅義門) và mệnh phụ vào nội điện triều bái Võ hậu. Điển lệ quan viên và mệnh phụ triều bái hoàng hậu trong dịp sách lập của các triều đại sau đều từ đó mà thành.
Tuy đã là hoàng hậu, Võ thị vẫn không dừng lại việc thủ tiêu các kẻ thù của mình, bắt đầu từ Vương thị, Tiêu thị cùng thái tử đương nhiệm là Lý Trung. Kể từ khi bị phế thì Vương thị và Tiêu thị được chuyển vào một biệt viện, Cao Tông mềm lòng hay đến thăm và dự định thả họ ra, Võ hậu hay tin bèn giết cả hai người một cách rất tàn nhẫn. Sau khi xử lý hai người này rồi, Võ hậu tiếp tục giải quyết Thái tử Lý Trung để đem ngôi vị về cho con trai mình. Đầu năm Hiện Khánh nguyên niên (656), Hoàng thái tử Lý Trung bị phế truất. Trước đó, đại thần Hứa Kính Tông dâng sớ xin thay luôn ngôi hoàng thái tử, phế Lý Trung mà lập con trai cả của Võ Hoàng hậu là Lý Hoằng. Vì lý do này, Đường Cao Tông ép Thái tử viết biểu nhường ngôi, Thái tử bất đắc dĩ phải nghe theo. Tháng 2 năm ấy, Cao Tông lập Đại vương Lý Hoằng làm hoàng thái tử và giáng Thái tử Lý Trung làm "Lương vương" (梁王), lại cho Trung nhậm lĩnh Đô đốc Lương châu, đây đều là thông lệ của tất cả các phiên vương tông thất nhà Đường.
Từ năm Hiện Khánh thứ 2 (657), Võ hậu cùng phe đảng tìm cách trả thù những người không ủng hộ mình, ban đầu là Chử Toại Lương và Hàn Viện. Cùng năm ấy, Đường Cao Tông hạ chỉ giáng Chử Toại Lương làm Đô đốc Đàm Châu. Cuối cùng, Chử Toại Lương bị biếm đến Quế Châu rồi Ái Châu, An Nam, cuối cùng uất ức mà chết vào tháng 10 (ÂL) sang năm, tức năm 658 công lịch. Vào năm Hiện Khánh thứ 4 (659), Võ hậu giật dây cho Hứa Kính Tông và Lý Nghĩa Phủ hãm hại Trưởng Tôn Vô Kỵ cùng các thế lực chống đối khác dứt điểm. Lúc đó, có người tố cáo hai viên quan là Vi Quý Phương (韋季方) và Lý Sào (李巢) mưu làm việc trái phép, Đường Cao Tông giao cho Hứa Kính Tông điều tra. Kính Tông dụ dỗ Quý Phương khai rằng Triệu Quốc công Trưởng Tôn Vô Kỵ có thông đồng với mình. Cao Tông bất ngờ về việc này, lại sai Kính Tông đưa Vô Kị ra tra xét. Cuối cùng, Vô Kị bị bãi bỏ phong ấp và chức Thái úy, giáng làm Dương Châu Đô đốc, đày đến Kiềm Châu. Hứa Kính Tông nhân đó tố cáo Chử Toại Lương cùng Hàn Viện và Liễu Thích. Viện và Thích bị bãi chức, còn Chử Toại Lương tuy đã chết cũng bị trừ quan tước. Cuối cùng, Trưởng Tôn Vô Kỵ cũng bị bức tử trong năm đó. Kết cuộc của Hàn Viện cũng không khá hơn, sau khi bị đoạt chức tước thì ông bị biếm làm Thứ sử Ái Châu. Những người khác như Vu Chí Ninh (于志寧) và Lai Tế (來濟), khi trước cũng thuộc phe Cựu thần phản đối lập Võ thị, nay cũng đều bị điều đi khỏi kinh sư.
Đến tận đây, Đường Cao Tông Lý Trị mới bắt đầu công cuộc quân chủ tập quyền để nắm được quyền lực tuyệt đối cho các hoàng đế nhà Đường về sau. Từ khi Tào Ngụy và nhà Tấn đến khi sự kiện "Phế Vương lập Võ" diễn ra, quân chủ của nền chính trị Trung Quốc chịu thời gian dài bị tầng lớp quan lại kiềm chế. Nhờ sự kiện này, chính quyền quân chủ một lần nữa được cải thiện, đối với cục diện lịch sử về sau cũng ảnh hưởng rất lớn.

### Tranh chấp gia tộc
Trước kia, Võ Sĩ Hoạch lấy vợ cả là Tương Lý thị, sinh hai con trai Nguyên Sảng, Nguyên Khánh; sau lại lấy Dương thị sinh ba con gái: người con đầu là Võ Thuận lấy Hạ Lan An Thạch (賀蘭安石), thứ hai là Võ hậu, người thứ ba lấy Quách Hiếu Thân (郭孝慎) và mất sớm. Sĩ Hoạch chết, Nguyên Sảng, Nguyên Khánh cùng con người anh Sĩ Hoạch là Võ Duy Lương (武惟良), Võ Hoài Vận (武懷運) tỏ ra bất kính với Dương thị nên bị bà ta ghét. Khi đó, An Thạch và Hiếu Thận cũng đã chết, vợ An Thạch sinh ra Hạ Lan Mẫn Chi (賀蘭敏之) và một người con gái. Võ hậu từ khi được lập, Dương thị trở thành "Vinh Quốc phu nhân" (榮國夫人); vợ An Thạch là Võ Thuận làm "Hàn Quốc phu nhân" (韓國夫人), bọn Nguyên Sảng đều được phong chức vị cao. Vào một hôm, Vinh Quốc phu nhân bày tiệc rượu trong gia đình, bọn Duy Lương tỏ thái độ bất mãn, phu nhân rất giận. Võ hậu biết chuyện, liền đày bọn Duy Lương làm Thứ sử các Châu xa. Nguyên Khánh, Nguyên Sảng lo buồn mà chết.
Gia tộc hiển quý, Hàn Quốc phu nhân Võ Thuận và con gái Hạ Lan thị thường ra vào cung, có tin đồn cả hai là tình nhân của Cao Tông. Khi Hàn Quốc phu nhân đột ngột qua đời, Cao Tông phong cho con gái Võ thị là Hạ Lan thị làm "Ngụy Quốc phu nhân" (魏國夫人), lại muốn nạp vào cung để tư thông. Võ hậu nảy sinh ghen tuông, tỏ ra không bằng lòng. Khi bọn Duy Lương, Hoài Vận về kinh và dâng đồ ăn, Võ hậu bí mật bỏ độc vào đó và đem đến cho Ngụy Quốc, khiến Hạ Lan thị bị trúng độc mà chết. Sau đó, Võ hậu quy tội cho Duy Lương, Hoài Vận và giết hết đi. Khi mẹ Võ hậu là Dương phu nhân qua đời, Võ hậu bắt tất cả đại thần phải đến đưa tang và khóc tang. Cuối năm này, trong nước hạn hán, Võ hậu dâng sớ nói việc đó là do mình, xin từ bỏ ngôi vị, Cao Tông không chấp nhận. Sau đó, Võ hậu xin biểu truy phong Võ Sĩ Hoạch, vốn là "Chu Định công", nay trở thành "Thái Nguyên Quận vương" (太原郡王), Dương thị là "Thái Nguyên Quận vương phi" (太原郡王妃).
Con trai Hàn Quốc phu nhân là Hạ Lan Mẫn Chi, vốn được cải họ Võ làm kế tự cho Võ Sĩ Hoạch, nên từ trước đã được kế tập tước "Chu Quốc công" (周國公). Sau khi mẹ và em gái chết, Mẫn Chi ngày càng trở nên phóng túng, Võ hậu sinh lòng chán ghét. Mẫn Chi cư nhiên tư thông với con gái Dương Tư Kiệm (杨思俭) - vốn đang chờ tuyển làm Thái tử phi cho Thái tử Lý Hoằng. Biết tin, Võ hậu tức giận mà đem Mẫn Chi đày đi Lôi Châu, đổi sang họ cũ là họ Hạ Lan, tước đi tước hiệu Chu Quốc công. Con trai Võ Nguyên Sảng là Võ Thừa Tự (武承嗣) được triệu về kinh kế thừa tước Chu Quốc công thay thế Mẫn Chi.

### Nhị Thánh lâm triều
Từ năm Hiện Khánh thứ 5 (660), Võ hậu cùng với Cao Tông đi tuần du vùng quê nhà là Bân Châu. Bà tổ chức yến tiệc thật lớn, mời hàng xóm và thân tộc đến dự. Cuối năm này, Đường Cao Tông phát chứng đau đầu, sức khỏe suy yếu nghiêm trọng. Có lời đồn việc đó là do Võ hậu ngầm bỏ thuốc độc bộc phát chậm vào đồ ăn của ông. Nhân việc này, Võ hậu can dự vào triều chính, quyết định nhiều việc trong triều, bắt đầu lấn át Cao Tông. Sử sách ghi nhận bà tinh thông văn sử, giải quyết công việc hiệu quả nhanh gọn, quyền lực của Cao Tông từ đây bị thu hẹp. Việc Võ hậu can thiệp vào công việc triều chính quá nhiều khiến Đường Cao Tông không hài lòng, dần dần giữa hai người xuất hiện mâu thuẫn. Bởi vì khi trước Võ hậu luôn nhu thuận, làm đúng ý niệm của Cao Tông, cho nên Cao Tông luôn muốn lập bà làm hoàng hậu để chứng tỏ quyền hạn của mình. Đến đây khi Võ hậu bộc lộ rõ khả năng của mình, đối với Đường Cao Tông hẳn nhiên là cảm giác không hài lòng.
Năm Lân Đức nguyên niên (664), đạo sĩ Quách Hành Chân (郭行真) thường ra vào cung cấm làm tà thuật. Đường Cao Tông biết việc này là do Võ hậu chủ mưu nên rất tức giận, triệu đại thần Thị lang Thượng Quan Nghi (上官儀) vào cung. Nghi tâu rằng: "Hoàng hậu chuyên quyền, không giữ đạo làm vợ, cần phải phế đi". Cao Tông chấp thuận, lệnh cho Nghi tìm cơ hội mà ra tay. Có quan viên hầu trực đem chuyện này tố cáo với Võ hậu, bà bèn đến chỗ Cao Tông kêu khóc thảm thiết. Cao Tông không biết trả lời ra sao, bèn đổ hết mọi chuyện cho Thượng Quan Nghi. Tháng 12 năm đó, Võ hậu sai Hứa Kính Tông tố cáo Thượng Quan Nghi và Phế Thái tử Lương vương Lý Trung phản nghịch, bắt Nghi hạ ngục rồi ban rượu độc cho Lương vương Lý Trung. Sang đầu năm sau (665), mùa xuân, Thượng Quan Nghi và con là Thượng Quan Đình Chi (上官庭芝) bị chém đầu. Từ đây mỗi khi Cao Tông thiết triều, Võ hậu đều buông rèm ngồi sau bảo tọa cùng tham dự, sử gọi là Nhị Thánh (二聖). Thời Đường hay xưng thiên tử là Thánh nhân (聖人), nên khi Võ hậu cũng cùng Cao Tông lâm triều, tự nhiên có tới hai vị thánh nhân. Do đó, lịch sử gọi giai đoạn này là Nhị Thánh lâm triều (二聖臨朝).
Từ khi nắm chính quyền, triều đình Cao Tông dưới bàn tay của Võ hậu ngày càng hưng thịnh. Do đó, bà tích cực khuyên ông tiến hành khuếch trương thế lực cùng địa vị của hai người bằng cách tiến hành đại lễ Phong thiện (封禅) ở núi Thái Sơn. Cái gọi là "phong thiện", chính là một loại đại lễ cổ đại, xảy ra vào lúc thái bình thịnh thế, các thiên tử vì muốn chứng tỏ quyền uy mà tiến hành các loạt lễ tế cáo Trời và Đất - hai nhân tố tối cao trong văn hóa Trung Hoa. Đây được gọi là đại lễ bởi vì cần trải qua một chu kì lễ nghi phức tạp ở một địa điểm xa kinh thành, hơn nữa là tụ tập đủ loại quan viên trong triều đình, do đó phương tiện đi lại cùng nhân lực đều tiêu tốn rất lớn. Theo quy tắc, trong buổi lễ thì thiên tử sẽ tế với vai trò "Sơ hiến" (初献), còn công khanh là "Á hiến" (亚献), nhưng Võ hậu vì thấy lý do thiên tử biểu thị Hoàng Thiên, còn hoàng hậu vị biểu thị Hậu Thổ, do đó muốn tự mình đảm nhận vị trí Á hiến sau Cao Tông. Ý kiến này của bà nhanh chóng được Cao Tông đồng thuận. Vì thế vào năm Lân Đức thứ 2 (665), tháng 10, Đường Cao Tông dẫn suất Văn võ bá quan, còn Võ hậu suất dẫn mệnh phụ, đồng thời từ Đông Đô Lạc Dương xuất phát đến Thái Sơn. Đi cùng đến dự có các đặc sứ nhóm quốc gia có quan hệ triều bái với nhà Đường là Đột Quyết, Nhật Bản, Ba Tư,... để chứng kiến đại lễ vinh hiển này của vợ chồng Cao Tông.
Năm Thượng Nguyên nguyên niên (674), tháng 8, Đường Cao Tông nhân dịp truy tôn thêm thụy hiệu cho các hoàng đế và hoàng hậu, thì đổi xưng là Thiên hoàng (天皇), Võ hậu là Thiên hậu (天后), để tránh danh xưng hoàng đế và hoàng hậu của các vị đời trước, nhân dịp này cũng đại xá thiên hạ. Thiên hậu dâng lên Thiên hoàng một danh sách gồm 12 điều để trị quốc, được gọi là Kiến ngôn thập nhị sự (建言十二事), tất cả đều được Thiên hoàng thông qua. Do tư liệu thiếu khuyết, không có bất kỳ thông tin nào về sự hiệu quả của 12 điều này.
Nội dung đại khái:
1. Đẩy mạnh việc làm ruộng, chăn tằm, giảm bớt khó nhọc cho trăm họ.
2. Bỏ thuế cho các trấn miền bắc.
3. Phục hồi đạo đức chung sống hòa bình.
4. Không được xa xỉ lãng phí.
5. Bớt lấy lính.
6. Cho phép trình bày ý kiến nguyện vọng riêng.
7. Loại bỏ quan lại tham nhũng và những kẻ chỉ biết làm theo lệnh trên một cách nịnh bợ ngu dốt.
8. Mọi con cháu họ Lý và trăm quan phải học tập "Đạo Đức kinh".[o]
9. Để tang bố mẹ thời gian như nhau (cùng ba năm).
10. Quan lại về hưu được giữ nguyên phẩm hàm.
11. Tăng lương cho quan lại từ bát phẩm trở lên.
12. Những quan lại lâu năm được xét thăng trật, bổng nếu có công trạng.

Sang năm sau (675), Thiên hoàng bị bệnh đau đầu rất nặng. Do ông không thể quản lý triều chính, liền cùng các đại thần thương nghị, thảo luận việc cho phép Thiên hậu tiến hành nhiếp chính. Các đại thần là Tể tướng Hác Xử Tuấn (郝處俊) và đồng liêu Lý Nghĩa Diễm (李義琰) can ngăn, dẫn lại chuyện Ngụy Văn Đế Tào Phi từng ra lệnh cấm để hoàng hậu lâm triều, việc bèn thôi. Khi Thiên hậu biết chuyện, liền triệu tập rất nhiều văn nhân học sĩ, soạn nhiều sách cổ như Liệt nữ truyện, Thần quỹ (臣軌),... rồi mật lệnh các học giả này dâng sớ tham quyết triều đình, làm cho quyền lực tể tướng bị ảnh hưởng. Đó gọi là "Bắc Môn học sĩ" (北門學士).

### Thay ngôi Thái tử
Thiên hoàng sức khỏe ngày càng suy yếu, có ý nhường ngôi cho Thái tử Lý Hoằng, nhưng Thiên hậu không đồng tình. Về phần mình, Thái tử vốn thông minh, tri thư đạt lễ, nhân nghĩa hiếu thảo, nhiều lần giúp Cao Tông xử lý chính sự nên rất được vua cha yêu quý. Nhưng từ khi vua cha lâm bệnh, Thái tử vì cha mà gồng mình xử lý chính sự cộng thêm thể chất yếu ớt, bệnh tật, cuối cùng do quá lao lực mà tái phát bệnh cũ rồi qua đời. Thiên hoàng quá đau lòng vì cái chết của con trai, bèn truy tặng làm "Hiếu Kính Hoàng đế" (孝敬皇帝). Sau đó, Thiên hoàng ra chỉ lập Hoàng lục tử là Ung vương Lý Hiền làm thái tử.
Thái tử Lý Hiền là người thông minh, quyết đoán mạnh mẽ, xử lí chính sự dứt khoát quyết đoán, thưởng phạt công minh, được cả triều đình và Cao Tông kì vọng rất lớn. Nhưng không may cho Lý Hiền, thời điểm ông lên làm thái tử là lúc Võ hậu tham quyền nhất, muốn thao túng triều chính, thấy con trai mình tài năng nổi trội lại có tham vọng lấn lướt mình nên cực kì không vui. Khi ấy, trong cung có lời đồn đãi Thái tử vốn do Hàn Quốc phu nhân Võ Thuận sinh ra, Thái tử Hiền biết chuyện này trong lòng cảm thấy bất an, thái độ tỏ ra ngoài nét mặt. Thiên hậu nghe vậy càng ghét hơn. Đạo sĩ Minh Sùng Nghiễm (明崇儼) được Thiên hoàng và Thiên hậu coi trọng, thường gièm pha với bà: "Thái tử không thể thừa kế được, Anh vương có dung mạo giống Thái Tông, Tương vương về sau sẽ đại quý". Sau đó, Thiên hậu cho soạn Thiếu Dương chánh phạm (少陽政範) và Hiếu tử truyện (孝子傳) ban cho ông, lại nhiều lần quở trách ông ta vô cớ, nên Thái tử khi ấy trong lòng luôn rất bất an.
Năm Điều Lộ thứ 2 (680), Minh Sùng Nghiễm bị cuồng bạo đánh giết, Thiên hậu nghi ngờ là do Thái tử Hiền làm, nên càng ghét hơn. Không lâu sau, các phe cảnh Tiết Nguyên Siêu (薛元超), Bùi Viêm (裴炎), Cao Trí Chu (高智周) với sự giật dây của Thiên hậu đã tố cáo Thái tử Hiền mưu đồ bất chính. Thiên hoàng sai điều tra, lục soát được trong phủ Thái tử nhiều đồ binh khí. Khi biết được, Thiên hoàng không nỡ trị tội thế nhưng Thiên hậu nói: "Là con dân mà mưu nghịch, thiên địa bất dung; nay đại nghĩa diệt thân, có thể nào xá được?". Thế là Thiên hậu liền hạ lệnh phế Thái tử, đày ra Ba Thục.
Sau đó, Thiên hậu lập tức chọn lập Anh vương làm thái tử thay thế, đổi thành "Hiển" làm húy danh. Thái tử khi còn là Chu vương đã kết hôn với Triệu thị, con gái Thường Lạc Công chúa (常樂公主) - cô của Thiên hoàng, đồng thời là con gái út của Đường Cao Tổ Lý Uyên, so với Thái tử thì Triệu thị là biểu cô. Thiên hoàng rất tán thành cuộc hôn nhân này, và vì duyên cố của Thường Lạc Công chúa mà rất thiên vị Triệu thị, song Thiên hậu không ưa Công chúa, vì thế đối với Triệu thị cũng chán ghét. Vào một dịp, Triệu thị do đắc tội với Thiên hậu liền bị giam lỏng trong Nội thị tỉnh, chỉ được đưa rau, thịt sống cho tự nấu ăn. Dần dần Triệu thị chết đói, Thiên hậu bèn đày cha Triệu thị là Triệu Côi (趙瑰) cùng Thường Lạc Công chúa ra đến Hoạt Châu.

## Lâm triều xưng chế

### Phế truất Trung Tông
Năm Vĩnh Thuần thứ 2, tức Hoằng Đạo nguyên niên (683), Thiên hoàng di giá Phụng Thiên cung (奉天宮) lâm bệnh. Biết mình không xong, ông bèn triệu Hoàng thái tử từ Trường An về Lạc Dương, mệnh Thái tử giám quốc và giao cho đại thần Bùi Viêm cùng Lưu Cảnh Tiên (劉景先) và Quách Chính Nhất (郭正一) cùng phụ chính. Sau đó, ông chuyển về Lạc Dương, bệnh chuyển nặng hơn, tể tướng cùng đại thần đều không thể tấn kiến.
Ngày 4 tháng 12 (tức ngày 27 tháng 12 dương lịch), Thiên hoàng băng hà ở Trinh Quán điện (貞觀殿). Khi ông lâm chung, cho cận thần viết di chiếu: "Sau 7 ngày tạm quàn, Hoàng thái tử lên ngôi hoàng đế trước linh cữu. Về chế độ viên lăng, nên chủ trương tiết kiệm. Quân quốc đại sự có việc không thể quyết định, liền nhờ Thiên hậu quyết định!". Theo di chiếu này, Hoàng thái tử Lý Hiển nối ngôi, tức là Đường Trung Tông, Thiên hậu Võ thị trở thành Hoàng thái hậu. Căn cứ theo di chiếu của Cao Tông thì mọi việc trong triều đều do Võ Thái hậu quyết đoán, do đó Võ hậu là vị hoàng thái hậu đầu tiên của nhà Đường, chính thức thực hiện việc nhiếp chính, thay quyền Trung Tông xử lý phần lớn đại sự. Sách sử gọi việc thái hậu nhiếp chính là Lâm triều xưng chế (臨朝稱制). Ở các triều đại trước, mẫu hậu lâm triều chỉ khi nhà vua còn nhỏ, lúc này Trung Tông kế vị đã 28 tuổi, nhưng bởi vì di chiếu của Cao Tông mà Võ Thái hậu tiếp tục nắm giữ quyền lực, điều này khiến trong triều dần xảy ra tranh chấp.
Năm Tự Thánh nguyên niên (684), tháng 2 (ÂL), Trung Tông muốn tạo đối trọng với Võ Thái hậu trong triều, nên phong nhạc phụ Vi Huyền Trinh làm Thị trung trông coi Môn hạ tỉnh, chức vụ này có quyền uy quá lớn, trong khi họ Vi không có tài cán. Tể tướng Bùi Viêm hết sức can ngăn nhưng Trung Tông không nghe, nói lại: "Ta đem cả thiên hạ cho Vi Huyền Trinh còn được, huống hồ một chức Thị trung lang sao?!". Bùi Viêm cố cãi lại không được, bèn mật cáo với Thái hậu. Ngày 26 tháng 2 (dương lịch), Thái hậu được Bùi Viêm, Lưu Y Chi, Trình Vụ Đĩnh, Trương Kiền Úc đưa vào triều, tuyên chiếu phế truất Trung Tông làm Lư Lăng vương. Khi bị lôi xuống, Trung Tông cố hỏi: "Con có tội gì?!", Võ Thái hậu đanh thép đáp: "Nhà ngươi đem thiên hạ đưa cho Vi Huyền Trinh, còn không có tội ư?!", do đó Thái hậu bèn giam Trung Tông vào biệt cung, đổi tên thành "Triết". Thái hậu đưa Dự vương Lý Đán lên ngôi, tức là Đường Duệ Tông.
Võ Thái hậu đày Lư Lăng vương ra Quân Châu rồi Phòng Châu, ở ngôi nhà mà Bộc vương Lý Thái từng ở sau khi bị Thái Tông giáng tước. Sau khi lập Duệ Tông, bà tiếp tục lâm triều xưng chế, tự mình chuyên chính như trước. Bà lập tức hạ chiếu nói Vi Huyền Trinh mưu nghịch, tước bỏ tất cả chức vị, giáng làm thứ dân và tống vào ngục, sau cũng bị lưu đày. Đường Duệ Tông khi ấy tuy ở ngôi vị và đã trưởng thành, nhưng bị ép phải sống ở cung riêng, không được tham gia chính sự, việc lớn nhỏ trong triều đều do Võ Thái hậu quyết đoán. Bà cho lập con trai của Tân Đế là Lý Thành Khí kế thừa vị trí trữ quân.

### Độc bá triều cương
Ngày Giáp Tý tháng ấy (ÂL), Võ Thái hậu ngự ở Võ Thành điện (武成殿), Duệ Tông suất vương công đến dâng tôn hiệu. Mấy hôm sau, sai Võ Thừa Tự công bố chế sách lập hoàng đế mới. Từ lúc này, Thái hậu lên triều nghe chính ở Tử Thần điện (紫宸殿), buông rèm màu tím nhạt để triều kiến quần thần. Vừa yên vị, Võ Thái hậu mệnh Thái thường khanh, Kiểm giáo Dự vương phủ Vương Đức Chân làm Thị trung, Trung thư Thị lang Lưu Y Chi và Lễ bộ Thượng thư Võ Thừa Tự làm Đồng trung thư Môn hạ Bình chương sự. Lúc này Thái tử bị truất phế trước đây, Lý Hiền, đã bị ép phải uống rượu độc mà chết, Thái hậu quy tội Tả Kim ngô tướng quân Khâu Thần Tích, biếm làm Thứ sử Điệp Châu, nhưng không lâu sau thì phục chức, rồi truy tặng Lý Hiền là "Ung vương".
Tháng 9 (ÂL) cùng năm, Thái hậu cải nguyên là Văn Minh, đổi Đông Đô Lạc Dương thành Thần đô (神都), cung riêng của bà gọi là Thái Sơ cung (太初宮), ngự chế cờ xí đều dùng sắc vàng, lại cho cải Thượng thư tỉnh là Văn Xương đài, Tả hữu bộc xạ là Tả Hữu tướng; Lục tào thành Lục quan; Trung thư tỉnh đổi là Phụng các; Thị trung là Nạp ngôn; Trung thư lệnh là Nội sử lệnh; Ngự sử đài thành Tả túc chánh đài. Từ năm đầu Thùy Củng (685), Võ Thái hậu đổi tên của Càn Nguyên điện thành Minh đường (明堂), bắt đầu dan díu với một tên hòa thượng giả danh gọi là Tiết Hoài Nghĩa. Sau đó, Tiết Hoài Nghĩa dần được phong các chức vụ cao, trở thành tâm phúc riêng của Thái hậu. Tiết Hoài Nghĩa là người đất Hộ, nguyên danh là Phùng Tiểu Bảo, một lần được con gái nuôi của Thái hậu là Thiên Kim Công chúa tiến cử, Thái hậu nhìn thấy liền rất ưa thích, bèn cho giả làm tăng sư với tên "Hoài Nghĩa", cho theo họ với Phò mã Tiết Thiệu. Được sủng ái, Tiết Hoài Nghĩa tự do ra vào cung cấm, thế lực rất lớn, đến cả Võ Thừa Tự, Võ Tam Tư cũng tìm cách lấy lòng. Sau khi hoàn thành Minh đường, Hoài Nghĩa được bái làm "Tả Uy vệ Đại tướng quân" (左威衛大將軍), tước "Lương Quốc công" (梁國公).
Năm Thùy Củng thứ 2 (686), mùa xuân, Võ Thái hậu cảm thấy muốn nắm tiếp chính quyền nhưng không có chính danh do Duệ Tông đã trưởng thành, nếu tiếp tục nắm quyền thì sẽ bị phản đối, bèn hạ chiếu giao lại chính quyền do Duệ Tông. Thế nhưng Duệ Tông biết mẹ mình không thực tâm nên không dám chấp nhận, vẫn "cố gắng" khuyên mẹ mình tiếp tục lâm triều xưng chế như trước. Võ Thái hậu nhân danh nghĩa đó mà tiếp tục nắm giữ quyền hành.

### Phe cánh chống đối

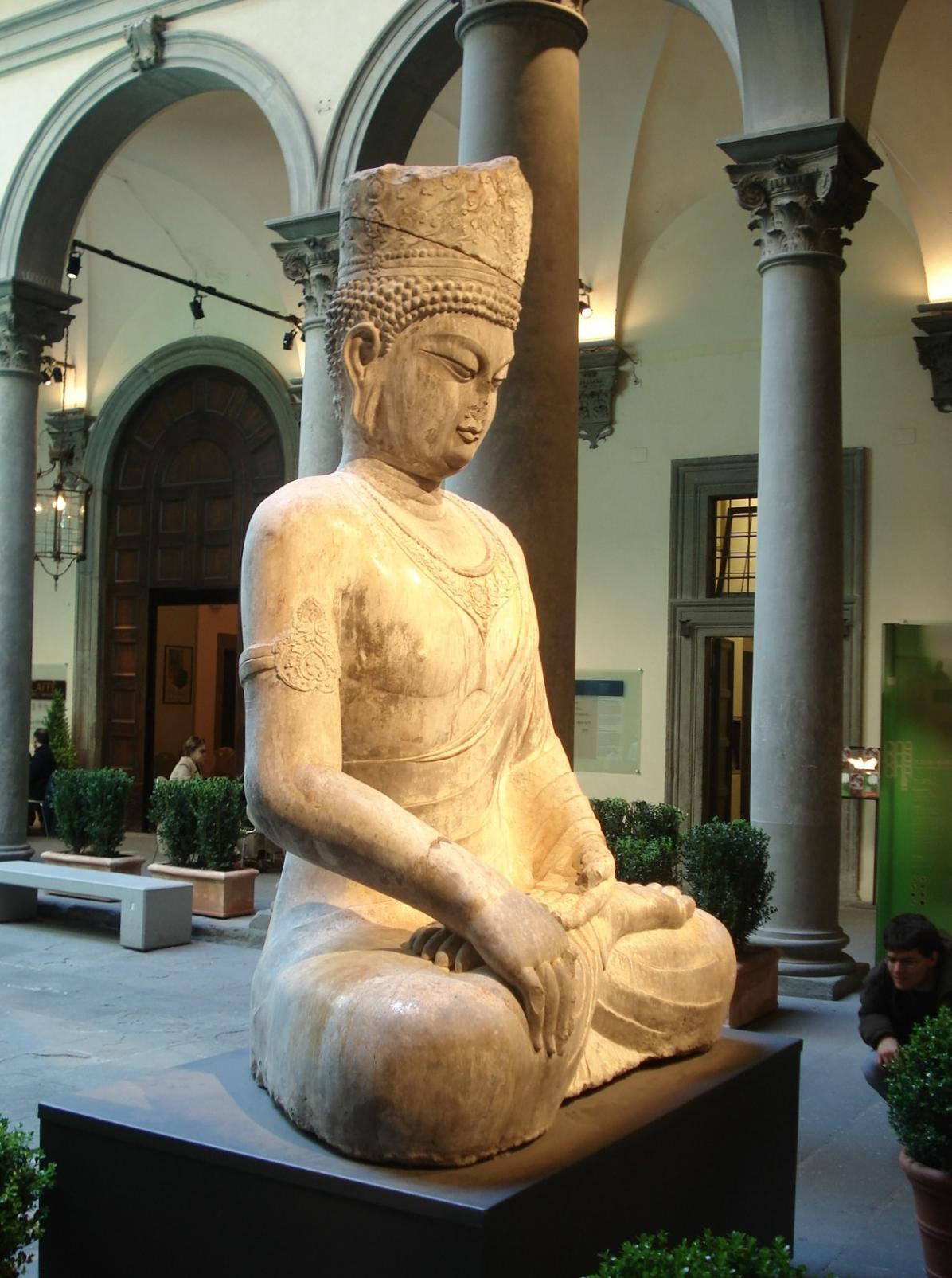
Tượng Phật bằng đá được tạc dưới thời Võ Chu.

Cuối năm Tự Thánh (684), Thứ sử Mi Châu, Anh Quốc công Từ Kính Nghiệp, cùng em là Từ Kính Du và các thuộc tướng như Đường Chi Kỳ, Lạc Tân Vương, Đỗ Cầu... hợp nhau nổi dậy ở Dương Châu, lấy danh nghĩa khôi phục Đường Trung Tông. Sử gọi đây là Từ Kính Nghiệp chi phản (徐敬業之反). Trong nhiều năm cầm quyền của Võ hậu trước khi chính thức tự xưng hoàng đế, đây là một trong những cuộc chống đối lớn nhất và quy mô nhất.
Từ Kính Nghiệp vốn là cháu của Anh Trinh Vũ công Lý Tích - một trong những công thần hàng đầu của triều Đường, vốn là họ Từ. Vì công lao hiển hách, được Đường Thái Tông Lý Thế Dân ban quốc tính là "Lý", nhưng khi Kính Nghiệp chính thức tạo phản thì Võ Thái hậu đổi thành họ Từ như cũ. Bọn họ loan tin trưởng sử Trần Kính Chi mưu phản để Kính Chi bị bắt vào ngục, mấy hôm sau thì Kính Nghiệp tiến hành nổi dậy, xưng niên hiệu cũ là Tự Thánh, xưng Khương phục phủ Thượng tướng, Dương Châu đại đô đốc; sai Lạc Tân Vương viết hịch kể tội Thái hậu gửi đi khắp nơi. Kính Nghiệp lại trá xưng là Thái tử Lý Hiền vẫn còn sống và đang ở chỗ mình. Thái hậu sai Lý Hiếu Dật làm Tương Châu đại tổng quản, dẫn 300.000 quân cùng Lý Tri Sĩ, Mã Kính Thần làm phó, thảo phạt Kính Nghiệp. Khi bà hỏi Bùi Viêm về kế sách đối với quân phản loạn, Viêm nói rằng Hoàng đế đã lớn tuổi, chỉ cần Thái hậu giao trả quyền chính thì tất vô sự. Thái hậu tức giận, giam Viêm vào ngục, đưa Kiến Vị Đạo, Lý Cảnh Kham lên thay; sau đó khép Bùi Viêm vào tội chết; lại lưu đày những người nói hộ cho Viêm. Lý Kính Nghiệp đưa quân đánh sang Nhuận Châu. Thái hậu tước chức quan của ông ta, bắt trở về họ Từ. Lúc này quân của Lý Hiếu Dật không thu được thành quả nào, Hiếu Dật tỏ ra nao núng. Nhưng có tướng dưới quyền Ngụy Nguyên Trung khích lệ, Hiếu Dật mới quyết tâm hơn, cho quân đánh mạnh vào lực lượng của Từ Kính Nghiệp. Sau đó Kính Nghiệp đại bại, phải bỏ trốn. Tướng Vương Na Tướng làm phản giết anh em Kính Nghiệp, Lạc Tân Vương rồi ra hàng, cuộc nổi dậy bị dẹp tan.
Sau vụ của Từ Kính Nghiệp, Võ Thái hậu sợ rằng các đại thần và tông thất oán mình chuyên quyền nên tìm cách trừ khử bớt đi. Vào cùng năm ấy, Võ Thái hậu sai chế ra một cái hộp bằng đồng đặt trước triều đường, để cho những người hiến kế hay hoặc dự báo được tinh tượng, hoặc muốn tố cáo gian ác, hoặc muốn tiến cử nhân tài... mà ngại không dám nói thì cho bỏ thư vào đó. Ý của Thái hậu là để cho người ta bỏ thư tố cáo bí mật của người khác, nhất là các đại thần đang bị Thái hậu nghi ngờ để bà có cớ xử tội họ. Thường thì những người bị tố cáo đều bị Thái hậu xử tội mà không cần tra xét gì cả. Có người Hồ là Sách Nguyên Lễ đoán biết ý, nên dùng chuyện cáo mật mà được phong làm "Du Kích tướng quân" (游擊將軍). Nguyên Lễ tính tình tàn nhẫn, thích dùng ngục hình, thường thì một người bị tố cáo thì lôi ra cái mà hắn gọi là "đồng đảng" hơn 10 người, dùng hình rất nặng khiến ai ai cũng bất an. Lại có bọn ngục lại là Chu Hưng, Lai Tuấn Thần cũng thừa cơ mượn gió bẻ măng; Hưng được phong Thu quan thượng thư còn Tuấn Thần làm tới Ngự sử trung thừa. Bọn này hè nhau mượn việc cáo mật mà vu oan hãm hại người khác, làm triều chính mấy phen điên đảo; lại còn chế ra nhiều cực hình tàn khốc để hành hạ phạm nhân: định bách mạch, đột địa hống, tử trư sầu, cầu phá gia, phụng hoàng sái sí, lư câu bạt quyệt, ngọc nữ đăng thê. Mỗi lần có đại xá, Tuấn Thần lại ra giết hết người phạm tội nặng rồi mới ban lệnh xá, thế mà Thái hậu vẫn cho là trung thành và càng tín nhiệm.
Khi ấy đại thần là Lưu Y Chi được dùng làm vị trí đồng cấp tể tướng với chức vụ "Trung thư thị lang đồng Tam phẩm" (中書侍郎同三品), từ thời kỳ Cao Tông còn tại vị thì ông đã rất được Võ Thái hậu tín nhiệm, khi Duệ Tông lên ngôi thì ông là người quyền tể tướng đều tiên. Vào năm Thùy Củng thứ 3 (687), ông cùng Phượng các Xá nhân là Giả Đại Ẩn nói đại ý: "Thái hậu có thể phế hôn quân để lập minh quân, vì điều gì mà không để hoàng thượng chưởng quyền, làm an lòng thiên hạ?!". Thế là Giả Đại Ẩn liền mật cáo lên Thái hậu, điều này khiến Thái hậu rất tức giận, thất vọng mà nói người bên cạnh: "Y Chi là người do ta dìu dắt, thế mà còn phản ta sao?!". Cùng lúc đó lại có tố cáo là Lưu Y Chi nhận vàng hối lộ từ Đô đốc Thành Châu người Khiết Đan tên Tôn Vạn Vinh, đồng thời còn có tố giác Lưu Y Chi còn tư thông với thiếp của Hứa Kính Tông, thế là Võ Thái hậu sai người bắt ông ta vào ngục. Đường Duệ Tông nghe vậy muốn cứu Y Chi, nhưng ông cho rằng hành động của Duệ Tông sẽ càng làm mình chết chóng. Quả nhiên ông ta liền bị Thái hậu xử tử.
Dần dần, Võ Thái hậu đã lộ rõ có ý soán ngôi, nên tìm cách loại trừ một số tôn thất nhà Đường mang họ Lý, như Hàn vương Lý Nguyên Gia, Hoắc vương Lý Nguyên Quỹ, Lỗ vương Lý Linh Quỳ, Việt vương Lý Trinh, Giang Đô vương Lý Tự, Phạm Dương vương Lý Ái, Đông Hoàn công Lý Dung và Lang Tà vương Lý Xung - con Việt vương. Những người này trong hàng tông thất đều có tiếng tốt, nên Võ Thái hậu rất kiêng kị. Trong số này thì Hàn vương Lý Nguyên Gia là người đầu tiên cảm giác bất an, bèn lén lút viết thư thăm dò Việt vương Lý Trinh, bày tỏ muốn làm chính biến khôi phục quyền lực cho hoàng tộc họ Lý. Bản thân Lý Trinh cũng biết ý đó, tỏ ra bất an và muốn nổi dậy. Mùa thu năm Thùy Củng thứ 4 (688), tháng 8 (ÂL), Lang Tà vương Lý Xung triệu tập quân các nơi cùng đánh vào Thần Đô Lạc Dương, Thái hậu sai Khâu Thần Tích dẫn quân thảo phạt, ngay sau đó thì Việt vương Lý Trinh khởi binh từ Dự Châu, còn Lý Xung từ Bác Châu. Tuy nhiên các lộ chư hầu khác vẫn chưa kịp khởi binh, do đó lực lượng của ông bị đè bẹp nhanh chóng. Cuối cùng Lý Xung bị tên giữ thành Bác Châu giết chết, hơn 1000 quan lại cũng bị liên can và bị Khâu Thần Tích giết chết, Lý Trinh cũng bị đánh bại liên tục và phải tự tử trong thành. Thái hậu hạ chiếu đổi họ của cha con Việt vương thành họ "Hủy" (虺氏), rồi còn nhân đó bắt tội Hàn vương, Lỗ vương, Thường Lạc Công chúa, Hoàng công Lý Soạn, bắt họ tự sát rồi đổi tất cả sang họ Hủy hết thảy. Phò mã Tiết Thiệu cùng hai anh là Tiết Nghĩ, Tiết Tự cũng bị liên can, Nghĩ và Tự bị giết, Thiệu bị đánh 100 trượng rồi cũng chết trong ngục.

### Truy phong họ Võ
Năm Quang Trạch nguyên niên (684), tháng 9, người trong họ Võ Thái hậu là Võ Thừa Tự dâng biểu xin truy phong cho tổ tiên họ Võ lên tước Vương, lập nên 7 ngôi miếu họ Võ được gọi là Võ thị Thất miếu (武氏七廟), có ý khuếch trương dòng dõi nhà họ Võ.
Thái hậu nghe thế mà bằng lòng, thế nhưng truy phong tước Vương là thuộc điều cấm kị của rất nhiều triều đại, trong đó có nhà Đường. Tể thần là Bùi Viêm lại dẫn câu chuyện Lã hậu thời nhà Hán khi trước ra can ngăn, nói rằng: "Thái hậu mẫu lâm thiên hạ, nên chí công vô tư mới phải. Ngài quên cái bại của họ Lã khi xưa chăng?!". Thái hậu không nghe, nói lại: "Lã hậu đó là cậy quyền phong cho người sống. Nay ta truy phong người chết, có hại gì?"; bèn truy phong tổ 6 đời là Võ Khắc Kỷ làm "Lỗ Tĩnh công" (魯靖公), vợ là phu nhân; tổ 5 đời là Võ Cư Thường làm Thái úy, thụy "Bắc Bình Cung Túc vương" (北平恭肅王); tằng tổ Võ Kiệm là Thái úy, thụy "Kim Thành Nghĩa Khang vương" (金城義康王); tổ phụ Võ Hoa là Thái uý, thụy "Thái Nguyên An Thành vương" (太原安成王). Còn thân phụ Võ Sĩ Hoạch làm Thái sư, thụy "Ngụy Định vương" (魏定王), còn tất cả các nữ quyến đều truy phong làm vương phi; cho người xây từ đường ngũ đại tại quê nhà Văn Thủy.
Năm Vĩnh Xương nguyên niên (689), mùa xuân, Võ Thái hậu tôn cha mình thành "Chu Trung Hiếu Thái hoàng" (周忠孝太皇), vợ là "Trung Hiếu Thái hậu" (忠孝太后), thiết mộ gọi là Chương Đức lăng (章德陵). Truy thêm các đời trước, Lỗ công là "Thái Nguyên Tĩnh vương" (太原靖王); Bắc Bình vương là "Triệu Cung Túc vương" (趙肅恭王), Kim Thành vương là "Ngụy Nghĩa Khang vương" (魏義康王); Thái Nguyên vương là "Chu An Thành vương" (周安成王).

## Lập triều Võ Chu

### Thánh Thần Hoàng đế

Chữ "Chiếu" được Võ hậu sáng tạo.

Từ năm Thùy Củng thứ 4 (688), Võ Thái hậu bắt đầu xây Minh đường bằng cách hủy bỏ Càn Nguyên điện cũ và xây dựng trên nền điện ấy. Vào lúc này, quyền lực của Võ Thái hậu đã lớn, khiến nhiều kẻ xu nịnh bắt đầu tạo những thứ gọi là "điềm lành", hòng mua chuộc và lấy lòng bà. Người cháu trong họ là Văn Xương Tả tướng Võ Thừa Tự đã cho làm giả bảo thạch, trên có khắc 8 chữ "Thánh mẫu lâm nhân, Vĩnh xương Đế nghiệp" (聖母臨人，永昌帝業), có ý đề cao việc bà đích thân quản lý chính sự thay Duệ Tông.
Đối với những thứ này, Võ Thái hậu không ngần ngại tỏ ra cực kỳ thích thú, đặt tên viên bảo thạch là Bảo đồ (寶圖), sau đó còn tự xưng tôn hiệu Thánh mẫu Thần hoàng (聖母神皇), đại xá thiên hạ, sau lại nghĩ ra tên khác, cho bảo thạch thành Thiên thụ Thánh đồ (天授聖圖). Cũng trong thời gian này là sự kiện nổi loạn của hai cha con Lang Tà vương. Sau khi đánh bại phe phái chống đối mấu chốt này, sự "thần thánh" của Võ Thái hậu ngày càng lớn và không còn ai đủ sức có thể ngăn chặn con đường tự lập của Võ Thái hậu nữa. Cùng năm ấy, Minh đường hoàn thành, ấy là Vạn Tượng Thần Cung (萬象神宮) nổi tiếng, cao 394 xích, gồm 3 tầng. Liền ngay đó, bà cho cải niên hiệu thành Vĩnh Xương, theo tên Thánh đồ của bà, nhưng được hết năm thì lại cho đổi thành Tái Sơ.
Năm Tái Sơ nguyên niên (690), tháng giêng, Võ Thái hậu lâm hạnh Minh đường, đại xá thiên hạ. Trong lần này, bà cho ban chữ "Chiếu" (曌) làm tên húy kị của mình. Chữ "Chiếu" được đề cập với hình Mặt trời (日), Mặt trăng (月) trên không (空), để tỏ quyền uy tối thượng. Chữ "Chiếu" này cùng 11 chữ khác về sau được gọi là Võ hậu tân tự.
Mùa hạ năm đó, sư Pháp Minh dâng bốn quyển "Đại Vân kinh" (大雲經) ca ngợi Thái hậu là Phật Di Lặc xuống trần, là chủ của thiên hạ. Thái hậu sai in rồi phát ra khắp nơi, đề cao Phật giáo trên Đạo giáo. Cùng lúc, Võ Thừa Tự bàn với Chu Hưng tố cáo các Trạch vương Lý Thượng Kim và Hứa vương Lý Tố Tiết có mưu phản, Thái hậu sai bắt trị tội, thắt cổ giết Tố Tiết; Thượng Kim cũng phải tự tử, lúc này hoàng thất họ Lý đã không còn ai có thể đe dọa Võ hậu nữa. Lại nói từ khi Tiết Thiệu bị giết, Thái Bình Công chúa đi khắp nơi tìm kiếm nam sủng. Võ Thái hậu sợ mang tiếng, nên đem công chúa gả cho cháu họ của mình là Hữu vệ Trung lang tướng Võ Du Kỵ. Du Kỵ là cháu trong tộc của Thái hậu nhưng đã có chính thê từ trước, mà công chúa gả vào không thể làm thiếp, do đó Thái hậu lệnh cho người giết chính thê ấy. Trong các con thì Thái hậu ưng công chúa nhất, thường cho là giống mình, mọi chuyện chính sự đều cho công chúa tham gia. Theo thông lệ thì tước thân vương không có thực ấp quá 1.000 hộ, các công chúa không thể quá 350 hộ, nhưng riêng Thái Bình được Thái hậu ban hơn 3.000 hộ. Tông thất nhà Đường bị quản chế nghiêm ngặt, bốn người con của Thái tử Lý Hiền quá cố là Lý Quang Thuận, Lý Thủ Lễ, Lý Thủ Nghĩa, Trường Tính Huyện chúa và các con của Duệ Tông đều bị canh giữ trong nội cung, hơn 10 năm không ra khỏi cửa cung.

Chữ Quân (君) biểu thị Vua dưới thời Võ Chu.

Tháng 9 (ÂL) năm ấy, Thị ngự sử Phó Du Nghệ cùng hơn 900 đại thần đến Thần Đô, dâng thư xin Võ Thái hậu xưng làm Hoàng đế, đổi quốc hiệu thành Chu (周), sửa quốc tính thành họ Võ. Võ Thái hậu khước từ. Thấy vậy, đủ loại quan lại, tông thích, thậm chí là nhiều Tù trưởng các Di tộc đều lần lượt xin dâng biểu mời Võ Thái hậu đăng vị. Trước tình thế ấy, cả Đường Duệ Tông cũng đành phải xin bà cho đổi thành họ Võ, quan viên trong triều cũng tâu thỉnh, nói thấy có phượng hoàng bay vào Thượng Dương cung (上陽宮), tắc là điềm lành. Những điều này càng lúc càng thúc đẩy, khiến Võ Thái hậu quang minh chính đại soán vị.
Thế rồi vào ngày 9 tháng 9 (ÂL) năm ấy, Võ Thái hậu chính thức lên ngôi ở Tắc Thiên môn (則天門), đổi tên triều đại từ "Đường" thành "Chu", đổi niên hiệu làm Thiên Thụ (天授). Ngày 12 (ÂL) tháng ấy, quần thần tôn hiệu là Thánh Thần Hoàng đế (聖神皇帝), sử thường gọi sự kiện này là "Tắc Thiên cách mệnh" (則天革命) hoặc "Chu Đường cách mệnh" (周唐革命). Vừa lên ngôi, Võ hoàng cho giáng Duệ Tông làm "Hoàng tự" (皇嗣), Hoàng thái tử Lý Thành Khí giáng làm "Hoàng tôn" (皇孫), đều cho đổi làm họ Võ. Sau đó, Võ hoàng còn phong cho Văn Xương Tả tướng Võ Thừa Tự là Ngụy vương; Thiên Quan Thượng thư Võ Tam Tư làm Lương vương, lại gia phong các cháu trong họ cộng 10 người làm quận vương, cô dì phong là Trưởng công chúa, con gái của Đường Cao Tổ Lý Uyên là Thiên Kim Công chúa, nhanh chóng lấy lòng Võ hoàng, tự nhận làm con, tự đổi thành họ Võ thị, do đó công chúa được phong làm Diên An Đại trưởng công chúa.
Võ hoàng chính thức cho lập miếu tổ tiên họ Võ ở Thần đô, tiến hành truy tặng:
- Chu Văn vương là "Thủy Tổ Văn Hoàng đế" (始祖文皇帝), Thái Tự là "Văn Định Hoàng hậu" (文定皇后);
- Con trai nhỏ của Chu Bình vương là Cơ Võ tôn làm "Duệ Tổ Khang Hoàng đế" (睿祖康皇帝), vợ là Khương thị làm "Khang Huệ Hoàng hậu" (康惠皇后);
- Thái Nguyên Tĩnh vương Võ Khắc Dĩ làm "Nghiêm Tổ Thành Hoàng đế" (嚴祖成皇帝); Triệu Cung Túc vương Võ Cư Thường là "Cung Tổ Chương Kính Hoàng đế" (肅祖章敬皇帝); Ngụy Nghĩa Khang vương Võ Kiệm là "Liệt Tổ Chiêu An Hoàng đế" (烈祖昭安皇帝); Chu An Thành vương Võ Hoa là "Hiển Tổ Văn Mục Hoàng đế" (顯祖文穆皇帝); Trung Hiếu Thái hoàng Võ Sĩ Hoạch cải tôn "Thái Tổ Hiếu Minh Cao Hoàng đế" (太祖孝明高皇帝). Tất cả các phi, vợ của các ông đều cải tôn là hoàng hậu.[87]

Lý thuyết chính trị Trung Quốc truyền thống không cho phép một phụ nữ được lên ngôi Đế vị, Võ Tắc Thiên quyết định dẹp yên chống đối và đưa các quan lại trung thành vào triều. Thời cai trị của bà để dấu ấn về sự xảo quyệt tài tình và chuyên quyền hung bạo. Dưới thời cai trị, Võ hoàng lập ra tuần tra mật để đối phó với bất kỳ chống đối nào có thể nổi lên, với cái tên khét tiếng Lai Tuấn Thần, Chu Hưng, nhưng đồng thời cũng có những hiền tài như Địch Nhân Kiệt.

### Quan hệ đối ngoại và cuộc nổi dậy của người Khiết Đan, người Cao Câu Ly

#### Giao tranh với Thổ Phồn, Thất Vi và Đột Quyết những năm 692 - 695

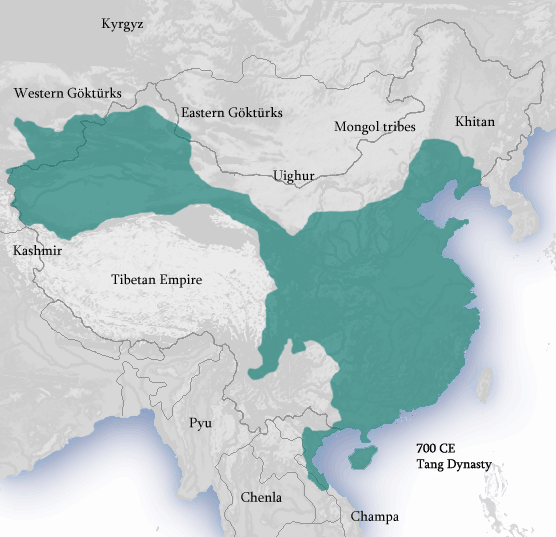
Phạm vi lãnh thổ Trung Hoa dưới triều đại Võ Tắc Thiên.

Ở biên cương, nhà Chu đang có xung đột với Thổ Phiên và Hãn quốc Hậu Đột Quyết, thực tế những vấn đề này đã tồn tại từ trước ở thời Đường Cao Tông, khi Võ hoàng lên ngôi, những vấn đề biên giới tiếp tục gia tăng với sự nổi dậy của người Khiết Đan và người Cao Câu Ly.
Năm Như Ý nguyên niên (692), tháng 2, bộ lạc Đảng Hạng của Thổ Phồn quy phục nhà Chu. Võ hoàng cả mừng, đem tộc thuộc đều phân trí riêng ra khắp 10 Châu trong cả nước. Tháng 5 cùng năm, thủ lĩnh Hạt Tô (曷苏) cũng dẫn tộc nhân quy phụ nhà Chu, Võ hoàng cho Trương Huyền Ngô (张玄遇) xuất tinh binh 20.000 quân ra nghênh đón. Nhưng Hạt Tô sau đó bị người Thổ Phồn bắt về, lại gặp đúng lúc một tộc người Khương dẫn 8000 người quy phụ, Trương Huyền Ngô mới đem an trí Xuyên Châu. Cùng năm, Hiệt Điệt Lợi Thi Khả hãn A Sử Na Cốt Đốc Lộc của Đột Quyết qua đời, em trai là A Sử Na Mặc Xuyết lên kế vị. Sự kế vị của A Sử Na Mặc Xuyết được coi là sự soán ngôi ở nhà Chu. Cùng năm ấy, tháng 9, đại tướng Vương Hiếu Kiệt (王孝杰) và A Sử Na Trung (阿史那忠) xuất chinh Tây Bắc, đại phá được Thổ Phồn, thu phục 4 địa phương và cho đổi thành An Tây Tứ trấn (安西四镇), củng cố vị thế cho An Tây đô hộ phủ của nhà Chu tại đó. Cục diện phía Tây tạm yên.
Mùa xuân năm Trường Thọ thứ 3 (694), tháng giêng, người Thất Vi (thuộc nhóm người Mông Cổ) ở phía đông bắc nhà Chu nổi dậy chống lại Võ hoàng, tấn công biên giới phía bắc của nhà Chu. Võ hoàng phái Đại tướng quân Lý Đa Tộ (thủ lĩnh bộ lạc Phất Niết Mạt Hạt) dẫn quân Chu đi chống cự quân Thất Vi. Lý Đa Tộ nhanh chóng đánh đuổi được quân Thất Vi về đông bắc. Tháng 2 năm 694, quân Chu do Vương Hiếu Kiệt công phá liên minh hơn 300.000 người giữa Bột Phác Luận Tán Nhuận của Thổ Phồn và Khả hãn A Sử Na Mặc Xuyết của Đột Quyết, lại thắng lợi. Tháng 8 năm 694, Lương vương Võ Tam Tư lĩnh suất "Tứ di Tù trưởng" thỉnh lấy đồng thiết đúc Thiên trụ (天樞) đặt ngoài Đoan môn, để biểu thị công đức của Võ hoàng. Vì lý do này mà triều đình gom hết đồ vật làm bằng đồng trong nước, sau khi hoàn thành thì liền cho khắc tên của bách quan cùng vua của các chư hầu. Sau đó, chính tay Võ hoàng đích thân đề cái tên Đại Chu vạn quốc tụng đức Thiên trụ (大周萬國頌德天樞), ngụ ý Võ Chu triều là trung tâm của thiên hạ, thống lĩnh vạn quốc. Tuy nhiên cùng năm đó, liên quân Đột Quyết (do Khả hãn A Sử Na Mặc Xuyết chỉ huy) và Thổ Phồn (do Luận Khâm Lăng và Luận Tán Bà chỉ huy) đánh bại quân Chu, chiếm đóng An Tây đô hộ phủ của nhà Chu. Sau đó Khả hãn A Sử Na Mặc Xuyết dẫn quân Đột Quyết tấn công Linh châu (hiện nay là Ngân Xuyên, Ninh Hạ, Trung Quốc), và Võ hoàng ủy nhiệm cho nhân tình của bà là Tiết Hoài Nghĩa, với sự hỗ trợ của các tể tướng Lý Chiêu Đức và Tô Vị Đạo, để phòng thủ trước cuộc tấn công của A Sử Na Mặc Xuyết, nhưng trước khi quân đội nhà Chu này có thể xuất phát, A Sử Na Mặc Xuyết đã rút lui khỏi Linh châu, và do đó quân đội của Tiết Hoài Nghĩa chưa bao giờ xuất phát.
Năm Chứng Thánh nguyên niên (695), tháng giêng, tôn hiệu của bà được đổi thành Từ Thị Việt Cổ Kim Luân Thánh Thần Hoàng đế (慈氏越古金輪聖神皇帝). Ngày 16 (ÂL) tháng ấy, sủng nam Tiết Hoài Nghĩa vì bị Võ hoàng thất sủng mà đốt Thiên đường cùng Minh đường. Tòa nhà được gọi là "Thiên đường" (天堂) là tòa phật đường được xây dựng ngay sau khi Võ hoàng làm xong Minh đường, vị trí đằng sau Minh đường để thờ tượng Phật, cao hơn trăm thước, sau khi Tiết Hoài Nghĩa châm lửa thì cả hai tòa đường đều cháy rụi trọn đêm. Thiệt hại quá nặng nề và điều kiện không cho phép, Võ hoàng chỉ có thể xây lại Minh đường. Võ hoàng lệnh cho Thái Bình công chúa giết chết Tiết Hoài Nghĩa. Cùng tháng ấy, Võ hoàng phái Vương Hiếu Kiệt đánh vào Đột Quyết, khiến vào tháng 10 cùng năm đó, Khả hãn của Đột Quyết là A Sử Na Mặc Xuyết phải hàng và quy phụ nhà Chu của Võ hoàng. Võ hoàng mừng rỡ và làm lễ phong thiện ở Tung Sơn, đại xá thiên hạ, đổi tôn xưng thành Thiên Sách Kim Luân Thánh Thần Hoàng đế (天冊越古金輪聖神皇帝), cải niên hiệu mới làm Thiên Sách Vạn Tuế, sau lại đổi thành Vạn Tuế Đăng Phong. Võ hoàng phong cho A Sử Na Mặc Xuyết tước vị như Hiệt Điệt Lợi Thi Đại Thiền Vu (頡跌利施大單于), Lập Công Báo Quốc (立功報國), Tả Vệ Đại Tướng Quân (左衛大將軍) cũng như Quy Quốc Công (歸國公) và Thiên Thiện Khả hãn (迁善可汗, nghĩa là "Khả hãn có tấm lòng thiện"). Cùng năm đó, quân Chu do Vương Hiếu Kiệt và Lâu Sư Đức chỉ huy giao chiến với hai tướng Thổ Phiên là Luận Khâm Lăng và Luận Tán Bà ở núi Tố La Hãn và đại bại, bà bèn giáng chức Lâu Sư Đức và Vương Hiếu Kiệt.

#### Người Khiết Đan, người Cao Câu Ly nổi dậy vào những năm 696 - 697
Năm Vạn Tuế Đăng Phong nguyên niên (696), tháng 3, Võ hoàng cho trùng kiến và xây dựng thêm Minh đường, thiết đặt Thông Thiên cung (通天宮). Mật độ xây dựng của Đại Chu vào lúc này lên đến đỉnh điểm, nhằm biểu thị uy quyền mà Võ hoàng khao khát. Liền sau đó, bà cho đổi niên hiệu mới Vạn Tuế Thông Thiên. Dù đang ở đỉnh cao quyền lực, Đại Chu của Võ hoàng vào ngay lúc ấy gặp một chiến loạn lớn ở phương Bắc, làm lung lay chính quyền của Võ hoàng.

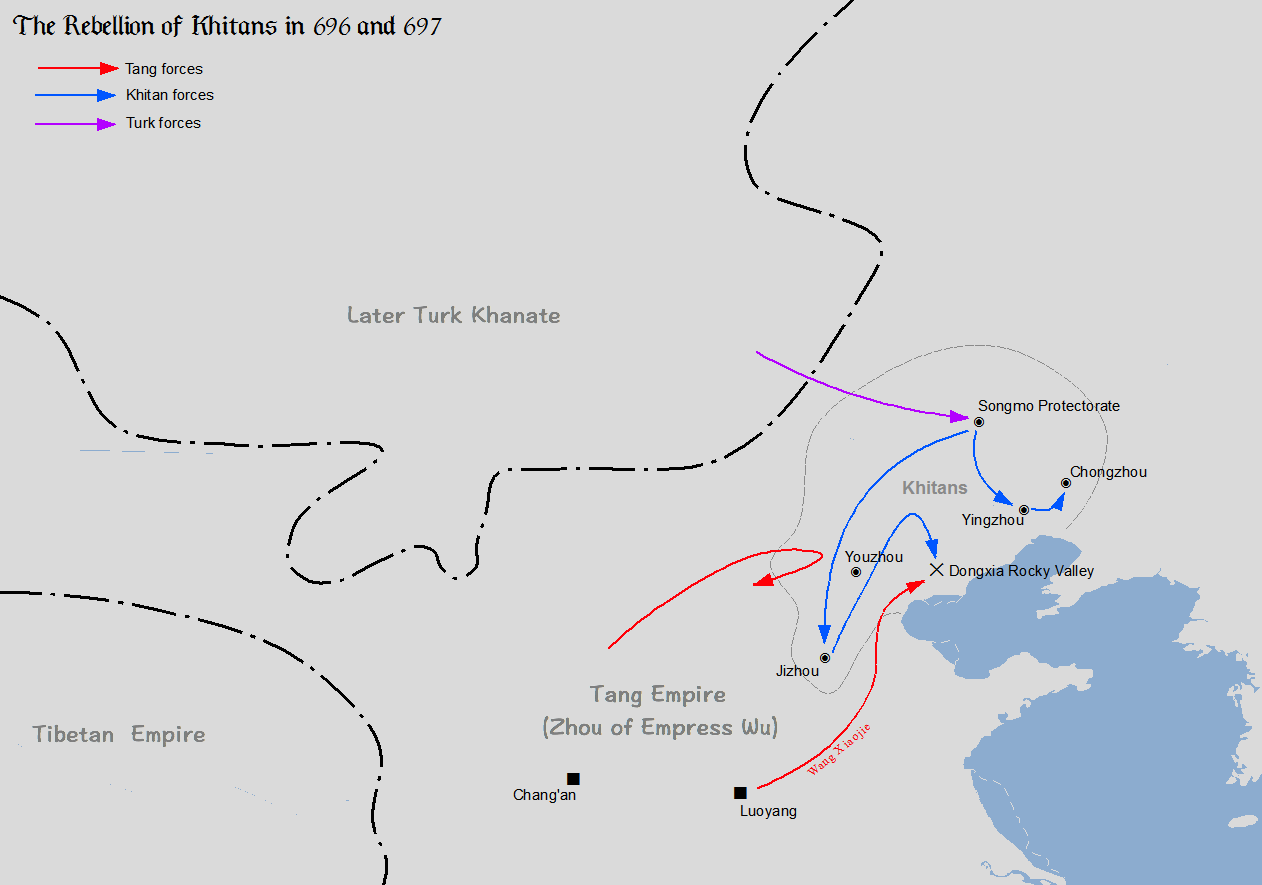
Bản đồ thể hiện cuộc nổi dậy của người Khiết Đan do Vô thượng Khả hãn Lý Tận Trung và Tôn Vạn Vinh lãnh đạo năm 696 chống lại nhà Chu của Võ Tắc Thiên. Nhờ Vương Hiếu Kiệt dẫn quân Chu tấn công Đông Hạp Thạch Cốc, rồi đến A Sử Na Mặc Xuyết dẫn quân Đột Quyết tấn công vào kinh đô Đại Khiết Đan quốc năm 697, cuộc nổi dậy của người Khiết Đan mới bị dập tắt.

Khi ấy, theo "chính sách nới lỏng", khu vực Khiết Đan nằm dưới sự kiểm soát của nhà Chu bởi Thứ sử Doanh Châu (thuộc khu vực Triều Dương, Liêu Ninh, Trung Quốc hiện nay) là Triệu Văn Hối. Hai thủ lĩnh Khiết Đan địa phương là Tùng Mạc đo đốc Lý Tận Trung và Thành Châu Thứ sử Tôn Vạn Vinh, em vợ của Lý Tận Trung là cấp dưới của Triệu Văn Hối. Sự phản đối gia tăng do hành vi của Triệu Văn Hối, người đã coi các thủ lĩnh Khiết Đan như người hầu của mình và từ chối giúp đỡ trong nạn đói xảy ra ở khu vực Khiết Đan vào năm 696. Theo "chính sách nới lỏng", nhà Chu phải cung cấp sự cứu viện nạn đói. Khi Triệu Văn Hối không làm như vậy, Lý Tận Trung và Tôn Vạn Vinh đã phát động một cuộc nổi loạn vào tháng 5 năm 696 (khi Võ hoàng lên ngôi được 6 năm). Họ dẫn quân từ đất Tùng Mạc và Thành Châu đánh chiếm Doanh Châu, giết Thứ sử là Triệu Văn Hối. Tướng cũ của Cao Câu Ly là Đại Trọng Tượng (大仲象 Dae Jung-sang) và con trai là Đại Tộ Vinh (大祚榮 Dae Jo-young) ở núi Đông Mưu (Dongmo, nay thuộc Mãn Châu, Trung Quốc) đã liên minh với thủ lĩnh Bạch Sơn Mạt Hạt là Khất Tứ Bỉ Vũ (걸사비우, 乞四比羽 bính âm: Gulsabiwu) và các thủ lĩnh của các bộ tộc vùng Hắc Long Giang hỗ trợ cho Lý Tận Trung và Tôn Vạn Vinh chống lại Đại Chu. Lý Tận Trung tự xưng là "Vô Thượng Khả hãn" (無上可汗), kiến lập quốc gia Đại Khiết Đan Quốc. Tôn Vạn Vinh đã hỗ trợ Lý Tận Trung với tư cách là vị tướng đã dẫn dắt thành công hàng chục nghìn quân Khiết Đan hành quân về phía nam và đánh chiếm một số thành trì khác của nhà Chu.
Võ hoàng phản ứng đầu tiên bằng cách cử một đội quân 28 tướng nhà Chu (trong đó có thủ lĩnh Phất Niết Mạt Hạt là Lý Đa Tộ) chỉ huy đến đàn áp, đổi gọi Lý Tận Trung thành Lý "Tận Diệt" ("盡滅", nghĩa là "tiêu diệt tận gốc họ Lý"), Tôn Vạn Vinh là Tôn "Vạn Trảm" ("萬斬", nghĩa là "trảm vạn lần họ Tôn"). Tuy nhiên lực lượng nhà Chu đi đàn áp này bị quân Khiết Đan đánh bại ở hẻm núi Hạp Thạch Cốc (gần huyện Lư Long, tỉnh Hà Bắc, Trung Quốc ngày nay) vào tháng 8 năm 696, liên tiếp các tướng nhà Chu đều chết trận. Võ hoàng đã rất ngạc nhiên trước thông báo về sự thất bại này và bà ta nhanh chóng ban hành các sắc lệnh phát động một cuộc tấn công mới vào quân Khiết Đan nổi dậy này. Quân Khiết Đan tiếp tục giành chiến thắng trên chiến trường. Thủ lĩnh Phất Niết Mạt Hạt là Lý Đa Tộ phải thu nhặt tàn quân Chu rút về Lạc Dương. Sau đó quân Đại Khiết Đan quốc của Lý Tận Trung và Tôn Vạn Vinh đánh chiếm Chongzhou ở phía đông bắc Doanh Châu. Dưới tình thế ấy, Thiên Thiện Khã hãn của Hãn quốc Hậu Đột Quyết là A Sử Na Mặc Xuyết trong lúc này lại đem quân đánh Lương Châu nhà Chu, bắt đô đốc Hứa Khâm Minh.
Nhận lệnh của Vô Thượng Khả hãn Lý Tận Trung, Đại Trọng Tượng (大仲象 Dae Jungsang) và Đại Tộ Vinh (大祚榮 Dae Joyoung), Khất Tứ Bỉ Vũ (乞四比羽 Gulsabiwu) dẫn 8000 tàn dân quân gồm người Cao Câu Ly và người Mạt Hạt (Malgal) quay về núi Đông Mưu (Dongmo, nay thuộc Mãn Châu, Trung Quốc) phối hợp với quân đội của các bộ tộc quanh Hắc Long Giang chuẩn bị đánh chiếm các thành trì của nhà Chu ở Liêu Đông. Bên cạnh đó, Vô Thượng Khả hãn Lý Tận Trung còn lệnh cho Lý Giai Cố (李楷固) cùng tướng dưới quyền Lý Giai Cố là Lạc Vũ Chỉnh (駱務整) dẫn quân Khiết Đan từ đất Tùng Mạc phía tây bắc Doanh Châu vượt Vạn Lý Trường Thành, chiếm Du Quan (nay là Sơn Hải quan, Trung Quốc), phối hợp với quân đội của bộ tộc Khố Mạc Hề (Kumo Xi) phía tây nam cùng tấn công vùng đất Đàn Châu nhà Chu.
Đại Trọng Tượng và Đại Tộ Vinh ở núi Đông Mưu đưa quân đánh phá gây tiêu hao binh lực nhà Chu của Võ hoàng ở thành Khứ Đán Châu (Hangul: 거단주, Keodanju; chữ Hán: 去旦州), Mộc Để Châu (Hangul: 목저주; chữ Hán: 木底州), Bái Hán Châu (Hangul: 배한주,; chữ Hán: 拜漢州/拜汉州),... tại Liêu Đông. An Đông đô hộ là Bùi Huyền Khê (裴玄珪) ở nhiệm sở Tân Thành (nay là Phú Thuận, Liêu Ninh, Trung Quốc) cũng bị quân của Đại Tộ Vinh tấn công nhiều lần. Bùi Huyền Khê phải rút quân Chu khỏi Tân Thành và Tân Thành nhà Chu bị Đại Tộ Vinh chiếm đóng. Quân Chu ở ba thành trì Khứ Đán Châu, Mộc Để Châu, Bái Hán Châu và ba thành trì khác xung quanh Tân Thành đều quy hàng Đại Trọng Tượng. An Đông đô hộ phủ của nhà Chu bị chấn động.
Còn Lý Giai Cố và Lạc Vũ Chỉnh dẫn quân Khiết Đan chiếm hàng loạt các thành trì nhà Chu của Võ hoàng ở Đàn Châu. Sau khi chiếm xong Đàn Châu, Lý Giai Cố tiếp tục tiến quân chiếm Bắc Bình (nay là Tần Hoàng Đảo, Hà Bắc, Trung Quốc), Ngư Dương (nay thuộc Kế Châu, Thiên Tân, Trung Quốc), rồi đánh vào U Châu (nay là Bắc Kinh, Trung Quốc) của nhà Chu. U Châu đô đốc là Tiết Nột (薛訥 con trai của Tiết Nhân Qúy, dân gian gọi là Tiết Đinh San) liên tiếp bại trận. Tiết Nột cũng phải rút quân Chu và để vùng đất U Châu rộng lớn nhà Chu vào tay Lý Giai Cố và Lạc Vũ Chỉnh người Khiết Đan. Các lực lượng nhà Chu bị quân Khiết Đan đánh bại vào mùa thu cùng năm, liên tiếp các tướng nhà Chu đều chết trận. Các thành trì Úy Châu (nay tương đương với Trương Gia Khẩu, Trung Quốc), Dịch Châu (nay thuộc một phần của Bảo Định, Hà Bắc, Trung Quốc), Mã Ấp (nay thuộc Sóc Châu, Sơn Tây, Trung Quốc), Nhạn Môn Quan (nay thuộc Hãn Châu, Sơn Tây, Trung Quốc) của nhà Chu liên tiếp rơi vào tay quân Khiết Đan của Lý Giai Cố và Lạc Vũ Chỉnh. Quân nhà Chu được Võ hoàng phái đến để ngăn quân Khiết Đan của Lý Giai Cố và Lạc Vũ Chỉnh nhưng cũng thua trận và phải bỏ chạy về phía tây Trường An.
Đại Trọng Tượng (Dae Jungsang) và Đại Tộ Vinh (Dae Joyoung) ở Tân Thành thuộc Liêu Đông tiếp tục chia quân cho Khất Tứ Bỉ Vũ (Gulsabiwu) đánh chiếm Liêu Đông thành của nhà Chu và chia quân cho Gaepilsamun đánh chiếm Bạch Nham thành (Baegam, nay là Yên Châu làng của Liêu Dương, Liêu Ninh, Trung Quốc) của nhà Chu. Tuy nhiên khi Đại Trọng Tượng, Đại Tộ Vinh, Gaepilsamun, Khất Tứ Bỉ Vũ mang toàn quân tấn công thành Ansi nhà Chu (nay thuộc Liêu Ninh, Trung Quốc) thì gặp rất nhiều khó khăn do sự kiên cố của tòa thành Ansi (thành Ansi này từng đánh tan quân Tùy và quân Đường xâm lược Cao Câu Ly ngày xưa). An Đông đô hộ Bùi Huyền Khê (裴玄珪) biết tin thì nhanh chóng đưa quân Chu tái chiếm nhiệm sở của An Đông đô hộ phủ là Tân Thành (nay là Phú Thuận, Liêu Ninh, Trung Quốc) từ tay quân Cao Câu Ly của Đại Trọng Tượng. Không lâu sau, thấy Đại Trọng Tượng và Đại Tộ Vinh vì muốn khôi phục Cao Câu Ly nên mới nỗ lực tấn công thành Ansi, dân chúng Cao Câu Ly trong thành Ansi nổi dậy chống lại quân Chu, mở cổng thành Ansi cho quân của Đại Trọng Tượng và Đại Tộ Vinh tràn vào thành. Các tướng nhà Chu giữ thành Ansi đều bị giết. Thành Ansi rơi vào tay quân Cao Câu Ly của cha con Đại Trọng Tượng.
Thiên Thiện Khả hãn A Sử Na Mặc Xuyết của Hãn quốc Hậu Đột Quyết từng khuyến khích cuộc nổi dậy của Vô Thượng Khả hãn Lý Tận Trung nhưng vì lợi ích tối đa của mình, ông ta đã phái quân Đột Quyết tấn công và cướp bóc thành công vài thành trì ở hậu phương của Đại Khiết Đan quốc (đời Vô Thượng Khả hãn Lý Tận Trung).
Tháng 10 (ÂL) cùng năm 696, Vô Thượng Khả hãn của Đại Khiết Đan quốc là Lý Tận Trung qua đời vì bệnh tật, em vợ là Tôn Vạn Vinh lên thay làm Khả hãn để tiếp tục công cuộc chống đối nhà Chu. Quyền lực đang lên của người Khiết Đan cũng đe dọa đến Hãn quốc Hậu Đột Quyết của Thiên Thiện Khả hãn A Sử Na Mặc Xuyết, người đã ủng hộ cuộc nổi dậy của người Khiết Đan trước đó, đã chuyển sang phe của Võ hoàng sau khi Võ hoàng hứa với ông ta một số điều, bao gồm cả một cuộc hôn nhân giữa con gái của ông với hoàng tộc của Võ hoàng, được nhận làm con trai của Võ hoàng, việc di dời người dân của ông đến Hành lang Hà Tây và khôi phục quyền thống trị của người Đột Quyết đối với người Khiết Đan.
Cuộc phản công lớn thứ hai của Võ hoàng với người Khiết Đan diễn ra cùng tháng 10 năm 696, lợi dụng cái chết gần đây của Vô Thượng Khả hãn Lý Tận Trung. Lần này, quân Chu tấn công Khiết Đan từ phía nam và quân Đột Quyết xâm lược Khiết Đan từ phía bắc. Thiên Thiện Khả hãn A Sử Na Mặc Xuyết cùng con là A Sử Na Bặc Câu và tướng A Sử Đức Nguyên Trân đánh vào đất Tùng Mạc của Đại Khiết Đan quốc (nơi Khả hãn Tôn Vạn Vinh đang ở), bắt được thê tử, gia quyến của Lý Tận Trung và Khả hãn Tôn Vạn Vinh cùng gia quyến của Tôn Vạn Vinh, tàn sát người Khiết Đan trong thành. Tàn quân Khiết Đan thua trận phải rút về Doanh Châu phía nam. A Sử Na Mặc Xuyết, A Sử Na Bặc Câu và A Sử Đức Nguyên Trân lại đánh chiếm Doanh Châu, tiếp tục tàn sát người Khiết Đan trong thành. Tàn quân Khiết Đan lại lui sang Chongzhou và Thành Châu phía đông bắc Doanh Châu. Quân nhà Chu của Võ hoàng cũng kéo đến Doanh Châu hội quân với Thiên Thiện Khả hãn A Sử Na Mặc Xuyết của Hãn quốc Hậu Đột Quyết. Liên quân Chu - Đột Quyết tấn công thành Chongzhou và Thành Châu nhằm diệt tàn quân Khiết Đan ở đây nhưng người Khiết Đan quá dũng mãnh khiến liên quân chỉ còn cách cho quân vây thành Chongzhou và Thành Châu, chờ tàn quân Khiết Đan trong thành hết lương thực sẽ quy hàng. Liên quân Chu - Đột Quyết kế đó chia quân đi tấn công các thành trì mà quân Khiết Đan của Lý Giai Cố và Lạc Vũ Chỉnh đang kiểm soát ở phía nam Doanh Châu gồm Du Quan, Đàn Châu, Bắc Bình, Ngư Dương, U Châu, Úy Châu, Dịch Châu, Mã Ấp và Nhạn Môn Quan. Thấy quân Khiết Đan còn mạnh nên liên quân cũng tiến hành bao vây những thành trì này đợi người Khiết Đan hết lương thực sẽ lui quân. Võ hoàng bằng lòng khi Tôn Vạn Vinh đã bị bắt và bọn Lý Giai Cố cũng sắp bị tiêu diệt rồi nên bà ban cho Thiên Thiện Khả hãn A Sử Na Mặc Xuyết nhiều vàng, lụa, sắt cùng công cụ cày cấy. Quân Đột Quyết trao hai thành Doanh Châu và Tùng Mạc cho quân Chu rồi lui về phía tây. Người Khiết Đan chịu tổn thất nặng nề trong chiến dịch này, nhưng Khả hãn Tôn Vạn Vinh đã vượt ngục và chạy đến thành Chongzhou. Tôn Vạn Vinh đã cố gắng đứng vững và thúc đẩy tinh thần người Khiết Đan, tụ tập lại người Khiết Đan.
Cuối năm 696, Khả hãn Tôn Vạn Vinh phát triển thế lực Đại Khiết Đan quốc ở Chongzhou, đánh đuổi được quân Chu đang vây thành Chongzhou và Thành Châu, lại tiếp tục chống đối nhà Chu của Võ hoàng. Tôn Vạn Vinh dẫn quân Khiết Đan tái chiếm Doanh Châu và Tùng Mạc từ tay quân Chu. Quân Chu đang bao vây các thành trì của Lý Giai Cố và Lạc Vũ Chỉnh ở phía nam Doanh Châu cũng bị đánh tan. Sau đó, quân Khiết Đan của Lý Giai Cố và Lạc Vũ Chỉnh ở các thành trì phía nam Doanh Châu được lệnh của Khả hãn Tôn Vạn Vinh tiến thẳng xuống tây nam tấn công Ký Châu (nay là huyện Lâm Chương, địa cấp thị Hàm Đan, tỉnh Hà Bắc, Trung Quốc) làm rung chuyển cả vùng Hà Bắc, uy hiếp kinh đô Lạc Dương của nhà Chu (nơi Võ hoàng đang ở). Thứ sử Ký Châu là Độc Cô Tư Trang (獨孤思莊) do lo ngại cuộc tấn công của người Khiết Đan nên đã ra lệnh cho dân chúng phải rời bỏ nhà cửa của mình để vào trong thành, làm gia tăng nỗi lo sợ và phẫn nộ của dân chúng. Quốc gia sắp bị diệt đến nơi khiến các quan lại nhà Chu ai ai cũng hoang mang. Để ổn định tình thế, Võ hoàng dùng lại Địch Nhân Kiệt (người từng bị Võ hoàng giáng chức 4 năm trước vì bị Lai Tuấn Thần và Võ Thừa Tự vu oan) làm thứ sử Ký Châu và Ngụy Châu (nay là Hàm Đan, Trung Quốc) cận kề thay cho Độc Cô Tư Trang. Khi Địch Nhân Kiệt tới nơi, nhận thấy quân Khiết Đan còn ở xa, đã ra lệnh cho dân chúng trở về nhà.
Năm Vạn Tuế Thông Thiên thứ hai (697), Lý Giai Cố và Lạc Vũ Chỉnh dẫn quân Khiết Đan tấn công Ký Châu. Địch Nhân Kiệt chống không nổi nên rút quân Chu khỏi Ký Châu rồi về Ngụy Châu (nay là Hàm Đan, Trung Quốc) phía nam. Lý Giai Cố và Lạc Vũ Chỉnh tiếp tục tiến quân tấn công Ngụy Châu. Địch Nhân Kiệt bại trận, tiếp tục cho rút quân Chu khỏi Ngụy Châu rồi về phía nam. Khi thấy lực lượng Khiết Đan do Lý Giai Cố và Lạc Vũ Chỉnh chỉ huy đã tiến sâu vào lãnh thổ nhà Chu, Võ hoàng liền phục chức cho Vương Hiếu Kiệt (một trong những vị tướng giỏi nhất của nhà Chu bấy giờ) và phong cho Vương Hiếu Kiệt làm quyền chỉ huy quân đội nhà Chu chống lại quân Khiết Đan, với sự hỗ trợ của Tô Hoằng Huy (蘇宏暉), chỉ huy khoảng 170.000 quân Chu. Mùa xuân năm đó, Vương Hiếu Kiệt dẫn quân Chu, bỏ qua đại quân Khiết Đan của Lý Giai Cố và Lạc Vũ Chỉnh đang đóng ở Ngụy Châu, đi theo hướng đông bắc, vượt Vạn Lý Trường Thành tiến đến Đông Hạp Thạch Cốc (gần Đường Sơn, Hà Bắc, Trung Quốc hiện nay) phía đông U Châu. Khả hãn Tôn Vạn Vinh nghe tin thì lệnh cho Lý Giai Cố và Lạc Vũ Chỉnh rút quân từ Ngụy Châu theo hướng đông bắc để giáp chiến với Vương Hiếu Kiệt ở Đông Hạp Thạch Cốc.
Võ hoàng liền mở cuộc phản công lớn thứ ba với người Khiết Đan bằng cách phái quân Chu tái chiếm lại các thành trì đã mất của nhà Chu gồm Ngụy Châu, Ký Châu, Nhạn Môn Quan, Mã Ấp, Dịch Châu, Úy Châu và U Châu từ tay người Khiết Đan. Vương Hiếu Kiệt đích thân chỉ huy quân tiền phương và giành được những thắng lợi ban đầu trước quân Khiết Đan, nhưng do không quen thuộc với địa lý và địa hình địa phương, Vương Hiếu Kiệt và Tô Hoằng Huy bị Tôn Vạn Vinh phục kích ở vách đá tại Đông Hạp Thạch Cốc. Tô Hoằng Huy đã bỏ chạy. Vương Hiếu Kiệt bị quân Khiết Đan đẩy và bị rơi xuống vách đá tử chiến vào ngày 8 tháng 2 cùng năm 697. Quân đội nhà Chu bị tổn thất nặng nề. Một tướng của Vương Hiếu Kiệt là Trương Duyệt về Lạc Dương, báo cáo lại với Võ hoàng ở Lạc Dương rằng: "Vương Hiếu Kiệt rất dũng cảm và sẵn sàng chiến đấu đến chết. Ông ấy trung thành phục vụ cho quốc gia, chiến đấu trong lãnh thổ của kẻ thù và chiến đấu với kẻ địch có quân số nhiều hơn. Nhưng ông ấy không có sự hỗ trợ, và vì vậy ông ta đã bị đánh bại.". Võ hoàng truy tặng Vương Hiếu Kiệt làm Cảnh công. Bà ta cũng ra lệnh xử tử Tô Hoằng Huy. Trước khi các sứ giả của Võ hoàng đến tiền tuyến, Tô Hoằng Huy đã thắng quân Khiết Đan của Tôn Vạn Vinh, Lý Giai Cố, Lạc Vũ Chỉnh các trận chiến khác và nên được miễn án tử hình. Nhưng Tô Hoằng Huy vẫn bị Võ hoàng xử tử. Nhuệ khí của quân Chu bị giảm sút nghiêm trọng. Nhân cơ hội đó, quân Khiết Đan của Lý Giai Cố và Lạc Vũ Chỉnh lại đánh chiếm U Châu (nay là Bắc Kinh, Trung Quốc) một lần nữa. U Châu là cửa ngõ quan trọng dẫn đến đồng bằng phía bắc Trung Quốc.
Trong khi cuộc phản công lớn thứ tư của Võ hoàng với người Khiết Đan vẫn chưa được phát động và bất chấp các đề xuất liên minh trước đó, Thiên Thiện Khả hãn A Sử Na Mặc Xuyết của Hãn quốc Hậu Đột Quyết đã tấn công các lãnh thổ của nhà Chu để thể hiện rõ ràng rằng họ rất mạnh vào tháng 3 năm 697. Võ hoàng bị A Sử Na Mặc Xuyết ép phải thả các tù binh người Đột Quyết đang bị nhà Chu giam giữ tại 6 quận phía bắc nhà Chu từ những năm 670 - 674.
Trong cuộc phản công lớn thứ tư của Võ hoàng với người Khiết Đan vào tháng 5 năm 697, Võ hoàng đã cử Lâu Sư Đức và Shatuo Zhongyi cùng với 200.000 quân Chu đi ngăn chặn Khả hãn Tôn Vạn Vinh của Đại Khiết Đan quốc tiến xa hơn về phía nam. Tôn Vạn Vinh đã cố gắng yêu cầu quân tiếp viện từ Hãn quốc Hậu Đột Quyết của Thiên Thiện Khả hãn A Sử Na Mặc Xuyết. Tuy nhiên, Thiên Thiện Khả hãn A Sử Na Mặc Xuyết đã từ chối đề xuất thành lập liên minh giữa Khiết Đan và Đột Quyết. Thay vào đó, bằng cách nào đó, Thiên Thiện Khả hãn A Sử Na Mặc Xuyết đã liên minh với Võ hoàng và mở một cuộc tấn công lớn vào Đại Khiết Đan quốc. Trong khi đó, Khố Mạc Hề (Kumo Xi), một nhóm người thiểu số khác ban đầu liên minh với người Khiết Đan trong cuộc nổi loạn này, đã chuyển sang đầu hàng nhà Chu của Võ hoàng. Người Khiết Đan phải đối mặt với các cuộc tấn công tàn khốc của quân Đột Quyết từ phía bắc và lực lượng đồng minh 200.000 quân của nhà Chu và Khố Mạc Hề (Kumo Xi) tấn công từ phía nam. Ba thành Tùng Mạc, Thành Châu và Chongzhou của người Khiết Đan ở phía bắc lần lượt bị quân Đột Quyết đánh hạ. Quân Chu và Khố Mạc Hề (Kumo Xi) cũng nhanh chóng đánh chiếm lại Đàn Châu, Ngư Dương, Bắc Bình, Đàn Châu, Du Quan từ tay người Khiết Đan ở phía nam. Đánh bại quân Khiết Đan liên tiếp, Thiên Thiện Khả hãn A Sử Na Mặc Xuyết của Hãn quốc Hậu Đột Quyết cùng con là A Sử Na Bặc Câu và tướng A Sử Đức Nguyên Trân dẫn quân Đột Quyết đánh thẳng vào kinh đô Doanh Châu của Đại Khiết Đan quốc. Trong tình huống nguy cấp này, Khả hãn Tôn Vạn Vinh lại bị ám sát bởi chính một trong những thuộc hạ của mình, và lực lượng Đại Khiết Đan quốc sụp đổ. Quân Đột Quyết tiến hành tàn sát người Khiết Đan trong thành Doanh Châu không thương tiếc. Người Khiết Đan bỏ chạy sang Liêu Hà ở phía đông trong sự hỗn loạn.
Thiên Thiện Khả hãn A Sử Na Mặc Xuyết, A Sử Na Bặc Câu và A Sử Đức Nguyên Trân dẫn quân Đột Quyết, phối hợp với quân nhà Chu và Khố Mạc Hề (Kumo Xi) do Lâu Sư Đức và Shatuo Zhongyi chỉ huy, tấn công dân chúng Khiết Đan ở Liêu Hà. Đại Tộ Vinh (Dae Joyoung) ở thành Ansi nghe tin thì đưa quân Cao Câu Ly đến Liêu Hà để cứu dân chúng Khiết Đan đang bị liên quân Chu - Đột Quyết - Khố Mạc Hề tấn công. Liên quân Chu - Đột Quyết - Khố Mạc Hề bị Đại Tộ Vinh đánh lui. Đại Tộ Vinh chỉ cứu được một nhóm dân chúng Khiết Đan và Đại Tộ Vinh cho an trí họ ở 9 thành trì do mình kiểm soát tại Liêu Đông. Tuy nhiên vẫn còn nhiều nhóm người Khiết Đan ở xung quanh khu vực Liêu Hà đó, họ tụ tập lại chờ thời cơ đánh trả lại nhà Chu của Võ hoàng.
Thiên Thiện Khả hãn A Sử Na Mặc Xuyết sau đó trao lại bốn thành trì Tùng Mạc, Thành Châu, Chongzhou và Doanh Châu cho quân Chu rồi lại rút về phía tây. Tướng của Khả hãn Tôn Vạn Vinh là Lý Giai Cố (李楷固) và tướng dưới quyền Lý Giai Cố là Lạc Vũ Chỉnh (駱務整) quy hàng Võ hoàng nhà Chu. Võ hoàng ban đầu muốn xử trảm Lý Giai Cố và Lạc Vũ Chỉnh vì họ từng làm lung lay chính quyền của bà, nhưng Địch Nhân Kiệt đã can ngăn và khuyên bà phong cho 2 người họ làm tướng nhà Chu. Võ hoàng đồng ý và làm theo lời của Địch Nhân Kiệt. Thủ lĩnh Phất Niết Mạt Hạt là Lý Đa Tộ được Võ hoàng trao chức vụ lớn hơn là Hữu Vũ Lâm Đại tướng quân (右羽林大將軍) và trở thành chỉ huy của đội cận vệ hoàng gia ở cổng phía bắc của cung điện Lạc Dương.

#### Đại Tộ Vinh chiếm cứ đông bắc nhà Chu lập ra nước Đại Chấn vào năm 698

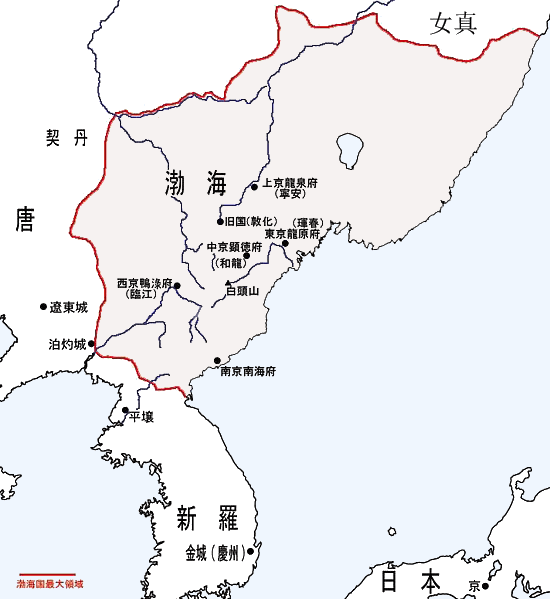
Đại Tộ Vinh lập vương quốc Đại Chấn (Daejin) năm 698 sau khi đánh bại quân nhà Chu của Võ Tắc Thiên, sang năm 712 đổi tên thành vương quốc Bột Hải (Balhae).

Sau cuộc nổi dậy của Lý Tận Trung và Tôn Vạn Vinh bị dập tắt, tộc người Khiết Đan ở phía bắc Doanh Châu nhà Chu bắt đầu trung thành với người Đột Quyết như Thiên Thiện Khả hãn A Sử Na Mặc Xuyết và Võ hoàng đã lên kế hoạch từ đầu năm 696. Người Khố Mạc Hề (Kumo Xi) cũng thần phục Đột Quyết. Võ hoàng cũng bổ nhiệm một khả hãn Khiết Đan mới tên là Lý Thất Hoạt (李失活) tại phía bắc Doanh Châu nhà Chu. Lý Giai Cố và Lạc Vũ Chỉnh sau đó được Võ hoàng phái đi trấn áp tàn quân nổi dậy Khiết Đan ở Liêu Hà phía đông bắc nhà Chu. Cha con Đại Trọng Tượng (Dae Jungsang) và Đại Tộ Vinh (Dae Joyoung) khi đó đang di dời quân đội và dân cư từ các thành Ansi, Liêu Thành và Baekham sang núi Đông Mưu (Dongmo, nay thuộc Mãn Châu, Trung Quốc) và núi Bạch Đầu (Baekdu), với ý định xây dựng kinh đô cho quốc gia mới ở núi Đông Mưu. Quân Chu do Lý Giai Cố và Lạc Vũ Chỉnh chỉ huy sau đó trấn áp thành công các lực lượng người Khiết Đan ở Liêu Hà, buộc họ phải rút về phía đông theo đoàn quân của cha con Đại Trọng Tượng và Đại Tộ Vinh.
Năm Thánh Lịch nguyên niên (698), hai cha con Đại Trọng Tượng kết minh với thủ lĩnh Bạch Sơn Mạt Hạt là Khất Tứ Bỉ Vũ (걸사비우, 乞四比羽 bính âm: Qǐsì bǐyǔ) vấn tiếp tục chống đối nhà Chu. Theo Tân Đường thư, Võ hoàng đã phái sứ giả sang Liêu Đông sắc phong cho Đại Trọng Tượng là Chấn Quốc công và phong cho Khất Tứ Bỉ Vũ là Hứa Quốc công để yên lòng họ. Khất Tứ Bỉ Vũ đã từ chối chức danh Hứa Quốc công này. Nghe tin liên quân Đại-Khất đang rút quân dân của ba thành Ansi, Liêu Thành và Baekham đến núi Đông Mưu và núi Bạch Đầu, tháng 5 (ÂL) cùng năm, Võ hoàng phái Lý Giai Cố và Lạc Vũ Chỉnh dẫn 200.000 quân Chu tấn công đoàn quân của Đại Trọng Tượng và Khất Tứ Bỉ Vũ. Hai người Lý - Lạc liền dẫn quân chiếm lại các thành Ansi, Liêu Thành và Baekham đang bị bỏ trống, rồi tiếp tục truy kích nghĩa quân của Đại Trọng Tượng và Khất Tứ Bỉ Vũ. Với quân số áp đảo, quân Chu tàn sát rất nhiều nhân lực của nghĩa quân. Sau đó, thấy Lý Giai Cố và Lạc Vũ Chỉnh cho quân Chu hạ trại chặn đường đến núi Đông Mưu, Đại Trọng Tượng và Khất Tứ Bỉ Vũ, Đại Tộ Vinh dẫn đoàn quân dân di chuyển vòng qua trại quân Chu đi theo hướng đông bắc, liên tiếp để các toán quân đoạn hậu chặn quân Chu truy kích, giúp nghĩa quân có thêm thời gian rút đến gần núi Đông Mưu và Bạch Đầu. Lý Giai Cố và Lạc Vũ Chỉnh liên tục tấn công nghĩa quân, giết dân chúng.
Đại Trọng Tượng và Đại Tộ Vinh cùng đoàn quân và dân chúng đến chân núi Cheonmunryeong (tiếng Trung: 天門嶺; Hán-Việt: Thiên Môn Lĩnh; bính âm: Tiānmén lǐng) thì phái Khất Tứ Bỉ Vũ (Gulsabiwu) dẫn 5000 quân Mạt Hạt chặn đường vào núi của quân Chu. Sau đó hai người dẫn 8000 dân chúng (chủ yếu là người Cao Câu Ly và người Mạt Hạt) vượt hẻm núi Cheonmunryeong đế an trí tại vùng núi Đông Mưu-Bạch Đầu thì cho an trí quân đội và dân chúng, đưa quân quay lại Thiên Môn Lĩnh tiếp ứng cho Khất Tứ Bỉ Vũ đang làm hậu viện ngăn cản quân Chu. Lý Giai Cố và Lạc Vũ Chỉnh liên tục tấn công nghĩa quân ở Cheonmunryeong, rồi giết được cả Khất Tứ Bỉ Vũ và Đại Trọng Tượng gần núi Đông Mưu. Đại Tộ Vinh đã lãnh đạo tàn quân Cao Câu Ly-Mạt Hạt tiếp tục chống lại quân nhà Chu, bằng cách đặt 1000 địa điểm mai phục, và tập kích quân Chu. Trận đánh rất ác liệt tiếp tục diễn ra Thiên Môn Lĩnh cùng năm 698, và kết quả là quân của Đại Tộ Vinh đã chiến thắng. Để thực hiện giấc mơ của cha mình, Đại Tộ Vinh giành lấy một miền lãnh thổ rộng lớn của Mãn Châu ngày nay, lập ra vương quốc Đại Chấn (Daejin), tự xưng là Chấn vương, xây dựng kinh thành tại gần núi Đông Mưu, nên thành cũng được đặt tên là Đông Mưu (nay thuộc tỉnh Cát Lâm, Trung Quốc). Chấn vương phái sứ giả sang Hãn quốc Hậu Đột Quyết, lập liên minh chống nhà Chu với Thiên Thiện Khả hãn A Sử Na Mặc Xuyết.

#### A Sử Na Mặc Xuyết đánh phá phía bắc nhà Chu, Đại Tộ Vinh đánh phá An Đông đô hộ phủ của nhà Chu

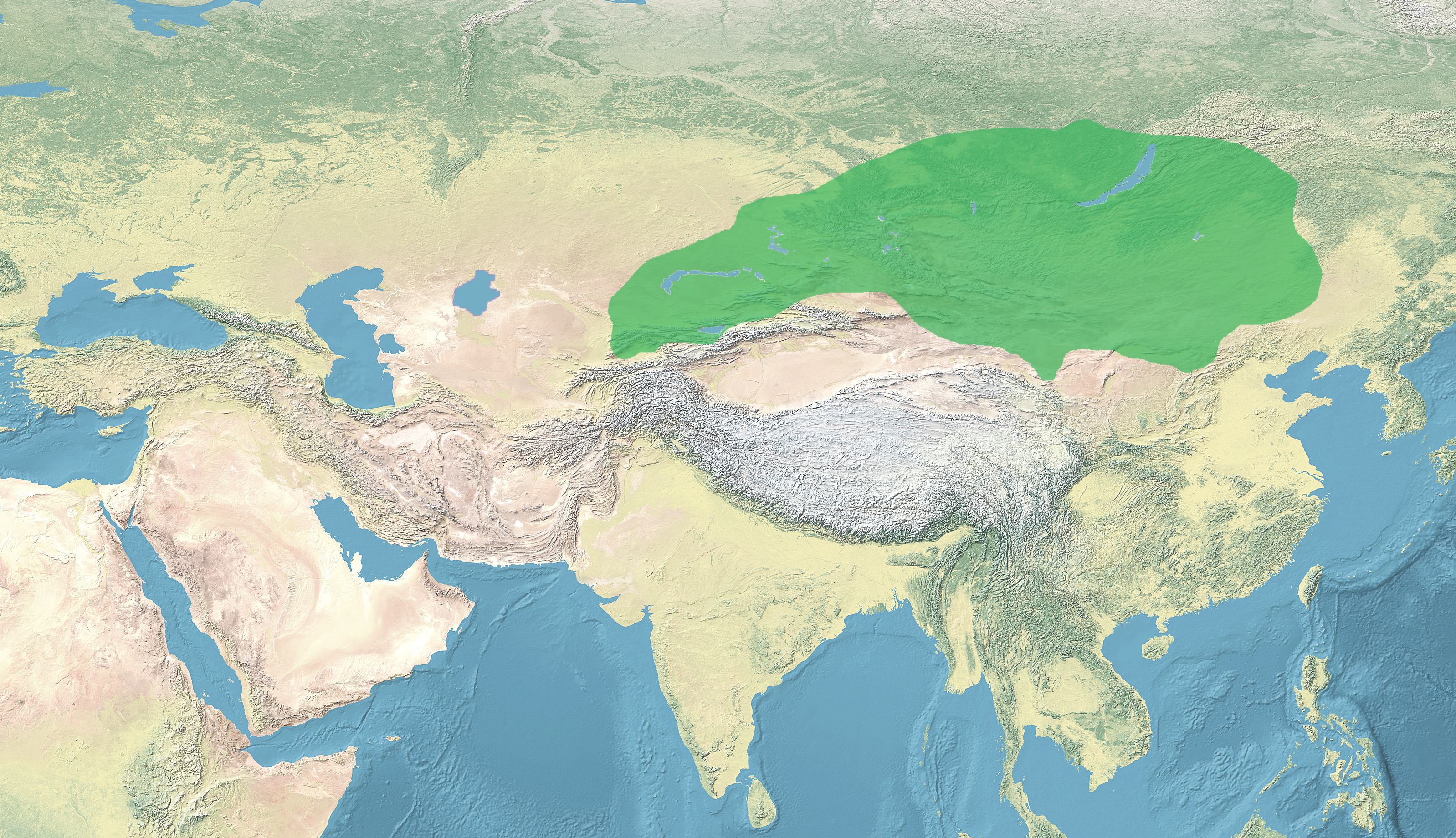
Bản đồ Hãn quốc Hậu Đột Quyết của Thiên Thiện Khả hãn A Sử Na Mặc Xuyết khi giao tranh với nhà Chu của Võ Tắc Thiên từ năm 698 đến năm 703.

Cùng năm 698, Thiên Thiện Khả hãn của Hãn quốc Hậu Đột Quyết là A Sử Na Mặc Xuyết đòi hòa thân với nhà Chu bằng việc yêu cầu nhà Chu gửi hoàng tử sang kết hôn với con gái của ông ta (một phần trong âm mưu nhập gia đình của ông ta với hoàng thân nhà Đường, sau đó họ sẽ thay thế nhà Chu của Võ hoàng và khôi phục quyền thống trị của nhà Đường đối với Trung Quốc dưới ảnh hưởng của ông ta). Khi Võ hoàng định cử một thành viên trong gia tộc của mình là cháu trai Võ Diên Tú (武延秀) để kết hôn với con gái của A Sử Na Mặc Xuyết, Trương Giản Chi đã phản đối và nói rằng:
"Từ xưa cho đến nay, chưa có hoàng tử Trung thổ nào từng cưới một người phụ nữ man rợ làm vợ mình."
Sự phản đối này đã khiến Võ hoàng không hài lòng vì bà muốn hòa bình với người Đột Quyết. Kết quả là bà đã giáng chức Trương Giản Chi làm Thứ sử Hợp Châu (合州, miền bắc Trùng Khánh, Trung Quốc hiện đại). Sau đó Võ hoàng cho cháu mình là Võ Diên Tú thành hôn với công chúa Đột Quyết. Tuy nhiên A Sử Na Mặc Xuyết đã từ chối hoàng tử. A Sử Na Mặc Xuyết thực chất không có ý định củng cố hiệp ước hòa bình với nhà Chu bằng một cuộc hôn nhân; thay vào đó, khi Võ Diên Tú đến Hãn quốc Hậu Đột Quyết, ông ta đã cho bắt giữ Võ Diên Tú, sau đó gây hấn với nhà Chu, dẫn quân vượt Vạn Lý Trường Thành, tiến đánh đến Triệu Châu (thuộc khu vực Thạch Gia Trang, Hà Bắc hiện nay) của nhà Chu. A Sử Na Mặc Xuyết lập tướng nhà Chu là Diêm Trí Vi (阎知微) làm Nam Diện Khả hãn (南面可汗) rồi thuyết phục Diêm Trí Vi giúp ông xâm chiếm các thành phố Triệu Châu và Định Châu (thuộc Hà Bắc, Trung Quốc hiện nay). Tướng nhà Chu là Mộ Dung Huyền Kiểu (慕容玄皦) mang 5000 binh lính Chu quy hàng A Sử Na Mặc Xuyết. Tháng 8 cùng năm, A Sử Na Mặc Xuyết tấn công Định Châu nhà Chu, chiếm được Định Châu và giết chết tướng nhà Chu là Tôn Ngạn Cao (孙彦高), đồng thời thiêu rụi thành phố Định Châu. Võ hoàng tức giận đến mức ban bố rằng nếu ai giết được Thiên Thiện Khả hãn A Sử Na Mặc Xuyết sẽ được phong làm Hoàng tử nhà Chu. Sau đó, Võ hoàng đổi tên A Sử Na Mặc Xuyết thành A Sử Na "Trảm Xuyết" ("斩啜", nghĩa là A Sử Na "đầu bị chặt") như một cách chơi chữ của cái tên Mặc Xuyết của ông. A Sử Na Mặc Xuyết nghe tin thì nổi giận, vào tháng 9 cùng năm, Triệu Châu cũng bị A Sử Na Mặc Xuyết tấn công. Phó tướng nhà Chu giữ thành Triệu Châu là Đường Ba Nhược (唐波若) mở cổng thành Triệu Châu và chủ tướng nhà Chu giữ thành Triệu Châu là Cao Duệ (高睿) ngay lập tức bị quân Đột Quyết xử tử.
Võ hoàng lệnh cho Thái tử Võ Hiển làm nguyên soái, Địch Nhân Kiệt làm phó nguyên soái để trừng phạt người Đột Quyết và ổn định tình hình tại đó. Các tù trưởng ở phía bắc thấy Võ Hiển đến thì đều lần lượt hưởng ứng, lực lượng của Võ Hiển đông đến 5 vạn quân. Tuy nhiên, người Đột Quyết của Thiên Thiện Khả hãn A Sử Na Mặc Xuyết đã rút lui trước khi quân đội nhà Chu tới nơi. Vào tháng 10 cùng năm, Thiên Thiện Khả hãn A Sử Na Mặc Xuyết để Nam Diện Khả hãn (南面可汗) là Diêm Trí Vi (阎知微) trở về nhà Chu. Diêm Trí Vĩ lập tức bị bắt và bị Võ hoàng xử tử vì tội phản quốc.
Năm Thánh Lịch thứ 2 (699), quốc chủ của Thổ Phồn giết chết Luận Khâm Lăng, con của Luận Khâm Lăng là Luận Cung Nhân cùng Luận Tán Bà đầu hàng Chu, đồng thời trao trả An Tây đô hộ phủ lại cho Võ hoàng. Kể từ lúc đó, Thổ Phồn lâm vào tình cảnh rối ren, xung đột và trong một thời gian không còn gây hấn với Trung Hoa như trước nữa. Chấn vương Đại Tộ Vinh dẫn quân Đại Chấn đánh chiếm nhiệm sở của An Đông đô hộ phủ là Tân Thành (này là Phú Thuận, Liêu Ninh, Trung Quốc). An Đông đô hộ Bùi Huyền Khê (裴玄珪) phải bỏ Tân Thành chạy trốn. Võ hoàng đổi nhiệm sở An Đông đô hộ phủ từ Tân Thành đã rơi vào tay Đại Tộ Vinh sang khu vực phía tây của Liêu Đông.

#### Cao Đức Vũ nổi dậy chiếm cứ Liêu Đông lập ra Tiểu Cao Câu Ly năm 699

Bản đồ Tiểu Cao Câu Ly (màu xanh nhạt) của Cao Câu Ly vương Cao Đức Vũ (Go Deokmu) và nước Đại Chấn (màu xanh đậm) của Chấn vương Đại Tộ Vinh khi cùng nhau chống lại nhà Chu của Võ Tắc Thiên từ năm 699 đến năm 705.

Cũng trong năm 699 này, nhà Chu của Võ hoàng cử hoàng tử Cao Câu Ly trước đây là Cao Đức Vũ (Go Deokmu), con trai thứ ba của vua Cao Câu Ly cuối cùng là Bảo Tạng Vương (Bojangwang), đến bán đảo Liêu Đông và đặt cho ông tước hiệu "Triều Tiên vương" (Joseonwang) và chức danh đô úy một quận của An Đông đô hộ phủ. Giống như cha mình những năm 677 - 681 từng lập hội Đông Minh Thiên (東明天氣盖世) chống lại nhà Đường, Cao Đức Vũ lên kế hoạch nổi loạn chống lại nhà Chu và hồi sinh Cao Câu Ly. Cao Đức Vũ giết hết quan lại nhà Chu ở Liêu Đông rồi lên ngôi vua, hình thành vương quốc Tiểu Cao Câu Ly ở Liêu Đông chống đối nhà Chu.
Năm Thánh Lịch thứ 3 (700), theo Tân Đường thư, thấy Chấn vương Đại Tộ Vinh (Dae Joyoung) đang xây dựng nước Đại Chấn (Daejin) ở đông bắc Liêu Đông và Cao Câu Ly vương Cao Đức Vũ (Go Deokmu) lập quốc Tiểu Cao Câu Ly ở Liêu Đông, Võ hoàng phong cho Lý Giai Cố (李楷固) làm Yên Quốc công, ban quốc tính họ Võ cho Lý Giai Cố (gọi là Võ Giai Cố), rồi phái Võ Giai Cố dẫn 200.000 quân Chu tấn công Đại Tộ Vinh và Cao Đức Vũ bởi Võ Giai Cố biết rõ về Đại Tộ Vinh và Cao Đức Vũ. Yên Quốc công Võ Giai Cố chia quân cho Lạc Vũ Chỉnh tấn công biên giới Tiểu Cao Câu Ly rồi đích thân dẫn quân Chu tấn công các thành trì biên giới nước Đại Chấn. Chấn vương Đại Tộ Vinh dẫn quân đến hỗ trợ các thành trì chống quân Chu. Cao Câu Ly vương Cao Đức Vũ cũng dẫn quân đến biên giới giao tranh với quân đội nhà Chu của Lạc Vũ Chỉnh. Chấn vương Đại Tộ Vinh và Cao Câu Ly vương Cao Đức Vũ cùng Yên Quốc công Võ Giai Cố và Lạc Vũ Chỉnh kịch chiến với nhau ở bắc Liêu Đông và đông bắc Liêu Đông. Võ hoàng sau đó phát động một cuộc tấn công vào Hãn quốc Hậu Đột Quyết của Thiên Thiện Khả hãn A Sử Na Mặc Xuyết nhưng bị quân Đột Quyết đánh lui. Mùa thu cùng năm, tể tưởng nhà Chu là Địch Nhân Kiệt qua đời, Võ hoàng vô cùng thương tiếc, khóc và nói rằng "Triều đình từ nay trống không".

#### Đột Quyết, Đại Chấn và Tiểu Cao Câu Ly cùng chống lại nhà Chu
Năm Trường An nguyên niên (701), quân Hãn quốc Hậu Đột Quyết của Thiên Thiện Khả hãn A Sử Na Mặc Xuyết lại vượt Vạn Lý Trường Thành, xâm phạm biên giới nhà Chu. Chấn vương Đại Tộ Vinh đánh tan quân Chu của Yên Quốc công Võ Giai Cố, giải vây cho các thành trì biên giới nước Đại Chấn. Cao Câu Ly vương Cao Đức Vũ (Go Deokmu) cũng đánh tan quân đội nhà Chu của Lạc Vũ Chỉnh ở biên giới Tiểu Cao Câu Ly. Thiên Thiện Khả hãn A Sử Na Mặc Xuyết sai sứ sang nước Đại Chấn yêu cầu Chấn vương Đại Tộ Vinh hỗ trợ mình chống lại nhà Chu. Chấn vương Đại Tộ Vinh đồng ý và gửi 1 cánh quân Đại Chấn sang giúp A Sử Na Mặc Xuyết đánh các thành trì nhà Chu.
Yên Quốc công Võ Giai Cố nghe tin thì kêu gọi Khả hãn Lý Thất Hoạt của tộc Khiết Đan phía bắc Doanh Châu và tộc Hắc Sơn Mạt Hạt đông bắc nước Đại Chấn cùng tấn công biên giới nước Đại Chấn. Chấn vương Đại Tộ Vinh chia quân làm ba cánh: cánh quân thứ nhất đi trấn áp tộc Hắc Sơn Mạt Hạt phía đông bắc, cánh quân thứ hai đánh đuổi tộc Khiết Đan phía tây bắc và cánh quân thứ ba tấn công các thành Baekam, Liêu Thành của nhà Chu phía tây nam. Cánh quân Đại Chấn thứ nhất đánh tan quân Hắc Sơn Mạt Hạt, chiếm lấy lãnh thổ của họ, chiếm lại ngọn núi đầy muối ven biển vốn thuộc Cao Câu Ly (Goguryeo) ngày xưa. Người Hắc Sơn Mạt Hạt phải chạy lên phía bắc. Cánh quân Đại Chấn thứ hai đánh tan quân Khiết Đan của Khả hãn Lý Thất Hoạt. Lý Thất Hoạt phải lui quân về Liêu Hà phía tây. Cánh quân Đại Chấn thứ ba thì bị Yên Quốc công Võ Giai Cố và Lạc Vũ Chỉnh cầm chân ở phía bắc Liêu Đông.
Trong khi đó Thiên Thiện Khả hãn A Sử Na Mặc Xuyết cùng A Sử Na Mặc Cức Liên liên tục đánh chiếm các thành trì ở tây bắc nhà Chu. Tướng Chu có nhiệm vụ ngăn A Sử Na Mặc Xuyết và A Sử Na Mặc Cức Liên là Ngụy Nguyên Trung (魏元忠) thì bại trận liên tiếp. Lương Châu, Triệu Châu và Định Châu đều rơi vào tay của quân Đột Quyết. Quân Đột Quyết sắp tiến đến Trường An (nơi Võ hoàng đang ở). Chính quyền của Võ hoàng một lần nữa bị lung lay giống như 5 năm trước Khả hãn Tôn Vạn Vinh người Khiết Đan từng cho quân Khiết Đan nam hạ đánh sắp đến Lạc Dương. Thấy tình hình nguy cấp, Võ Đán phụng mệnh Võ hoàng đi đánh dẹp quân Đột Quyết của A Sử Na Mặc Xuyết đang tiến sâu vào lãnh thổ nhà Chu, nhưng sau đó quân Đột Quyết của A Sử Na Mặc Xuyết lui quân trước.
Năm Trường An thứ 2 (702), Võ Đán được Võ hoàng phong làm Đô đốc Tĩnh châu, nhằm để cho Võ Đán canh chừng Thiên Thiện Khả hãn A Sử Na Mặc Xuyết xâm phạm bờ cõi nhà Chu của bà. Chấn vương Đại Tộ Vinh gọi cánh quân Đại Chấn đang đánh với quân Chu của Yên Quốc công Võ Giai Cố và Lạc Vũ Chỉnh ở phía bắc Liêu Đông trở về. Võ hoàng dường như đang dự tính thêm hành động quân sự ở phía đông bắc và giao tể tướng Ngụy Nguyên Trung chỉ huy. Thủ lĩnh Phất Niết Mạt Hạt là Lý Đa Tộ được Võ hoàng phong làm quyền chỉ huy tại U Châu (幽州, gần Bắc Kinh ngày nay), với sự hỗ trợ của các tướng Tiết Nột (con trai của Tiết Nhân Quý, nhân gian gọi là Tiết Đinh San) và Lạc Vũ Chỉnh (駱務整). Tuy nhiên, có vẻ như hành động quân sự này đã không được phát động trong năm 702.
Sang năm Trường An thứ 3 (703), Võ Đán được Võ hoàng phong làm Ung châu mục, cai trị các vùng lãnh thổ phía tây, bao gồm cả Trường An. Cùng năm 703, Thiên Thiện Khả hãn của Hãn quốc Hậu Đột Quyết là A Sử Na Mặc Xuyết cử A Sử Đức Nguyên Trân (một đại tướng của Hãn quốc Hậu Đột Quyết) sang nhà Chu của Võ hoàng để yêu cầu hòa thân một lần nữa. Võ hoàng kỳ này chấp nhận lời hòa thân; đổi lại, Võ Diên Tú được trả tự do sau 5 năm giam cầm ở Hãn quốc Hậu Đột Quyết theo lệnh của A Sử Na Mặc Xuyết. Yên Quốc công Võ Giai Cố và Lạc Vũ Chỉnh tiếp tục dẫn quân Chu tấn công Tiểu Cao Câu Ly của Cao Câu Ly vương Cao Đức Vũ (Go Deokmu) ở Liêu Đông nhưng lại thất bại, phải lui quân.
Năm Trường An thứ 4 (704), Võ hoàng phong cho Đường Hưu Cảnh (唐休璟) làm U Châu và Doanh Đẳng Châu đô đốc kiêm An Đông đô hộ, nhiệm sở ở phía tây Liêu Đông. Yên Quốc công Võ Giai Cố và Lạc Vũ Chỉnh lại dẫn quân Chu tiến đánh nước Đại Chấn của Chấn vương Đại Tộ Vinh.
Năm Thần Long nguyên niên (705) Đường Trung Tông lấy lại quyền lực từ Võ hoàng, tôn Võ hoàng lên làm Thái thượng nữ hoàng, lấy lại quốc hiệu Đại Đường khiến cờ xí của Yên Quốc công Võ Giai Cố đang đánh Chấn vương Đại Tộ Vinh phải đổi từ Đại Chu sang Đại Đường. Võ Giai Cố cũng lấy lại họ Lý (gọi là Lý Giai Cố). Trận đánh giữa Chấn vương Đại Tộ Vinh và quân nhà Đường của Yên Quốc công Lý Giai Cố rất ác liệt diễn ra cùng năm 705, và kết quả là quân của Chấn vương Đại Tộ Vinh đã chiến thắng. Tướng Lạc Vũ Chỉnh của quân Đường tử trận. Yên Quốc công Lý Giai Cố cùng 1000 tàn quân Đường rút chạy về Liêu Hà phía tây Liêu Đông. Đại Tộ Vinh dẫn quân Đại Chấn đánh chiếm lại các thành Baekam, Liêu Thành và Ansi từ quân Đường, sau đó bao vây Liêu Hà của nhà Đường. Lý Giai Cố dẫn quân Đường ra quyết chiến với quân Đại Chấn của Đại Tộ Vinh. Kết cục, Yên Quốc công Lý Giai Cố tử trận ở Liêu Hà, quân đội nhà Đường thua tan tác. Đại Tộ Vinh cho quân rút khỏi Liêu Hà, lui về phía đông để tránh quân đội Tiểu Cao Câu Ly của Cao Câu Ly vương Cao Đức Vũ (Go Deokmu) ở Liêu Đông.
Nhận thấy nhà Đường đã lấy lại quyền lực từ Võ hoàng nên Chấn vương Đại Tộ Vinh bèn thay đổi chính sách, hòa giải với nhà Đường (đến năm 712, Đại Tộ Vinh đổi lại quốc hiệu từ Đại Chấn sang Bột Hải). Đại Tộ Vinh còn phái con trai thứ hai là Đại Môn Nghệ (大門藝, Dae Mun-ye) sang Trường An nhà Đường làm con tin. Trong năm 705, vua Đường Trung Tông dời nhiệm sở của An Đông đô hộ phủ từ phía tây Liêu Đông sang U Châu (nay là Bắc Kinh, Trung Quốc), đồng thời gọi An Đông đô hộ Đường Hưu Cảnh (唐休璟) từ phía tây Liêu Đông về U Châu.
Cũng trong năm 705, quân đội Hãn quốc Hậu Đột Quyết do A Sử Na Mặc Cức Liên chỉ huy tiến vào đất Linh Vũ của nhà Đường, đánh bại tướng nhà Đường là Sa Tra Trung Nghĩa (沙吒忠义). Sa Tra Trung Nghĩa sau đó bị vua Đường Trung Tông cách chức. Vua Đường Trung Tông tức giận từ chối yêu cầu hòa thân của Thiên Thiện Khả hãn A Sử Na Mặc Xuyết và tuyên bố trao thưởng cho bất kỳ ai giết được A Sử Na Mặc Xuyết.

### Tranh chấp Lý-Võ

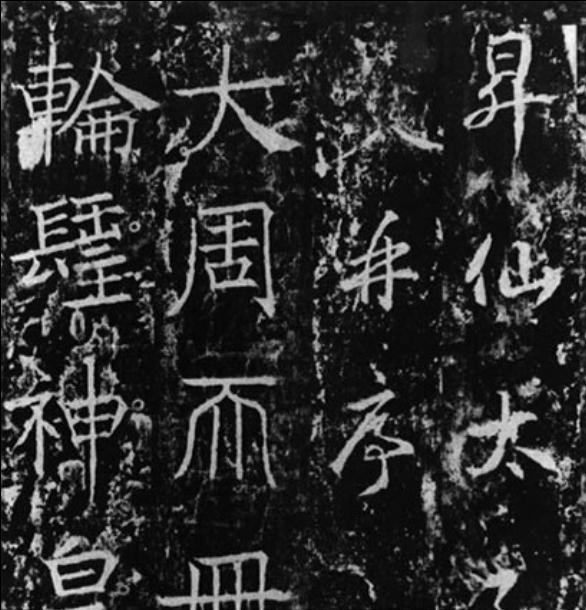
Bản dập "Thăng Tiên Thái tử bi" (升仙太子碑) cục bộ.

Không bao lâu sau khi chiếm ngôi, Võ hoàng cho xây chùa Đại Vân ở Trường An và Lạc Dương, đồng thời phong cho 9 nhà sư lên tước Công. Có thể nói, vào thời Võ hoàng lâm triều trị quốc, Phật giáo luôn chiếm địa vị độc tôn trong hệ thống tư tưởng ở Trung Quốc. Về tổ tiên của mình, bà cho đem bài vị tổ tiên trong vòng 7 đời vào thờ ở Thái miếu, tuy nhiên bà vẫn tiếp tục cúng bái 3 vị Hoàng đế họ Lý là Đường Cao Tổ, Đường Thái Tông và Đường Cao Tông của nhà Đường.
Mặc dù Duệ Tông được lập làm Hoàng tự, nhưng thế lực của Thân vương khác là Võ Thừa Tự, Võ Tam Tư cũng rất lớn mạnh. Năm Thiên Thụ thứ 2 (691), các đại thần Trương Gia Phúc, Vương Khánh Chi muốn lấy lòng Võ hoàng, nên dâng thư xin bà lập Võ Thừa Tự làm Thái tử, vì người họ Võ thì nên truyền ngôi cho người họ Võ. Bà ban đầu có vẻ bằng lòng. Tháng 7 (ÂL) cùng năm ấy, các Tể tướng Sầm Trường Sai, Cách Phụ Nguyên và Tư lễ khanh kiêm Phán Nạp ngôn sự Âu Dương Thông lên tiếng phản đối một cách gay gắt. Võ Thừa Tự ghét lắm, bày mưu với Lai Tuấn Thần vu hãm cả ba cùng các quan viên ủng hộ 3 người, đến tháng 10 cùng năm thì toàn bộ đều bị giam và giết hại. Đại thần Lý Chiêu Đức cũng vì bất bình với Võ Thừa Tự, liền sau đó bị lưu đày và bị giết, rất có thể do Võ Thừa Tự hãm hại. Tuy nhiên Võ hoàng vẫn chưa lập Võ Thừa Tự làm thái tử, chỉ cho Thừa Tự có thể tự do vào cung thỉnh an. Về sau do Vương Khánh Chi vào cung quá nhiều và tỏ ra vô lễ, bà bàn với tướng Lý Hiếu Dật trừng phạt hắn ta. Lý Du Đạo nhân cơ hội đó, cho đánh chết Vương Khánh Chi và khuyên bà giữ lại ngôi kế vị cho họ Lý, vì nếu họ Võ làm Hoàng đế thì 3 vị Hoàng đế nhà Đường sẽ không còn được thờ ở Thái miếu. Võ hoàng bằng lòng, sau đó bà còn hạ lệnh tước quyền tể tướng của Võ Thừa Tự, chỉ trao cho các chức vụ trên danh nghĩa, không nắm thực quyền.
Lúc này thế lực của bọn Lai Tuấn Thần ngày càng lớn mạnh, ngoi lên chức Tả Thái trung thừa. Mùa xuân năm Trường Thọ nguyên niên (692), Tuấn Thần tố cáo 3 vị Bình chương sự là Nhậm Tri Giả, Địch Nhân Kiệt và Bùi Hành Bổn cùng bọn đại thần Bùi Tuyên Lễ, Lư Hiến, Ngụy Nguyên Trung, Lý Tự Chân mưu phản. Bảy người này đều bị tống vào ngục. Địch Nhân Kiệt ở trong ngục bí mật viết sớ kêu oan, rồi tìm cơ hội gửi cho con ông ta là Địch Quang Viễn để trình lên trên cho Võ hoàng xem xét. Cuối cùng, 7 vị đại thần thoát chết nhưng bị lưu đày. Về sau các Tể tướng Lý Du Đạo, Chu Kính Tắc, Chu Củ ra sức kiềm chế bọn Tuấn Thần nên thế lực không còn được như trước.
Năm Trường Thọ thứ 2 (693), người phụ nữ được Võ Tắc Thiên sủng ái là "Đoàn Nhi" (團兒) oán hận Hoàng tự Võ Đán vì dụ dỗ không thành, thường gièm pha trước mặt Võ hoàng. Sau đó Vi thị vu cáo vợ Hoàng tự là Lưu thị cùng người thiếp của ông, Đậu thị, lập đàn bùa phép mưu hại Võ hoàng, do đó Võ hoàng nhân lúc hai người vào thỉnh an đã bí mật giết chết. Hoàng tự rất lo sợ, mình sẽ bị liên lụy, do đó ông không dám khóc thương cho hai người, sinh hoạt vẫn tiến hành như bình thường. Tuy nhiên sau đó Đoàn Nhi lại tiếp tục tìm cớ hãm hại Hoàng tự, Võ hoàng không còn tin thị nữa, sai giết đi. Cũng trong lúc đó, mẹ của Đậu Đức phi là Bàng thị bị người đến tố cáo, Bàng thị bị khép tội chết, cho giảm một bậc. Có lời đồn các đại thần Bùi Phỉ Cung, Phạm Nhân Tiên bí mật gặp Hoàng tự, Võ hoàng liền cho xử tử cả hai. Lai Tuấn Thần còn tố cáo Hoàng tự mưu phản, Võ hoàng liền tin mà tức giận, sai giam lỏng ông trong phủ, không cho đại thần gặp mặt, đồng thời phế các con ông từ thân vương làm quận vương. Những người bị nghi đồng mưu đều bị Lai Tuấn Thần tra tấn dã man. Bấy giờ có An Kim Tàng tự mổ bụng của mình để giải oan cho Hoàng tự. Bà nghe tin cảm động, cho ngự y tới chữa trị Kim Tàng và xá miễn cho Hoàng tự khỏi phải mang tội nữa.

### Võ Hiển về kinh

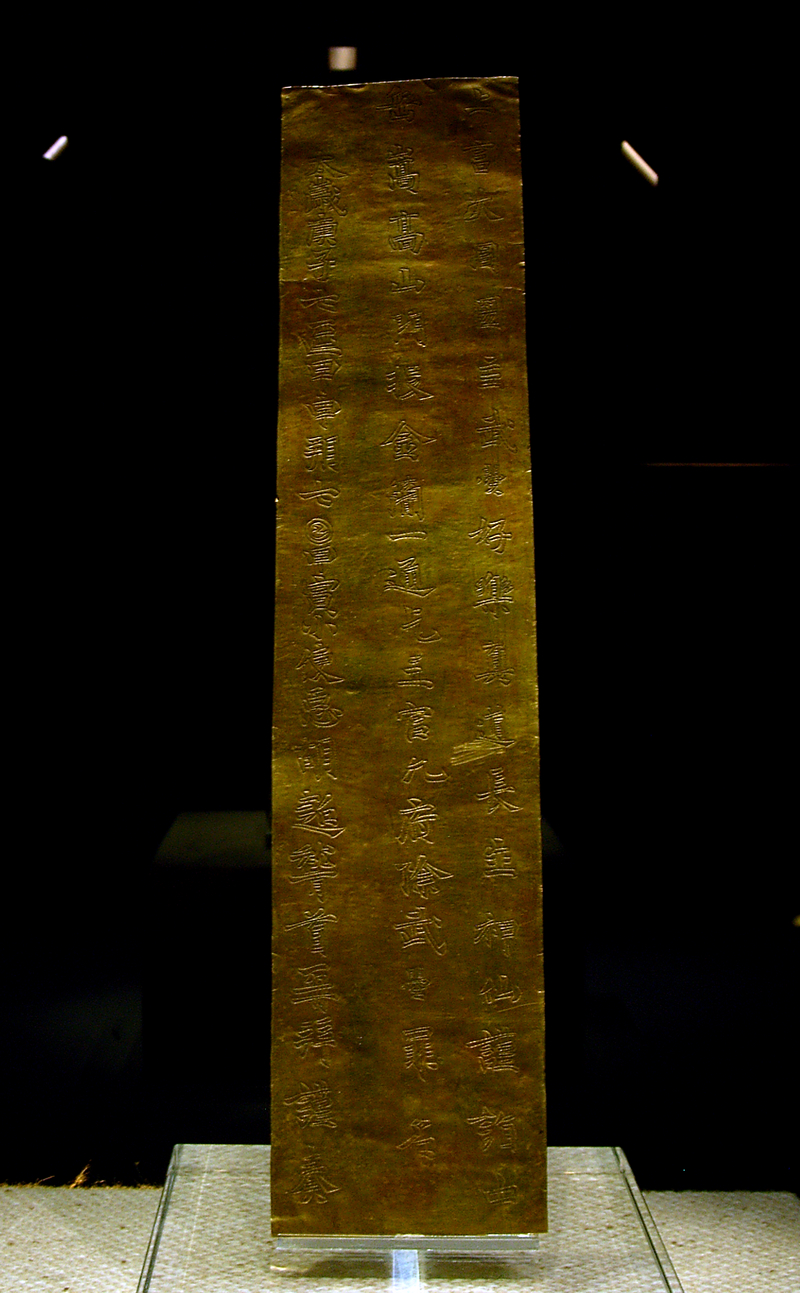
Kim giản của Võ Chiếu. Vào ngày 7 tháng 7 (ÂL) năm Cửu Thị (700), Võ Tắc Thiên đến Tung Sơn, sai Thái giám Hồ Siêu lập kim giản để cầu tiêu trừ hết mọi tội lỗi.

Đối với Võ hoàng, cháu trai Võ Thừa Tự thực sự được tín nhiệm, từ khi Võ hoàng lên ngôi đến khi Thừa Tự chết, các tôn hiệu dành cho bà đều do Thừa Tự đích thân vận động. Cũng những dịp này, Võ hoàng rất cao hứng mà nhiều lần đại xá. Trong sự kiện chọn lựa lập Lý hay lập Võ kế thừa, Võ Thừa Tự cũng nằm trong danh tuyển.
Nhưng vì vấn đề của Lý Chiêu Đức và Địch Nhân Kiệt, Võ hoàng do dự và quyết định hủy bỏ tư cách của Võ Thừa Tự, hạn chế đi quyền lực đáng kể của ông ta trong triều. Sau khi loại Võ Thừa Tự, thế lực của Lý Du Đạo trở nên lớn mạnh nên Võ hoàng có phần e ngại, bèn bãi chức ông ta. Mùa thu năm Diên Tải (694), Lai Tuấn Thần từng bị biếm làm Tham quân Đồng Châu, Vương Hoằng Nghĩa bị đày ra Quỳnh Châu rồi bị giết. Nhưng không lâu sau đó, Lai Tuấn Thần và Lý Du Đạo lại được Võ hoàng bổ dụng. Năm Thần Công (697), Tuấn Thần lập mưu tố cáo Du Đạo làm phản, nhân cơ hội đó sẽ tìm cách hãm hại hai hoàng tử (Lý Triết và Lý Đán) cùng Thái Bình Công chúa, thế là công chúa bèn liên kết với người họ Lý và họ Võ, tố cáo ngược lại Tuấn Thần. Cuối cùng, Võ hoàng cho giết cả Lai Tuấn Thần và Lý Du Đạo. Từ đó thế lực của Lai Tuấn Thần từng tác quái nhiều năm trong triều đã bị đánh đổ.
Năm Thánh Lịch nguyên niên (698), hai người cháu dòng họ Võ của bà là Võ Thừa Tự và Võ Tam Tư muốn giành ngôi thái tử, kết bè kết cánh chống lại nhau và cùng âm mưu lật đổ Hoàng tự Lý Đán, nên thường lệnh cho người bên cạnh Võ hoàng to nhỏ: "Từ xưa đến nay, chẳng có quân vương nào lập người khác họ làm trữ tự thừa kế!". Với vấn đề này, Võ hoàng luôn cảm thấy bất an vì không có ý muốn lập ai trong hai người này làm thái tử. Đại thần Địch Nhân Kiệt dâng sớ nói rằng Cao Tông lúc chết đem hai con phó thác cho bà, nay dù Võ hoàng lên ngôi nếu như muốn đem thiên hạ giao cho người cùng họ là trái ý trời, mà không có tiền lệ gì mà cô nhường ngôi cho cháu. Nếu lập con thì sau này bà còn được vào Thái miếu, nếu lập cháu thì về sau không biết địa vị của bà sẽ ở đâu. Võ hoàng bèn nghe theo. Sau đó Nhân Kiệt lại khuyên bà triệu Lư Lăng vương là Lý Triết về kinh, được Vương Phương Khánh, Vương Cập Thiện và U Châu tướng Tôn Vạn Vinh khuyến khích, Võ hoàng cuối cùng xiêu lòng. Tháng 4 (ÂL) năm ấy, Võ hoàng ra lệnh rằng Lư Lăng vương Lý Triết trong người có bệnh, đặc cách cho về kinh, lại cho phép vợ con đi theo. Tháng 9 (ÂL) cùng năm, Hoàng tự Võ Đán dâng sớ xin nhường ngôi kế vị cho Lư Lăng vương, bà bằng lòng, giáng Hoàng tự Võ Đán làm Tương vương và chính thức lập Lư Lăng vương Triết làm hoàng thái tử, đổi tên là "Hiển" như cũ, nhưng phải đổi sang họ Võ. Điều này khiến Võ Thừa Tự uất ức thống hận và qua đời không lâu sau đó.
Sau khi Võ Hiển được làm thái tử, Võ hoàng do sợ rằng sau khi mình qua đời thì hai nhà Lý, Võ sẽ không dung nhau, nên hạ lệnh bắt Võ Hiển, Võ Đán, Thái Bình Công chúa và phò mã Võ Du Kỵ phải thề độc rằng không làm hại họ Võ. Lúc này, Võ hoàng dần dần sa vào hưởng lạc. Từ sau khi Tiết Hoài Nghĩa thất sủng, Thái Bình Công chúa còn tiến cử Trương Xương Tông có tài thổi sáo, rất đẹp trai lại có tài trong phòng the khiến Võ hoàng rất vui. Xương Tông lại tiến cử anh mình là Trương Dịch Chi vào hầu hạ. Hai anh em nhanh chóng được Võ hoàng sủng ái, ban cho chức tước, mẹ ruột được phong tặng làm thái phu nhân, điều này khiến các quan viên có thế lực luôn muốn dò ý Võ hoàng là Võ Thừa Tự, Võ Tam Tư và Tông Sở Khách luôn nịnh nọt hai anh em họ Trương, còn thường xuyên làm khách trong nhà, không tiếc liêm sỉ gọi Dịch Chi là "Ngũ lang" (五郎) và Xương Tông là "Lục lang" (六郎). Không những thế, họ Trương còn liều lĩnh cặp ngay với một nha đầu thân cận của Võ hoàng. Vào một ngày bị Võ hoàng bắt gặp, bà đã rút gươm và chém sượt qua đầu. Tuy nhiên sau đó chuyện này đã được giải quyết êm vì Thái Bình Công chúa có ý kiến rằng: "Không nên làm to chuyện, làm trò cười cho thiên hạ". Lúc này bà tuổi cao, anh em họ Trương dần tìm cách can dự vào triều chính, khiến các con của Võ Hiển là Thiệu vương Lý Trọng Nhuận, Vĩnh Thái Công chúa Lý Tiên Huệ, Phò mã Võ Diên Cơ (con trai Võ Thừa Tự) đều rất bất bình. Anh em họ Trương nhân đó gièm pha, Võ hoàng phái người ban chết. Quyền hành ngày một hưng thịnh khiến cả Tương vương và Thái Bình Công chúa dâng tấu xin ban cho hai anh em tước vương, hòng dò ý tứ của Võ hoàng, nhưng chung quy Võ hoàng vẫn tỉnh táo về vấn đề này, chỉ ban cho Xương Tông tước "Nghiệp Quốc công" (鄴國公).
Năm Trường An thứ 3 (703), anh em họ Trương oán giận tể tướng Ngụy Nguyên Trung vì Nguyên Trung không coi trọng bọn Trương Xương Nghi và Trương Xương Kỳ, anh em họ của Dịch Chi. Hai người này cũng lo sợ sau khi bà chết đi thì Nguyên Trung sẽ tìm cách hại mình, nên đã cáo buộc Nguyên Trung cùng Cao Tiển, thân cận của Thái Bình Công chúa, ngày đêm mong cho bà chóng chết. Anh em họ Trương còn thuyết phục Trương Thuyết ra làm chứng, nhưng Trương Thuyết nói hết âm mưu của hai tên đó trước mặt Võ hoàng. Nhưng rốt cục, Võ hoàng vì mải mê nam sủng nên vẫn lưu đày Ngụy Nguyên Trung, Cao Tiển và Trương Thuyết. Mùa thu năm thứ 4 (704), nhiều quan lại lên tiếng cáo buộc Trương Dịch Chi, Trương Xương Tông và anh em họ là Đồng Hưu, Xương Kỳ nhận hối lộ; Võ hoàng bèn giáng chức Đồng Hưu và Xương Kì nhưng lại giật dây cho Tể tướng Dương Tái Tư không được động tới hai nam sủng của mình, nên anh em họ Trương được vô sự.

## Thoái vị và qua đời

### Chính biến Thần Long
Năm Trường An thứ 4 (704), tháng 12 (ÂL), Võ hoàng lâm bệnh ở Trường Sinh viện (長生院). Các đại thần đều không được gặp mặt, chỉ có anh em họ Trương được vào hầu mà thôi. Nhiều đại thần e ngại bọn họ Trương sẽ tìm cách chiếm ngôi, nên lũ lượt dâng sớ tố cáo chúng về tội phản quốc. Sau khi bệnh tình của bà có thuyên giảm, Tể tướng Thôi Huyền Vĩ đề nghị chỉ nên cho Thái tử Võ Hiển và Tương vương Võ Đán được vào hầu mà thôi, nhưng bà không theo. Về sau còn có Hoàn Ngạn Phạm và Tống Cảnh dâng sớ cáo buộc, bà cho Tống Cảnh điều tra việc đó, nhưng không được bao lâu lại hạ lệnh xá miễn cho bọn họ Trương.
Sang mùa xuân năm sau (705), cải niên hiệu là Thần Long (神龍). Sau khi cải nguyên không lâu, Võ hoàng lại lâm bệnh, thường xuyên ở Nghênh Tiên cung (迎仙宮) và không hỏi đến chính sự. Anh em Dịch Chi và Xương Tông tiếp tục trông giữ mọi việc, lúc này cả hai lần lượt được ghi đảm nhiệm Lân đài giám (麟台監) cùng Xuân Quan Thị lang (春官侍郎). Các đại thần là Phụng Các Thị lang Trương Giản Chi, Loan Đài Thị lang Thôi Huyền Vĩ, Trung Đài Hữu thừa Kính Huy, Tư Hình Thiếu khanh Hoàn Ngạn Phạm, Tương vương phủ Tư mã Viên Thứ Kỷ và Tả Tán kỵ Thị lang Lý Trạm muốn diệt trừ hai tên gian thần này, khôi phục lại nhà Đường.
Trương Giản Chi hỏi Hữu Vũ Lâm Đại tướng quân Lý Đa Tộ (thủ lĩnh bộ lạc Phất Niết Mạt Hạt đang làm tướng cho nhà Chu) rằng:
Ai đã cho ngài vinh quang và vinh dự này, thưa tướng quân?
Lý Đa Tộ đã khóc và trả lời rằng:
Là Đại hoàng đế (tức là Đường Cao Tông, phu quân của Võ Tắc Thiên).
Trương Giản Chi sau đó nói tiếp:
Bây giờ, các con trai của Đại hoàng đế đang bị hai tên lưu manh (tức là Trương Dịch Chi và Trương Xương Tông) gây nguy hiểm, và tướng quân không muốn báo đáp lại Đại hoàng đế hay sao?
Lý Đa Tộ đáp:
Miễn là có lợi cho quốc gia (tức là nhà Đường), ta sẽ làm theo chỉ đạo của ngài, thưa tể tướng. Ta không dám coi thường sự an toàn của bản thân và gia đình.
Sau đó Lý Đa Tộ tham gia vào âm mưu chính biến của Trương Giản Chi. Sau đó bọn họ thuyết phục Võ Hiển cho phép bọn họ làm binh biến. Đấy gọi là Thần Long cách mệnh (神龍革命) hay Chính biến Thần Long.
Để dễ bề hành động, Trương Giản Chi tiến Hoàn Ngạn Phạm và Kính Huy đều là Tả Hữu Tướng quân của Vũ Lâm vệ, nắm lấy binh quyền. Dịch Chi sinh nghi, để cho đồng đảng là Võ Du Nghi làm Hữu Vũ Lâm Đại tướng quân. Việc vẫn không dừng lại, Giản Chi và Kính Huy bèn đến Đông Cung, nơi Thái tử Võ Hiển cư trú để bàn định kế sách, đều thông qua. Ngày Quý Mão, tức ngày 22 tháng 1 (nhằm ngày 20 tháng 2 dương lịch), Trương Giản Chi, Hoàng Ngạn Phạm cùng Tả Uy vệ Tướng quân Tiết Tư Hành, cùng tất cả quan lại ủng hộ (hơn 10 người) dẫn hơn 500 quân Thiết kỵ tiến vào Huyền Vũ môn, sai Lý Đa Tộ và Phò mã Đô úy Vương Đồng Hiệu đến Đông cung để nghênh đón Hoàng thái tử Võ Hiển vào cung. Thái tử nghi ngờ, cứ do dự mãi, bọn họ nói:
"Thần phụng mệnh tiên đế phò tá điện hạ, không may sự bị phế, chúng thần đều đau buồn, ròng rã 23 năm trời! Nay thời cơ đến, Bắc môn, Nam nha, tất đều đồng tâm hiệp lực, khôi phục cơ đồ xã tắc họ Lý. Mong điện hạ tạm di giá Huyền Vũ môn, đừng làm chúng thần thất vọng!"
Thế rồi Võ Hiển lên ngựa đến Huyền Vũ môn, trảm quan gác cổng để vào cung.
Trong khi ấy, bọn người Trương Giản Chi tiến vào trong cung, giết chết anh em Trương Dịch Chi và Trương Xương Tông rồi kéo nhau vào Trường Sinh điện, nơi ở của Võ hoàng. Khi bên ngoài ồn ào, Võ hoàng thất kinh, hỏi rằng:
"Bọn loạn giả là ai?!"
Trương Giản Chi nói:
"Trương Dịch Chi, Trương Xương Tông mưu phản, chúng thần phụng mệnh Thái tử mà giết chết. Sự việc nguy cấp, nên làm có chút hồ đồ. Xưng binh cung cấm, tội đương vạn tử!".
Võ hoàng thấy Võ Hiển thì biết rõ cơ sự, bảo:
"Tiểu tử đã giết được rồi, mau về Đông cung đi".
Hoàn Ngạn Phạm không đồng ý, tiến lên nói rằng:
"Thái tử an đắc canh quy! Cố nhớ Thiên hoàng năm xưa để cho con trai ký thác bệ hạ. Nay ngài đã lớn tuổi mà vẫn mãi ở Đông cung, trong khi thiên hạ nhân tâm đều thương nhớ họ Lý. Chúng quần thần không quên ân đức của Thái Tông và Thiên hoàng, nên cố trừ đi bọn loạn thần. Nay xin bệ hạ truyền ngôi cho Thái tử, ấy là thuận theo ước vọng của thiên hạ!".
Võ hoàng trầm ngâm hồi lâu, nhìn thấy Lý Trạm, vốn là con trai Lý Nghĩa Phủ, bà bèn nói:
"Ngươi cũng tham gia chuyện này, giết đi Dịch Chi tướng quân của ta?! Ta đối với cha con ngươi không bạc, hà cớ lại phản ta?!"
Lý Trạm sợ hãi không dám đáp, bà bèn nói với Trương Giản Chi:
|"Bọn chúng ai cũng đều là kẻ khác tiến cử, duy có khanh là do ta cất nhắc! Thế mà khanh cũng hùa theo sao?!".
Trương Giản Chi xúc động nói:
"Thần làm thế là để bảo vệ đại ân đại đức của bệ hạ".
Sau đó, trảm hết tất cả những thân thuộc họ Trương.

### Tôn xưng Tắc Thiên Hoàng đế
Ngày hôm sau, Giáp Thìn (ÂL), Võ hoàng mệnh Thái tử giám quốc, đại xá thiên hạ. Tất cả các đại thần đều trọng thưởng, trong đó có năm người đi đầu: Trương Giản Chi, Thôi Huyền Vĩ, Kính Huy, Hoàn Ngạn Phạm và Viên Thứ Kỷ đều phong làm quận công, Lý Đa Tộ thụ phong "Liêu Dương Quận vương" (遼陽郡王), Vương Đồng Hiểu thụ phong "Lang Tà Quận công" (琅邪郡公), Lý Trạm thụ phong "Triệu Quốc công" (趙國公), còn các quan viên khác đều được thưởng theo thứ bậc. Sang ngày Ất Tị (ÂL), Võ hoàng chính thức thiện nhượng, thế là Thái tử Võ Hiển lên ngôi lần thứ hai, tức Đường Trung Tông, đổi quốc tính từ họ Võ lại thành họ Lý như cũ. Ngày 4 tháng 2 (tức ngày 3 tháng 3 dương lịch), quốc hiệu "Đường" chính thức được khôi phục, nhà Võ Chu chấm dứt. Tổng cộng Võ hoàng ở ngôi 15 năm.
Ngày Đinh Mùi (ÂL) tháng 1 năm ấy, sau khi Trung Tông lên ngôi, Võ hoàng được mời dời qua Thượng Dương cung (上陽宮). Sang hôm sau, Trung Tông dẫn đầu bá quan đến Thượng Dương cung để dâng tôn hiệu, là Tắc Thiên Đại Thánh Hoàng đế (則天大聖皇帝). Theo như vậy mà nói, dẫu không được đề cập, nhưng Võ hoàng đã vẫn giữ vị trí hoàng đế sau khi thiện nhượng, hẳn được xem là thái thượng hoàng nữ giới duy nhất trong lịch sử Trung Quốc. Tháng 2 (ÂL), Trung Tông dẫn trăm quan đến Thượng Dương cung vấn an Võ hoàng, từ đó cứ 10 ngày thì Trung Tông sẽ dẫn quan viên đến vấn an, lấy đó làm lệ thường. Ngày 26 tháng 11 (tức ngày 16 tháng 12 dương lịch) cùng năm, Võ hoàng triệu chế lệnh về chuyện xưng hô ra sao, lệnh bỏ đi đế hiệu, phục lại hai họ Vương, họ Tiêu của Vương Hoàng hậu cùng Tiêu Thục phi, nhân đó cũng cho con cháu của Chử Toại Lương và Hàn Viện về kinh sư phục mệnh. Cũng trong ngày, bà băng hà tại Tiên Cư điện (仙居殿) trong Thượng Dương cung. Theo Cựu Đường thư, Võ hoàng hưởng thọ 83 tuổi, trong khi Tân Đường thư ghi là 81 tuổi, mà Tư trị thông giám ghi nhận bà thọ 82 tuổi. Do Võ hoàng trước khi qua đời đã tự lệnh bỏ đi đế hiệu, vì vậy thụy hiệu của bà là thụy hiệu của một vị hoàng hậu, tức là Tắc Thiên Đại Thánh Hoàng hậu (則天大聖皇后). Qua các đời sau, vì nhiều lý do mà thụy hiệu của bà có sự thay đổi, cuối cùng thụy hiệu đầy đủ của bà là Tắc Thiên Thuận Thánh Hoàng hậu (則天順聖皇后).
Sang tháng 5 (ÂL) năm sau (706), chính thức làm lễ hợp táng với Đường Cao Tông ở Càn lăng. Trước đó, Võ hoàng cảm thấy mình sắp không qua khỏi, bèn bàn chuyện hợp táng cùng Cao Tông ở Càn lăng, quan Chấp sự trung Nghiêm Thiện Tư (嚴善思) dâng sớ can gián, đại ý nói rằng: "Huyền môn của Càn lăng lấy đá làm cửa, nay mở ra, tức phải tu sửa làm lại hết thảy, quá lại sức dân. Huống hồ hợp táng không phải phép cổ, triều Hán thiết các lăng, hoàng hậu đa phần đều không hợp lăng cùng hoàng đế, từ Ngụy-Tấn trở đi mới có phép này. Kính nghĩ nên chọn đất bên cạnh Càn lăng, sửa đổi để làm lăng cho đức bà vậy!". Nhưng ý kiến này của Nghiêm Thiện Tư cuối cùng vẫn không được nghe theo, Võ hoàng kiêng quyết hợp táng cùng Cao Tông trong Càn lăng. Vì sự biến động của thụy hiệu, bài vị của bà lúc phối thờ trong miếu của Cao Tông thường không hợp quy cách, đến đời Đường Huyền Tông thì quan Thái thường tự kiến nghị: "Tắc Thiên Hoàng hậu phối thờ trong miếu Cao Tông, trên bài vị ghi là 'Thiên hậu Thánh đế', không hợp lẽ, nên sửa lại là 'Tắc Thiên Hoàng hậu Võ thị' cho theo khuôn phép", Huyền Tông bèn y theo sửa bài vị cho bà nội mình.
Có thể thấy vào lúc cuối đời, Võ hoàng mới có được tôn xưng "Tắc Thiên". Người đời sau hay sử dụng 2 chữ này ghép với họ Võ của bà thành tên gọi Võ Tắc Thiên (武則天).

## Lăng mộ

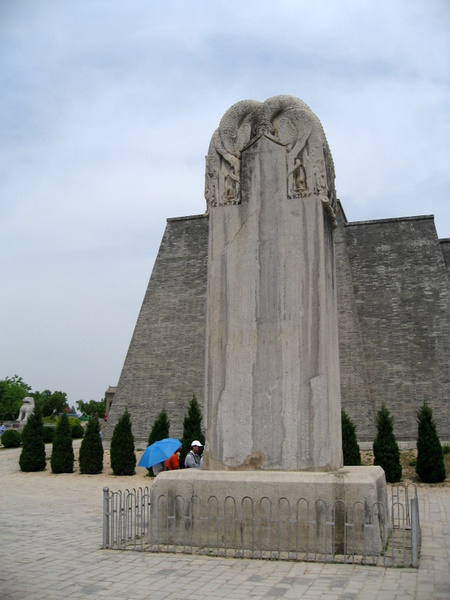
Bia không chữ trong Càn lăng.

Theo di nguyện trước lúc băng hà, di hài của bà được hợp táng vào Càn lăng cùng với Đường Cao Tông. Bia mộ của bà là một tấm bia để trống hoàn toàn, được gọi là "Vô tự bia" (無字碑).
Càn lăng của nhà Đường đã ít nhất 17 lần bị âm mưu đục phá, trong đó có 3 lần nghiêm trọng nhất. Lần đầu trong loạn Hoàng Sào, có tới 40 vạn binh sĩ đào bới tây đồi Lương Sơn, vạt hẳn một nửa quả đồi. Lần thứ 2 do Ôn Thao, tiết độ sứ tại Diệu Châu thời Ngũ Đại Thập Quốc, kẻ trước đó đã đào trộm 17 ngôi hoàng lăng nhà Đường. Lần thứ 3 do quân Quốc Dân đảng của Tôn Liên Trọng thời Trung Hoa Dân Quốc, đã dùng cả thuốc nổ để phá. Nhưng cả ba lần đều không thành, và Càn lăng vẫn nguyên vẹn cho tới ngày nay, trở thành di tích khảo cổ và tham quan quý báu. Về điểm này, Võ Tắc Thiên và chồng đã may mắn hơn những vị hoàng đế nổi tiếng khác, khi mà Mậu lăng của Hán Vũ đế, Chiêu lăng của Đường Thái Tông... đã bị phá sạch trong thời chiến loạn.
Đầu tháng 5 năm 2008, khi các nhà khảo cổ Trung Quốc khai quật lăng mộ Võ Tắc Thiên tại Huyện Càn cách 80 km về phía Tây Bắc thành phố Tây An, tỉnh Thiểm Tây, Trung Quốc, họ đã tìm được hơn 500 tấn văn vật trong mộ. Việc tìm ra mộ phần và các cổ vật trong mộ Võ Tắc Thiên đã giúp các nhà sử học xác định được nhiều thông tin xung quanh thân thế, sự nghiệp của vị nữ hoàng này. Các nhà khảo cổ phát hiện thấy Đường Cao Tông và Võ Tắc Thiên cùng hợp táng ở tầng ngầm sâu cuối cùng của lăng mộ. Khu lăng tẩm này có ba cửa Đông, Bắc, Tây. Ba cửa này có kết cấu giống nhau, đều có các đài tế lễ trước cửa cung điện, có hành lang đặt vũ khí gươm giáo và cửa cung điện. Tại cửa phía Bắc, các nhà khảo cổ phát hiện thấy rất nhiều ngựa đá, hổ đá, tảng đá trạm trổ điêu khắc, trong đó hổ đá đặc trưng của đời Đường vẫn còn nguyên vẹn. Khu lăng tẩm có quy mô rất lớn với những bức tường bao quanh được xây theo hình vuông rất vững chắc, mỗi cạnh có chiều dài tới 380 mét vuông.
Viện trưởng danh dự Viện nghiên cứu khảo cổ tỉnh Thiểm Tây, Thạch Hưng Bang, đã cho biết, qua những văn vật khai quật được trong mộ cho thấy, thời kỳ Đường Cao Tông và Võ Tắc Thiên trị vì là thời kỳ hưng thịnh nhất của triều đại nhà Đường. Khi Đường Cao Tông chết, giá trị của vật tùy táng quý báu chôn theo vua chiếm tới 1/3 quốc khố. Hơn 20 năm sau, khi Võ Tắc Thiên qua đời, triều đình cũng chôn theo số báu vật trị giá tới 1/3 quốc khố trong mộ bà.

## Đánh giá

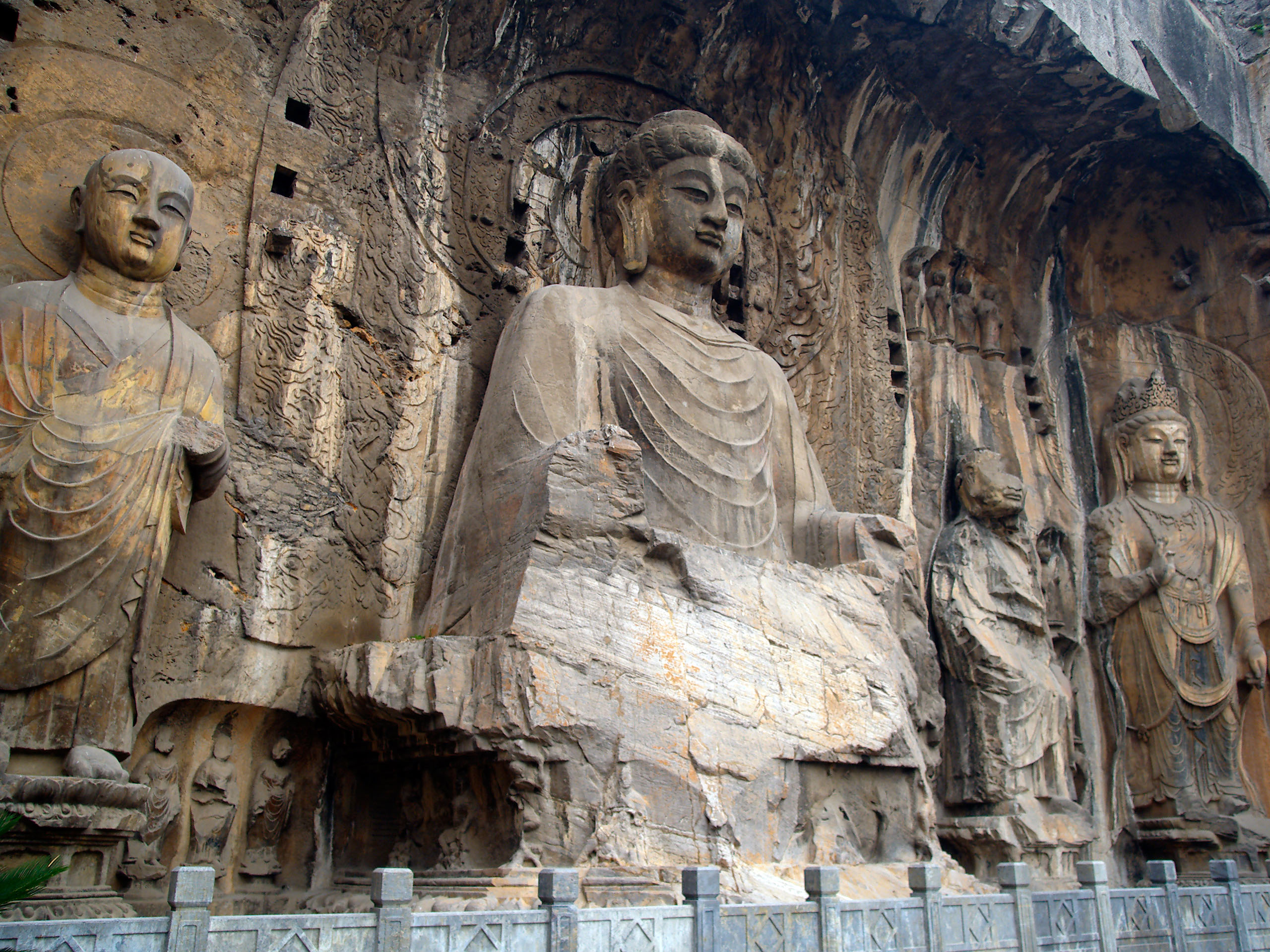
Tượng Đại phật tại Long Môn

Các vụ hành quyết tập thể, xử tử hay lưu đày là quy tắc của Võ Tắc Thiên để loại bỏ đối thủ, kể cả là người thân và những triều thần từng ủng hộ bà. Theo cuốn "Võ Tắc Thiên chính truyện" của học giả Lâm Ngữ Đường, ông kiệt kê rằng: cả đời Võ Tắc Thiên đã mưu sát hoặc ra lệnh giết 93 người (không kể những người thân của họ phải chết theo), trong số đó có 23 người là người thân của bà, 34 người là tôn thất nhà Đường, 36 sáu người là triều thần. Trong số này có bao nhiêu người chết đích đáng, có bao nhiêu bị oan, có bao nhiêu người bị Võ Tắc Thiên cố ý hãm hại, khó có thể xác định được.
Sau khi Võ Tắc Thiên qua đời, các sử gia thời Thịnh Đường, Trung Đường và Vãn Đường đều không chỉ trích nặng nề những việc làm của Võ Tắc Thiên, bởi vì những vị Hoàng đế nhà Đường sau này đều là con cháu trực hệ của bà. Chỉ khi đến thời nhà Tống, quan điểm Nho giáo dưới học thuyết Chu Hi lấy Tuân Tử làm nền tảng, mà Tuân Tử lại xếp "Nữ chủ chuyên chính" làm 1 trong 3 lý do khiến một quốc gia suy vong, nên các sử gia thời kỳ này về sau mới bắt đầu có những lời chỉ trích Võ Tắc Thiên. Tư tưởng Nho giáo chính thống trong xã hội phong kiến Trung Quốc không bao giờ chấp nhận để một người phụ nữ "Vượt quá giới hạn" mà bước lên đỉnh cao quyền lực. Sau thời Đường, cứ khi nói đến việc ngoại thích, hậu cung làm loạn triều chính, gây họa cho xã tắc thì người ta đều lấy Võ Tắc Thiên làm ví dụ điển hình.
Có thể nói Võ Tắc Thiên là hiện tượng độc nhất vô nhị trong lịch sử. Những vị Nữ chủ nổi tiếng từ cổ chí kim ở Trung Hoa, có thể kể đến Tuyên Thái hậu nhà Tần, Phùng Thái hậu Bắc Ngụy, Tiêu Xước triều Liêu, và kể cả Từ Hi Thái hậu nhà Thanh tuy đều có thực quyền cai trị, song đều phải có danh nghĩa của một Hoàng đế đại diện (thường là con trai/cháu trai của họ) mà không một ai dám làm việc công khai xưng làm Hoàng đế như bà. Người có thể so sánh gần nhất với Võ Tắc Thiên, ấy chính là Lã hậu nhà Hán, vì tuy bà phải nắm quyền dưới danh nghĩa Lưu Cung và Lưu Hồng, song bà đã thực sự nắm trọn quyền hành triệt để, và cũng chỉ có Lã hậu có thời kỳ trị vì được biên thành "Kỷ" như Võ Tắc Thiên mà thôi. Võ Tắc Thiên còn được cho là đã sử dụng tuyên truyền tôn giáo để đảm bảo vị trí hoàng đế của mình. Vốn tôn sùng Phật giáo, bà đã ra lệnh đục các tượng Phật tại khu vực hang đá Long Môn. Tại đây pho tượng chính giữa lớn nhất là tượng Phật Đại Nhật (Tỳ lô giá na - Vairocana) được điêu khắc theo khuôn mặt của bà.
Trước khi Võ Tắc Thiên chính thức xưng Đế, có cuộc nổi dậy của Từ Kính Nghiệp, sự oán hận dành cho bà được bộc lộ công khai rất hiếm hoi. Một thiên hịch văn do văn sĩ đương thời là Lạc Tân Vương (駱賓王) khi tham gia cuộc khởi nghĩa đã viết ra để kể tội ác của bà. Câu hịch này được tìm thấy trong Cổ văn quan chỉ (古文观止), quyển thứ 7, nội dung như sau:
| “                                                                          | (Tạm dịch qua bạch thoại) Ả Võ thị giả mệnh lâm triều, tánh tình không ôn thuận, xuất thân hàn tiện. Xưa thời Thái Tông làm Cung nữ hầu hạ, lo việc dâng thay quần áo. Đến lúc trưởng thành, đã mang tiếng làm nhơ bẩn nội tẩm. Về sau, che giấu việc hầu Thái Tông, lại được vào hầu Tiên đế, đẩy Chúa thượng đến chỗ loạn luân. Rồi rắn độc mang lòng, sói beo thành tinh, lại sinh ra ghen tuông, nhân có chút nhan sắc, không chịu nhường ai, rồi dèm pha, nịnh hót, làm mê hoặc lòng Chúa. Lên ngôi Hoàng hậu đưa đường Tiên đế vào thói hươu nai. Tính tình sài lang, gian ác, tàn hại trung lương, giết chị phản anh, giết vua hại mẹ. Con yêu của vua đem bắt giam ở cung sâu. Bè đảng của giặc, giao cho quyền bính lớn. Thần người đều ghét, trời đất không dung. Muốn đổi ngôi vua, giao cho họ mình quyền cao chức trọng. Hỡi ơi! Hoắc Tử Mạnh không dấy, Chu thị hầu không còn. Én mổ cháu vua, biết vận Hán sắp hết. Dãi rồng Vương hậu, hay Hạ mau tàn. Còn như Kính Nghiệp, vốn là Đại Đường lão thần, dòng dõi vương công hiển hoạn, từng lưu giữ huấn thị của Tiên đế, nguyện cảm ân quốc triều hậu đãi. Tống Huy Tử vì cố quốc bị hủy diệt mà bi ai, đấy là có nguyên do thân tình; Hoàn Đàm vì mất đi tước lộc mà rơi lệ, chẳng lẽ là không hề có đạo lý sao! Bởi vậy ta giận dữ dựng lên làm một phen sự nghiệp, mục đích là vì yên ổn Đại Đường giang sơn. Thuận theo cảm xúc thất vọng của thiên hạ, thuận theo cử quốc đẩy ngưỡng tâm nguyện, vì thế giơ lên cao lá cờ chính nghĩa, thề muốn tiêu trừ yêu vật hại người. Nam đến Bách Việt xa xôi, bắc đến Trung Nguyên Tam Hà, thiết kỵ thành đàn, chiến xa tương liên. Hải Lăng có ngô nhiều đến lên men nhuộm đỏ biển, kho hàng chứa đựng thật là vô cùng vô tận. Bên bờ sông lớn có tinh kỳ tung bay, khôi phục công lao sự nghiệp của Đại Đường vĩ đại còn xa xôi sao! Chiến mã ở gió Bắc hí vang, Bảo kiếm xông thẳng hướng bầu trời. Chiến sĩ rống giận khiến cho núi cao sụp đổ, trời cao biến sắc. Lấy khí thế này tới đối phó kẻ địch, kẻ địch liệu có tự tin khinh dễ; lấy hào khí này tới công kích thành đô, ai dám nói còn thành nào là không thể chiếm lĩnh! Chư vị hoặc là nhiều thế hệ được quốc triều phong tước, hoặc là quan hệ thông gia với hoàng thất, hoặc là tiên tổ từng làm tướng quân, hoặc là đại thần từng tiếp thu di mệnh của Tiên đế. Lời của Tiên đế nói còn văng vẳng bên tai, các vị luôn tự nói hai chữ trung thành nào có thể dễ dàng quên mất? Mộ của Tiên đế còn chưa tốt tươi, Ấu chủ của chúng ta lại không biết bị biếm đi nơi nào! Nếu có thể không ngại nguy nan phù trợ Kim thượng Hoàng đế, mọi người đều chung lòng cứu lấy xã tắc tiên tổ, như vậy các loại phong tước ban thưởng, nhất định giống như Thái Sơn Hoàng Hà, vững chắc lâu dài. Nếu lưu luyến đến ích lợi trước mắt, ở thời khắc mấu chốt do dự không quyết, liền nhất định sẽ thu nhận trừng phạt nghiêm khắc! Thỉnh xem toàn thiên hạ ngày hôm nay! Rốt cuộc là thiên hạ của nhà ai?! Đem hịch văn ban bố đến các Châu quận, cho mọi người đều biết được. | ” |
| — "Vi Từ Kính Nghiệp thảo Võ Chiếu hịch" (为徐敬业讨武曌檄), Lạc Tân Vương | |   |

Nhưng thái độ của Võ Tắc Thiên khi đọc bài hịch văn trên khá kỳ lạ. Võ Tắc Thiên hịch lên đọc, rồi nói với cận thần: "Ai là người viết bài hịch này?". Có người đáp: "Kẻ đó là Lạc Tân Vương". Võ hậu lại hỏi: "Người này trước kia đã từng làm chức ngự sử, nhưng sau lại phải biếm". Lại nhìn các đại thần hồi lâu, rồi phán: "Người có tài văn chương thế này, mà để họa phải lưu lạc không được dùng, đó là lỗi của tể tướng trước kia vậy".
Mặc dù chỉ tồn tại một thời gian ngắn, theo một số nhà sử học, nhà Võ Chu đã có được một hệ thống bình đẳng giới tốt hơn so với nhà Đường giai đoạn tiếp sau nó. Nhiều người đời sau xem Võ Tắc Thiên là điển hình của sự độc ác, khi mà vì quyền lực, bà sẵn sàng hạ thủ người thân, thậm chí bà sát hại ngay cả con ruột của mình (một số người cháu nội ruột, cháu họ cũng bị bà ra lệnh sát hại). Nhìn vào các sự kiện trong cuộc đời bà theo ám chỉ trong văn chương có thể mang lại nhiều ý nghĩa: "Một phụ nữ đã vượt qua những giới hạn của mình một cách không thích hợp, thái độ đạo đức giả khi thuyết giáo về lòng trắc ẩn, trong khi cùng lúc ấy lại tiến hành mô hình tham nhũng và hành xử một cách xấu xa, tàn nhẫn ngay cả với người thân và cai trị bằng cách điều khiển từ phía sau hậu trường".
Tuy nhiên, trong triều cũng có nhiều người ủng hộ bà, vì phục bà là người quyết đoán, có tài trị nước. Trong số đó có cả những đại thần hiền năng, được trọng vọng như Lâu Sử Đức, Địch Nhân Kiệt, Tống Cảnh; và bà biết tin dùng những người đó, nên việc chính không rối loạn, dân chúng vẫn yên ổn làm ăn, coi những vụ lộn xộn ở triều chỉ là việc riêng của họ Lý. Khi đọc bài Hịch dẹp Võ Chiếu, trong đó Lạc Tân Vương mạt sát bà thậm tệ, bà đã không giận, còn khen Lạc là có tài và trách viên Tể tướng đã không biết thu phục. Bà cũng là người tạo ra nền móng cho nền thịnh trị Khai Nguyên, do nhiều đại thần tài năng thời Huyền Tông là những người được bà được trọng vọng.
Sử gia Tư Mã Quang đánh giá về bà trong Tư trị thông giám:
| “                                                | 虽滥以禄位收天下人心， 然不称职责，寻亦黜之，或加刑诛，挟刑赏之柄以驾御天下，政由己出，明察善断，故当时英贤亦竞为之。 Mặc dù Thái hậu dùng nhiều tên hiệu mĩ miều để phô trương, nhưng nếu bà nhìn thấy một đại thần nào đó là không đủ năng lực, sẽ ngay lập tức sẽ bãi chức hoặc thậm chí là giết chết. Bà còn thưởng phạt phân minh, lãnh đạo triều chính và dùng các phán đoán riêng của mình để quyết định công việc. Thái hậu có óc quan sát và phán đoán tốt, vì vậy những nhân tài đương thời cũng đều có cơ hội được dùng. | ” |
| — Bàn về Võ hậu - Tư trị thông giám, Tư Mã Quang | |   |

Học giả người Tây là Denis C. Twitchett, tên chữ Hán Thôi Thụy Đức (崔瑞德), đã bình luận về bà:
| “                                                                          | 对于这位敢于推翻李唐皇室并像男人一样泼辣地实行统治的女人，尽管儒家历史学家都进行恶毒攻击和抱敌对态度，但是武曌显然具有特殊的才能，对政治具有天赋，并且非常善于操纵宫廷的权力结构。她之所以能非凡地攫取到权力，是由于她的杰出的才能、坚毅的决心和识别人的能力，再加上她的冷酷、肆无忌惮和政治上的机会主义。她对敌人和对手表现出的残忍和报复心，这在中国历史上很少有人能与之相比。 Đối với vị nữ nhân này mà bình luận, bà đã có gan lật đổ Lý Đường hoàng thất và cũng như các nam nhân khác, tuân thủ hành vi đanh thép để cai trị độc đoán. Các Nho gia đối với bà luôn công kích gay gắt, nhưng phải nhìn nhận Võ Chiếu là người hiển nhiên có tài năng đặc thù, đối chính trị có tư chất thiên phú, hơn nữa cực kỳ giỏi về việc thao túng kết cấu của quyền lực cung đình. Sở dĩ bà có thể cướp lấy quyền lực, là bởi vì bà có siêu phàm tài năng, kiên nghị quyết tâm cùng phân biệt sử dụng năng lực của từng người phò tá mình. Đối với nữ giới nói chung, bà cũng vô cùng lãnh khốc, không kiêng nể gì chủ nghĩa cơ hội trên phương diện chính trị. Bà đối với kẻ địch cũng rất là có tâm lý quyết trả đến cùng, đối với lịch sử Trung Quốc mà nói là vô cùng hiếm thấy. | ” |
| — "Kiểm kiều Trung Quốc Tùy Đường sử" (剑桥中国隋唐史), Denis C. Twitchett | |   |

## Tôn hiệu và thụy hiệu
Võ Tắc Thiên rất thích các tôn hiệu mỹ miều, do đó đã nhiều lần thay đổi, thêm bớt chữ vào tôn hiệu, bao gồm:
- Năm 688, tôn xưng Thánh mẫu Thần hoàng (聖母神皇).
- Năm 690, tôn xưng Thánh Thần Hoàng đế (聖神皇帝).
- Năm 693, tôn xưng Kim Luân Thánh Thần Hoàng đế (金輪聖神皇帝).
- Năm 694, tôn xưng Việt Cổ Kim Luân Thánh Thần Hoàng đế (越古金輪聖神皇帝).
- Năm 695, tôn xưng Từ Thị Việt Cổ Kim Luân Thánh Thần Hoàng đế (慈氏越古金輪聖神皇帝).
- Tháng 9 năm 695, đổi xưng Thiên Sách Kim Luân Thánh Thần Hoàng đế (天册金輪聖神皇帝).
- Năm 705, tôn xưng Tắc Thiên Đại Thánh Hoàng đế (則天大聖皇帝).

Các thụy hiệu của đời sau tôn phong:
- Năm 705, đời Đường Trung Tông, thụy ban đầu Tắc Thiên Đại Thánh Hoàng hậu (則天大聖皇后)[124].
- Năm 710, đời Đường Duệ Tông, cải tôn thụy thành Thiên hậu (天后)[124][130].
- Cũng năm 710 đời Đường Duệ Tông, lại cải tôn thụy Đại Thánh Thiên hậu (大聖天后)[124][131].
- Năm 712, cải thụy thành Thánh đế Thiên hậu (聖帝天后)[132] hoặc Thiên hậu Thánh đế (天后聖帝)[133]. Không lâu sau lại cải thành Thánh hậu (聖后)[124][134].
- Năm 716, đời Đường Huyền Tông, tôn thụy thành Tắc Thiên Hoàng hậu (則天皇后)[124].
- Năm 749, đời Đường Huyền Tông, dâng đế thụy và hậu thụy cho các đời, thụy hiệu các vị hoàng hậu đều thêm hai chữ "Thuận Thánh", do đó thụy của Tắc Thiên hậu được cải tôn đầy đủ thành Tắc Thiên Thuận Thánh Hoàng hậu (則天順聖皇后)[125][135].

## Nhà Chu (690 - 705)
| Quy ước: Sử dụng tên riêng |                 |                   | |
| Miếu hiệu                  | Họ và Tên       | Giai đoạn cai trị | Niên hiệu và khoảng thời gian sử dụng |
| Không có                   | Võ Chiếu (武曌) | 690-705           | Thiên Thụ (天授): 16, tháng 11, 690 - 21 tháng 4, 692 (18 tháng) Như Ý (如意): 22 tháng 4- 22 tháng 10, 692 (6 tháng) Trường Thọ (長壽): 23 tháng 10, 692 - 8 tháng 6, 694 (19 ½ tháng) Duyên Tái (延載): 9 tháng 6, 694 - 21 tháng 1, 695 (7 ½ tháng) Chứng Thánh (證聖): 22 tháng 1 - 21 tháng 10, 695 (9 tháng) Thiên Sách Vạn Tuế (天冊萬歲): 22 tháng 10, 695 - 19 tháng 1, 696 (3 tháng) Vạn Tuế Đăng Phong (萬歲登封): 20 tháng 1 - 21 tháng 4, 696 (3 tháng) Vạn Tuế Thông Thiên (萬歲通天): 22 tháng 4, 696 - 28 tháng 9, 697 (17 tháng) Thần Công (神功): 29 tháng 9 - 19 tháng 12, 697 (2 ½ tháng) Thánh Lịch (聖曆): 20 tháng 12, 697 - 26 tháng 5, 700 (29 tháng) Cửu Thị (久視): 27 tháng 5, 700 - 14 tháng 2, 701 (8 ½ tháng) Đại Túc (大足): 15 tháng 2 - 25 tháng 11, 701 (9½ tháng) Trường An (長安): 26 tháng 11, 701 - 29 tháng 1, 705 (38 tháng) Thần Long (神龍): 30 tháng 1 - 3 tháng 3, 705 (Nhà Chu bị bãi bỏ vào ngày 3 tháng 3 năm 705 và nhà Đường được tái lập ngay ngày hôm đó, nhưng giai đoạn Thần Long kéo dài tới tận năm 707) |

## Gia đình
|                               |                               |                               |                               |                               |                               |  |  |                                         |                                         |                                         |                                         |                                         |                                         |  |  |                                                 |                                                 |                                                 |                                                 |                                                 |                                                 |  |  | (1)Đường Cao Tổ Lý Uyên 566-618-626-635   |                                          |                                          |                                          |                                          |                                          |  |  |                                                  |                                                  |                                                  |                                                  |                                                  |                                                  |  |  |                            |                            |                            |                            |                            |                            |  |  |  |  |  |  |  |  |  |  |  |  |  |  |  |  |  |  |  |  |  |  |  |  |
|                               |                               |                               |                               |                               |                               |  |  |                                         |                                         |                                         |                                         |                                         |                                         |  |  |                                                 |                                                 |                                                 |                                                 |                                                 |                                                 |  |  |                                           |                                          |                                          |                                          |                                          |                                          |  |  |                                                  |                                                  |                                                  |                                                  |                                                  |                                                  |  |  |                            |                            |                            |                            |                            |                            |  |  |  |  |  |  |  |  |  |  |  |  |  |  |  |  |  |  |  |  |  |  |  |  |
|                               |                               |                               |                               |                               |                               |  |  |                                         |                                         |                                         |                                         |                                         |                                         |  |  |                                                 |                                                 |                                                 |                                                 |                                                 |                                                 |  |  | (2)Đường Thái Tông Lý Thế Dân 599-626-649 |                                          |                                          |                                          |                                          |                                          |  |  |                                                  |                                                  |                                                  |                                                  |                                                  |                                                  |  |  |                            |                            |                            |                            |                            |                            |  |  |  |  |  |  |  |  |  |  |  |  |  |  |  |  |  |  |  |  |  |  |  |  |
|                               |                               |                               |                               |                               |                               |  |  |                                         |                                         |                                         |                                         |                                         |                                         |  |  |                                                 |                                                 |                                                 |                                                 |                                                 |                                                 |  |  |                                           |                                          |                                          |                                          |                                          |                                          |  |  |                                                  |                                                  |                                                  |                                                  |                                                  |                                                  |  |  |                            |                            |                            |                            |                            |                            |  |  |  |  |  |  |  |  |  |  |  |  |  |  |  |  |  |  |  |  |  |  |  |  |
|                               |                               |                               |                               |                               |                               |  |  |                                         |                                         |                                         |                                         |                                         |                                         |  |  |                                                 |                                                 |                                                 |                                                 |                                                 |                                                 |  |  | (3)Đường Cao Tông Lý Trị 628-649-683      | (3)Đường Cao Tông Lý Trị 628-649-683     | (3)Đường Cao Tông Lý Trị 628-649-683     | (3)Đường Cao Tông Lý Trị 628-649-683     | (3)Đường Cao Tông Lý Trị 628-649-683     | (3)Đường Cao Tông Lý Trị 628-649-683     |  |  | (6)Võ Chu Tắc Thiên Đế Võ Chiếu 624-690-705      | (6)Võ Chu Tắc Thiên Đế Võ Chiếu 624-690-705      | (6)Võ Chu Tắc Thiên Đế Võ Chiếu 624-690-705      | (6)Võ Chu Tắc Thiên Đế Võ Chiếu 624-690-705      | (6)Võ Chu Tắc Thiên Đế Võ Chiếu 624-690-705      | (6)Võ Chu Tắc Thiên Đế Võ Chiếu 624-690-705      |  |  |                            |                            |                            |                            |                            |                            |  |  |  |  |  |  |  |  |  |  |  |  |  |  |  |  |  |  |  |  |  |  |  |  |
|                               |                               |                               |                               |                               |                               |  |  |                                         |                                         |                                         |                                         |                                         |                                         |  |  |                                                 |                                                 |                                                 |                                                 |                                                 |                                                 |  |  | (3)Đường Cao Tông Lý Trị 628-649-683      | (3)Đường Cao Tông Lý Trị 628-649-683     | (3)Đường Cao Tông Lý Trị 628-649-683     | (3)Đường Cao Tông Lý Trị 628-649-683     | (3)Đường Cao Tông Lý Trị 628-649-683     | (3)Đường Cao Tông Lý Trị 628-649-683     |  |  | (6)Võ Chu Tắc Thiên Đế Võ Chiếu 624-690-705      | (6)Võ Chu Tắc Thiên Đế Võ Chiếu 624-690-705      | (6)Võ Chu Tắc Thiên Đế Võ Chiếu 624-690-705      | (6)Võ Chu Tắc Thiên Đế Võ Chiếu 624-690-705      | (6)Võ Chu Tắc Thiên Đế Võ Chiếu 624-690-705      | (6)Võ Chu Tắc Thiên Đế Võ Chiếu 624-690-705      |  |  |                            |                            |                            |                            |                            |                            |  |  |  |  |  |  |  |  |  |  |  |  |  |  |  |  |  |  |  |  |  |  |  |  |
|                               |                               |                               |                               |                               |                               |  |  |                                         |                                         |                                         |                                         |                                         |                                         |  |  |                                                 |                                                 |                                                 |                                                 |                                                 |                                                 |  |  |                                           |                                          |                                          |                                          |                                          |                                          |  |  |                                                  |                                                  |                                                  |                                                  |                                                  |                                                  |  |  |                            |                            |                            |                            |                            |                            |  |  |  |  |  |  |  |  |  |  |  |  |  |  |  |  |  |  |  |  |  |  |  |  |
|                               |                               |                               |                               |                               |                               |  |  |                                         |                                         |                                         |                                         |                                         |                                         |  |  |                                                 |                                                 |                                                 |                                                 |                                                 |                                                 |  |  |                                           |                                          |                                          |                                          |                                          |                                          |  |  |                                                  |                                                  |                                                  |                                                  |                                                  |                                                  |  |  |                            |                            |                            |                            |                            |                            |  |  |  |  |  |  |  |  |  |  |  |  |  |  |  |  |  |  |  |  |  |  |  |  |
| Hiếu Kính Đế Lý Hoằng 652-675 | Hiếu Kính Đế Lý Hoằng 652-675 | Hiếu Kính Đế Lý Hoằng 652-675 | Hiếu Kính Đế Lý Hoằng 652-675 | Hiếu Kính Đế Lý Hoằng 652-675 | Hiếu Kính Đế Lý Hoằng 652-675 |  |  | Chương Hoài thái tử Lý Hiền 654-684     | Chương Hoài thái tử Lý Hiền 654-684     | Chương Hoài thái tử Lý Hiền 654-684     | Chương Hoài thái tử Lý Hiền 654-684     | Chương Hoài thái tử Lý Hiền 654-684     | Chương Hoài thái tử Lý Hiền 654-684     |  |  | (4)Đường Trung Tông Lý Hiển 656-684-705-710     | (4)Đường Trung Tông Lý Hiển 656-684-705-710     | (4)Đường Trung Tông Lý Hiển 656-684-705-710     | (4)Đường Trung Tông Lý Hiển 656-684-705-710     | (4)Đường Trung Tông Lý Hiển 656-684-705-710     | (4)Đường Trung Tông Lý Hiển 656-684-705-710     |  |  |                                           |                                          |                                          |                                          |                                          |                                          |  |  | (5)Đường Duệ Tông Lý Đán 662-684-690-710-712-716 | (5)Đường Duệ Tông Lý Đán 662-684-690-710-712-716 | (5)Đường Duệ Tông Lý Đán 662-684-690-710-712-716 | (5)Đường Duệ Tông Lý Đán 662-684-690-710-712-716 | (5)Đường Duệ Tông Lý Đán 662-684-690-710-712-716 | (5)Đường Duệ Tông Lý Đán 662-684-690-710-712-716 |  |  |                            |                            |                            |                            |                            |                            |  |  |  |  |  |  |  |  |  |  |  |  |  |  |  |  |  |  |  |  |  |  |  |  |
| Hiếu Kính Đế Lý Hoằng 652-675 | Hiếu Kính Đế Lý Hoằng 652-675 | Hiếu Kính Đế Lý Hoằng 652-675 | Hiếu Kính Đế Lý Hoằng 652-675 | Hiếu Kính Đế Lý Hoằng 652-675 | Hiếu Kính Đế Lý Hoằng 652-675 |  |  | Chương Hoài thái tử Lý Hiền 654-684     | Chương Hoài thái tử Lý Hiền 654-684     | Chương Hoài thái tử Lý Hiền 654-684     | Chương Hoài thái tử Lý Hiền 654-684     | Chương Hoài thái tử Lý Hiền 654-684     | Chương Hoài thái tử Lý Hiền 654-684     |  |  | (4)Đường Trung Tông Lý Hiển 656-684-705-710     | (4)Đường Trung Tông Lý Hiển 656-684-705-710     | (4)Đường Trung Tông Lý Hiển 656-684-705-710     | (4)Đường Trung Tông Lý Hiển 656-684-705-710     | (4)Đường Trung Tông Lý Hiển 656-684-705-710     | (4)Đường Trung Tông Lý Hiển 656-684-705-710     |  |  |                                           |                                          |                                          |                                          |                                          |                                          |  |  | (5)Đường Duệ Tông Lý Đán 662-684-690-710-712-716 | (5)Đường Duệ Tông Lý Đán 662-684-690-710-712-716 | (5)Đường Duệ Tông Lý Đán 662-684-690-710-712-716 | (5)Đường Duệ Tông Lý Đán 662-684-690-710-712-716 | (5)Đường Duệ Tông Lý Đán 662-684-690-710-712-716 | (5)Đường Duệ Tông Lý Đán 662-684-690-710-712-716 |  |  |                            |                            |                            |                            |                            |                            |  |  |  |  |  |  |  |  |  |  |  |  |  |  |  |  |  |  |  |  |  |  |  |  |
|                               |                               |                               |                               |                               |                               |  |  |                                         |                                         |                                         |                                         |                                         |                                         |  |  |                                                 |                                                 |                                                 |                                                 |                                                 |                                                 |  |  |                                           |                                          |                                          |                                          |                                          |                                          |  |  |                                                  |                                                  |                                                  |                                                  |                                                  |                                                  |  |  |                            |                            |                            |                            |                            |                            |  |  |  |  |  |  |  |  |  |  |  |  |  |  |  |  |  |  |  |  |  |  |  |  |
|                               |                               |                               |                               |                               |                               |  |  | Bân vương Lý Thủ Lễ 672-741             | Bân vương Lý Thủ Lễ 672-741             | Bân vương Lý Thủ Lễ 672-741             | Bân vương Lý Thủ Lễ 672-741             | Bân vương Lý Thủ Lễ 672-741             | Bân vương Lý Thủ Lễ 672-741             |  |  | (7)Đường Thương Đế Lý Trọng Mậu 695/698-710-714 | (7)Đường Thương Đế Lý Trọng Mậu 695/698-710-714 | (7)Đường Thương Đế Lý Trọng Mậu 695/698-710-714 | (7)Đường Thương Đế Lý Trọng Mậu 695/698-710-714 | (7)Đường Thương Đế Lý Trọng Mậu 695/698-710-714 | (7)Đường Thương Đế Lý Trọng Mậu 695/698-710-714 |  |  | Nhượng Đế Lý Thành Khí 679-742            | Nhượng Đế Lý Thành Khí 679-742           | Nhượng Đế Lý Thành Khí 679-742           | Nhượng Đế Lý Thành Khí 679-742           | Nhượng Đế Lý Thành Khí 679-742           | Nhượng Đế Lý Thành Khí 679-742           |  |  | (8)Đường Huyền Tông Lý Long Cơ 685-712-756-762   | (8)Đường Huyền Tông Lý Long Cơ 685-712-756-762   | (8)Đường Huyền Tông Lý Long Cơ 685-712-756-762   | (8)Đường Huyền Tông Lý Long Cơ 685-712-756-762   | (8)Đường Huyền Tông Lý Long Cơ 685-712-756-762   | (8)Đường Huyền Tông Lý Long Cơ 685-712-756-762   |  |  |                            |                            |                            |                            |                            |                            |  |  |  |  |  |  |  |  |  |  |  |  |  |  |  |  |  |  |  |  |  |  |  |  |
|                               |                               |                               |                               |                               |                               |  |  | Bân vương Lý Thủ Lễ 672-741             | Bân vương Lý Thủ Lễ 672-741             | Bân vương Lý Thủ Lễ 672-741             | Bân vương Lý Thủ Lễ 672-741             | Bân vương Lý Thủ Lễ 672-741             | Bân vương Lý Thủ Lễ 672-741             |  |  | (7)Đường Thương Đế Lý Trọng Mậu 695/698-710-714 | (7)Đường Thương Đế Lý Trọng Mậu 695/698-710-714 | (7)Đường Thương Đế Lý Trọng Mậu 695/698-710-714 | (7)Đường Thương Đế Lý Trọng Mậu 695/698-710-714 | (7)Đường Thương Đế Lý Trọng Mậu 695/698-710-714 | (7)Đường Thương Đế Lý Trọng Mậu 695/698-710-714 |  |  | Nhượng Đế Lý Thành Khí 679-742            | Nhượng Đế Lý Thành Khí 679-742           | Nhượng Đế Lý Thành Khí 679-742           | Nhượng Đế Lý Thành Khí 679-742           | Nhượng Đế Lý Thành Khí 679-742           | Nhượng Đế Lý Thành Khí 679-742           |  |  | (8)Đường Huyền Tông Lý Long Cơ 685-712-756-762   | (8)Đường Huyền Tông Lý Long Cơ 685-712-756-762   | (8)Đường Huyền Tông Lý Long Cơ 685-712-756-762   | (8)Đường Huyền Tông Lý Long Cơ 685-712-756-762   | (8)Đường Huyền Tông Lý Long Cơ 685-712-756-762   | (8)Đường Huyền Tông Lý Long Cơ 685-712-756-762   |  |  |                            |                            |                            |                            |                            |                            |  |  |  |  |  |  |  |  |  |  |  |  |  |  |  |  |  |  |  |  |  |  |  |  |
|                               |                               |                               |                               |                               |                               |  |  |                                         |                                         |                                         |                                         |                                         |                                         |  |  |                                                 |                                                 |                                                 |                                                 |                                                 |                                                 |  |  |                                           |                                          |                                          |                                          |                                          |                                          |  |  |                                                  |                                                  |                                                  |                                                  |                                                  |                                                  |  |  |                            |                            |                            |                            |                            |                            |  |  |  |  |  |  |  |  |  |  |  |  |  |  |  |  |  |  |  |  |  |  |  |  |
|                               |                               |                               |                               |                               |                               |  |  | Quảng Vũ vương Lý Thừa Hoành 763        | Quảng Vũ vương Lý Thừa Hoành 763        | Quảng Vũ vương Lý Thừa Hoành 763        | Quảng Vũ vương Lý Thừa Hoành 763        | Quảng Vũ vương Lý Thừa Hoành 763        | Quảng Vũ vương Lý Thừa Hoành 763        |  |  |                                                 |                                                 |                                                 |                                                 |                                                 |                                                 |  |  | Phụng Thiên Đế Lý Tông ?-752              | Phụng Thiên Đế Lý Tông ?-752             | Phụng Thiên Đế Lý Tông ?-752             | Phụng Thiên Đế Lý Tông ?-752             | Phụng Thiên Đế Lý Tông ?-752             | Phụng Thiên Đế Lý Tông ?-752             |  |  | (9)Đường Túc Tông Lý Hanh 711-756-762            | (9)Đường Túc Tông Lý Hanh 711-756-762            | (9)Đường Túc Tông Lý Hanh 711-756-762            | (9)Đường Túc Tông Lý Hanh 711-756-762            | (9)Đường Túc Tông Lý Hanh 711-756-762            | (9)Đường Túc Tông Lý Hanh 711-756-762            |  |  |                            |                            |                            |                            |                            |                            |  |  |  |  |  |  |  |  |  |  |  |  |  |  |  |  |  |  |  |  |  |  |  |  |
|                               |                               |                               |                               |                               |                               |  |  | Quảng Vũ vương Lý Thừa Hoành 763        | Quảng Vũ vương Lý Thừa Hoành 763        | Quảng Vũ vương Lý Thừa Hoành 763        | Quảng Vũ vương Lý Thừa Hoành 763        | Quảng Vũ vương Lý Thừa Hoành 763        | Quảng Vũ vương Lý Thừa Hoành 763        |  |  |                                                 |                                                 |                                                 |                                                 |                                                 |                                                 |  |  | Phụng Thiên Đế Lý Tông ?-752              | Phụng Thiên Đế Lý Tông ?-752             | Phụng Thiên Đế Lý Tông ?-752             | Phụng Thiên Đế Lý Tông ?-752             | Phụng Thiên Đế Lý Tông ?-752             | Phụng Thiên Đế Lý Tông ?-752             |  |  | (9)Đường Túc Tông Lý Hanh 711-756-762            | (9)Đường Túc Tông Lý Hanh 711-756-762            | (9)Đường Túc Tông Lý Hanh 711-756-762            | (9)Đường Túc Tông Lý Hanh 711-756-762            | (9)Đường Túc Tông Lý Hanh 711-756-762            | (9)Đường Túc Tông Lý Hanh 711-756-762            |  |  |                            |                            |                            |                            |                            |                            |  |  |  |  |  |  |  |  |  |  |  |  |  |  |  |  |  |  |  |  |  |  |  |  |
|                               |                               |                               |                               |                               |                               |  |  |                                         |                                         |                                         |                                         |                                         |                                         |  |  |                                                 |                                                 |                                                 |                                                 |                                                 |                                                 |  |  |                                           |                                          |                                          |                                          |                                          |                                          |  |  |                                                  |                                                  |                                                  |                                                  |                                                  |                                                  |  |  |                            |                            |                            |                            |                            |                            |  |  |  |  |  |  |  |  |  |  |  |  |  |  |  |  |  |  |  |  |  |  |  |  |
|                               |                               |                               |                               |                               |                               |  |  |                                         |                                         |                                         |                                         |                                         |                                         |  |  |                                                 |                                                 |                                                 |                                                 |                                                 |                                                 |  |  | (10)Đường Đại Tông Lý Dự 727-762-779      | (10)Đường Đại Tông Lý Dự 727-762-779     | (10)Đường Đại Tông Lý Dự 727-762-779     | (10)Đường Đại Tông Lý Dự 727-762-779     | (10)Đường Đại Tông Lý Dự 727-762-779     | (10)Đường Đại Tông Lý Dự 727-762-779     |  |  | Thừa Thiên Đế Lý Đàm ?-757                       | Thừa Thiên Đế Lý Đàm ?-757                       | Thừa Thiên Đế Lý Đàm ?-757                       | Thừa Thiên Đế Lý Đàm ?-757                       | Thừa Thiên Đế Lý Đàm ?-757                       | Thừa Thiên Đế Lý Đàm ?-757                       |  |  | Tương vương Lý Quang ?-791 | Tương vương Lý Quang ?-791 | Tương vương Lý Quang ?-791 | Tương vương Lý Quang ?-791 | Tương vương Lý Quang ?-791 | Tương vương Lý Quang ?-791 |  |  |  |  |  |  |  |  |  |  |  |  |  |  |  |  |  |  |  |  |  |  |  |  |
|                               |                               |                               |                               |                               |                               |  |  |                                         |                                         |                                         |                                         |                                         |                                         |  |  |                                                 |                                                 |                                                 |                                                 |                                                 |                                                 |  |  | (10)Đường Đại Tông Lý Dự 727-762-779      | (10)Đường Đại Tông Lý Dự 727-762-779     | (10)Đường Đại Tông Lý Dự 727-762-779     | (10)Đường Đại Tông Lý Dự 727-762-779     | (10)Đường Đại Tông Lý Dự 727-762-779     | (10)Đường Đại Tông Lý Dự 727-762-779     |  |  | Thừa Thiên Đế Lý Đàm ?-757                       | Thừa Thiên Đế Lý Đàm ?-757                       | Thừa Thiên Đế Lý Đàm ?-757                       | Thừa Thiên Đế Lý Đàm ?-757                       | Thừa Thiên Đế Lý Đàm ?-757                       | Thừa Thiên Đế Lý Đàm ?-757                       |  |  | Tương vương Lý Quang ?-791 | Tương vương Lý Quang ?-791 | Tương vương Lý Quang ?-791 | Tương vương Lý Quang ?-791 | Tương vương Lý Quang ?-791 | Tương vương Lý Quang ?-791 |  |  |  |  |  |  |  |  |  |  |  |  |  |  |  |  |  |  |  |  |  |  |  |  |
|                               |                               |                               |                               |                               |                               |  |  |                                         |                                         |                                         |                                         |                                         |                                         |  |  |                                                 |                                                 |                                                 |                                                 |                                                 |                                                 |  |  | (11)Đường Đức Tông Lý Quát 742-779-805    | (11)Đường Đức Tông Lý Quát 742-779-805   | (11)Đường Đức Tông Lý Quát 742-779-805   | (11)Đường Đức Tông Lý Quát 742-779-805   | (11)Đường Đức Tông Lý Quát 742-779-805   | (11)Đường Đức Tông Lý Quát 742-779-805   |  |  |                                                  |                                                  |                                                  |                                                  |                                                  |                                                  |  |  | Y Ngô vương Lý Tuyên       | Y Ngô vương Lý Tuyên       | Y Ngô vương Lý Tuyên       | Y Ngô vương Lý Tuyên       | Y Ngô vương Lý Tuyên       | Y Ngô vương Lý Tuyên       |  |  |  |  |  |  |  |  |  |  |  |  |  |  |  |  |  |  |  |  |  |  |  |  |
|                               |                               |                               |                               |                               |                               |  |  |                                         |                                         |                                         |                                         |                                         |                                         |  |  |                                                 |                                                 |                                                 |                                                 |                                                 |                                                 |  |  | (11)Đường Đức Tông Lý Quát 742-779-805    | (11)Đường Đức Tông Lý Quát 742-779-805   | (11)Đường Đức Tông Lý Quát 742-779-805   | (11)Đường Đức Tông Lý Quát 742-779-805   | (11)Đường Đức Tông Lý Quát 742-779-805   | (11)Đường Đức Tông Lý Quát 742-779-805   |  |  |                                                  |                                                  |                                                  |                                                  |                                                  |                                                  |  |  | Y Ngô vương Lý Tuyên       | Y Ngô vương Lý Tuyên       | Y Ngô vương Lý Tuyên       | Y Ngô vương Lý Tuyên       | Y Ngô vương Lý Tuyên       | Y Ngô vương Lý Tuyên       |  |  |  |  |  |  |  |  |  |  |  |  |  |  |  |  |  |  |  |  |  |  |  |  |
|                               |                               |                               |                               |                               |                               |  |  |                                         |                                         |                                         |                                         |                                         |                                         |  |  |                                                 |                                                 |                                                 |                                                 |                                                 |                                                 |  |  | (12)Đường Thuận Tông Lý Tụng 761-805-806  | (12)Đường Thuận Tông Lý Tụng 761-805-806 | (12)Đường Thuận Tông Lý Tụng 761-805-806 | (12)Đường Thuận Tông Lý Tụng 761-805-806 | (12)Đường Thuận Tông Lý Tụng 761-805-806 | (12)Đường Thuận Tông Lý Tụng 761-805-806 |  |  |                                                  |                                                  |                                                  |                                                  |                                                  |                                                  |  |  | □                          | □                          | □                          | □                          | □                          | □                          |  |  |  |  |  |  |  |  |  |  |  |  |  |  |  |  |  |  |  |  |  |  |  |  |
|                               |                               |                               |                               |                               |                               |  |  |                                         |                                         |                                         |                                         |                                         |                                         |  |  |                                                 |                                                 |                                                 |                                                 |                                                 |                                                 |  |  | (12)Đường Thuận Tông Lý Tụng 761-805-806  | (12)Đường Thuận Tông Lý Tụng 761-805-806 | (12)Đường Thuận Tông Lý Tụng 761-805-806 | (12)Đường Thuận Tông Lý Tụng 761-805-806 | (12)Đường Thuận Tông Lý Tụng 761-805-806 | (12)Đường Thuận Tông Lý Tụng 761-805-806 |  |  |                                                  |                                                  |                                                  |                                                  |                                                  |                                                  |  |  | □                          | □                          | □                          | □                          | □                          | □                          |  |  |  |  |  |  |  |  |  |  |  |  |  |  |  |  |  |  |  |  |  |  |  |  |
|                               |                               |                               |                               |                               |                               |  |  |                                         |                                         |                                         |                                         |                                         |                                         |  |  |                                                 |                                                 |                                                 |                                                 |                                                 |                                                 |  |  | (13)Đường Hiến Tông Lý Thuần 778-805-820  | (13)Đường Hiến Tông Lý Thuần 778-805-820 | (13)Đường Hiến Tông Lý Thuần 778-805-820 | (13)Đường Hiến Tông Lý Thuần 778-805-820 | (13)Đường Hiến Tông Lý Thuần 778-805-820 | (13)Đường Hiến Tông Lý Thuần 778-805-820 |  |  |                                                  |                                                  |                                                  |                                                  |                                                  |                                                  |  |  | Tương vương Lý Uân 886     | Tương vương Lý Uân 886     | Tương vương Lý Uân 886     | Tương vương Lý Uân 886     | Tương vương Lý Uân 886     | Tương vương Lý Uân 886     |  |  |  |  |  |  |  |  |  |  |  |  |  |  |  |  |  |  |  |  |  |  |  |  |
|                               |                               |                               |                               |                               |                               |  |  |                                         |                                         |                                         |                                         |                                         |                                         |  |  |                                                 |                                                 |                                                 |                                                 |                                                 |                                                 |  |  | (13)Đường Hiến Tông Lý Thuần 778-805-820  | (13)Đường Hiến Tông Lý Thuần 778-805-820 | (13)Đường Hiến Tông Lý Thuần 778-805-820 | (13)Đường Hiến Tông Lý Thuần 778-805-820 | (13)Đường Hiến Tông Lý Thuần 778-805-820 | (13)Đường Hiến Tông Lý Thuần 778-805-820 |  |  |                                                  |                                                  |                                                  |                                                  |                                                  |                                                  |  |  | Tương vương Lý Uân 886     | Tương vương Lý Uân 886     | Tương vương Lý Uân 886     | Tương vương Lý Uân 886     | Tương vương Lý Uân 886     | Tương vương Lý Uân 886     |  |  |  |  |  |  |  |  |  |  |  |  |  |  |  |  |  |  |  |  |  |  |  |  |
|                               |                               |                               |                               |                               |                               |  |  |                                         |                                         |                                         |                                         |                                         |                                         |  |  |                                                 |                                                 |                                                 |                                                 |                                                 |                                                 |  |  |                                           |                                          |                                          |                                          |                                          |                                          |  |  |                                                  |                                                  |                                                  |                                                  |                                                  |                                                  |  |  |                            |                            |                            |                            |                            |                            |  |  |  |  |  |  |  |  |  |  |  |  |  |  |  |  |  |  |  |  |  |  |  |  |
|                               |                               |                               |                               |                               |                               |  |  |                                         |                                         |                                         |                                         |                                         |                                         |  |  | (14)Đường Mục Tông Lý Hằng 795-820-824          | (14)Đường Mục Tông Lý Hằng 795-820-824          | (14)Đường Mục Tông Lý Hằng 795-820-824          | (14)Đường Mục Tông Lý Hằng 795-820-824          | (14)Đường Mục Tông Lý Hằng 795-820-824          | (14)Đường Mục Tông Lý Hằng 795-820-824          |  |  | Giáng vương Lý Ngộ ?-826                  | Giáng vương Lý Ngộ ?-826                 | Giáng vương Lý Ngộ ?-826                 | Giáng vương Lý Ngộ ?-826                 | Giáng vương Lý Ngộ ?-826                 | Giáng vương Lý Ngộ ?-826                 |  |  | (18)Đường Tuyên Tông Lý Thầm 810-846-859         | (18)Đường Tuyên Tông Lý Thầm 810-846-859         | (18)Đường Tuyên Tông Lý Thầm 810-846-859         | (18)Đường Tuyên Tông Lý Thầm 810-846-859         | (18)Đường Tuyên Tông Lý Thầm 810-846-859         | (18)Đường Tuyên Tông Lý Thầm 810-846-859         |  |  |                            |                            |                            |                            |                            |                            |  |  |  |  |  |  |  |  |  |  |  |  |  |  |  |  |  |  |  |  |  |  |  |  |
|                               |                               |                               |                               |                               |                               |  |  |                                         |                                         |                                         |                                         |                                         |                                         |  |  | (14)Đường Mục Tông Lý Hằng 795-820-824          | (14)Đường Mục Tông Lý Hằng 795-820-824          | (14)Đường Mục Tông Lý Hằng 795-820-824          | (14)Đường Mục Tông Lý Hằng 795-820-824          | (14)Đường Mục Tông Lý Hằng 795-820-824          | (14)Đường Mục Tông Lý Hằng 795-820-824          |  |  | Giáng vương Lý Ngộ ?-826                  | Giáng vương Lý Ngộ ?-826                 | Giáng vương Lý Ngộ ?-826                 | Giáng vương Lý Ngộ ?-826                 | Giáng vương Lý Ngộ ?-826                 | Giáng vương Lý Ngộ ?-826                 |  |  | (18)Đường Tuyên Tông Lý Thầm 810-846-859         | (18)Đường Tuyên Tông Lý Thầm 810-846-859         | (18)Đường Tuyên Tông Lý Thầm 810-846-859         | (18)Đường Tuyên Tông Lý Thầm 810-846-859         | (18)Đường Tuyên Tông Lý Thầm 810-846-859         | (18)Đường Tuyên Tông Lý Thầm 810-846-859         |  |  |                            |                            |                            |                            |                            |                            |  |  |  |  |  |  |  |  |  |  |  |  |  |  |  |  |  |  |  |  |  |  |  |  |
|                               |                               |                               |                               |                               |                               |  |  |                                         |                                         |                                         |                                         |                                         |                                         |  |  |                                                 |                                                 |                                                 |                                                 |                                                 |                                                 |  |  |                                           |                                          |                                          |                                          |                                          |                                          |  |  |                                                  |                                                  |                                                  |                                                  |                                                  |                                                  |  |  |                            |                            |                            |                            |                            |                            |  |  |  |  |  |  |  |  |  |  |  |  |  |  |  |  |  |  |  |  |  |  |  |  |
|                               |                               |                               |                               |                               |                               |  |  | (15)Đường Kính Tông Lý Trạm 809-824-826 | (15)Đường Kính Tông Lý Trạm 809-824-826 | (15)Đường Kính Tông Lý Trạm 809-824-826 | (15)Đường Kính Tông Lý Trạm 809-824-826 | (15)Đường Kính Tông Lý Trạm 809-824-826 | (15)Đường Kính Tông Lý Trạm 809-824-826 |  |  | (16)Đường Văn Tông Lý Ngang 809-826-840         | (16)Đường Văn Tông Lý Ngang 809-826-840         | (16)Đường Văn Tông Lý Ngang 809-826-840         | (16)Đường Văn Tông Lý Ngang 809-826-840         | (16)Đường Văn Tông Lý Ngang 809-826-840         | (16)Đường Văn Tông Lý Ngang 809-826-840         |  |  | (17)Đường Vũ Tông Lý Viêm 814-840-846     | (17)Đường Vũ Tông Lý Viêm 814-840-846    | (17)Đường Vũ Tông Lý Viêm 814-840-846    | (17)Đường Vũ Tông Lý Viêm 814-840-846    | (17)Đường Vũ Tông Lý Viêm 814-840-846    | (17)Đường Vũ Tông Lý Viêm 814-840-846    |  |  | (19)Đường Ý Tông Lý Thôi 833-859-873             | (19)Đường Ý Tông Lý Thôi 833-859-873             | (19)Đường Ý Tông Lý Thôi 833-859-873             | (19)Đường Ý Tông Lý Thôi 833-859-873             | (19)Đường Ý Tông Lý Thôi 833-859-873             | (19)Đường Ý Tông Lý Thôi 833-859-873             |  |  |                            |                            |                            |                            |                            |                            |  |  |  |  |  |  |  |  |  |  |  |  |  |  |  |  |  |  |  |  |  |  |  |  |
|                               |                               |                               |                               |                               |                               |  |  | (15)Đường Kính Tông Lý Trạm 809-824-826 | (15)Đường Kính Tông Lý Trạm 809-824-826 | (15)Đường Kính Tông Lý Trạm 809-824-826 | (15)Đường Kính Tông Lý Trạm 809-824-826 | (15)Đường Kính Tông Lý Trạm 809-824-826 | (15)Đường Kính Tông Lý Trạm 809-824-826 |  |  | (16)Đường Văn Tông Lý Ngang 809-826-840         | (16)Đường Văn Tông Lý Ngang 809-826-840         | (16)Đường Văn Tông Lý Ngang 809-826-840         | (16)Đường Văn Tông Lý Ngang 809-826-840         | (16)Đường Văn Tông Lý Ngang 809-826-840         | (16)Đường Văn Tông Lý Ngang 809-826-840         |  |  | (17)Đường Vũ Tông Lý Viêm 814-840-846     | (17)Đường Vũ Tông Lý Viêm 814-840-846    | (17)Đường Vũ Tông Lý Viêm 814-840-846    | (17)Đường Vũ Tông Lý Viêm 814-840-846    | (17)Đường Vũ Tông Lý Viêm 814-840-846    | (17)Đường Vũ Tông Lý Viêm 814-840-846    |  |  | (19)Đường Ý Tông Lý Thôi 833-859-873             | (19)Đường Ý Tông Lý Thôi 833-859-873             | (19)Đường Ý Tông Lý Thôi 833-859-873             | (19)Đường Ý Tông Lý Thôi 833-859-873             | (19)Đường Ý Tông Lý Thôi 833-859-873             | (19)Đường Ý Tông Lý Thôi 833-859-873             |  |  |                            |                            |                            |                            |                            |                            |  |  |  |  |  |  |  |  |  |  |  |  |  |  |  |  |  |  |  |  |  |  |  |  |
|                               |                               |                               |                               |                               |                               |  |  |                                         |                                         |                                         |                                         |                                         |                                         |  |  |                                                 |                                                 |                                                 |                                                 |                                                 |                                                 |  |  |                                           |                                          |                                          |                                          |                                          |                                          |  |  |                                                  |                                                  |                                                  |                                                  |                                                  |                                                  |  |  |                            |                            |                            |                            |                            |                            |  |  |  |  |  |  |  |  |  |  |  |  |  |  |  |  |  |  |  |  |  |  |  |  |
|                               |                               |                               |                               |                               |                               |  |  |                                         |                                         |                                         |                                         |                                         |                                         |  |  |                                                 |                                                 |                                                 |                                                 |                                                 |                                                 |  |  | (20)Đường Hy Tông Lý Huyên 862-873-888    | (20)Đường Hy Tông Lý Huyên 862-873-888   | (20)Đường Hy Tông Lý Huyên 862-873-888   | (20)Đường Hy Tông Lý Huyên 862-873-888   | (20)Đường Hy Tông Lý Huyên 862-873-888   | (20)Đường Hy Tông Lý Huyên 862-873-888   |  |  | (21)Đường Chiêu Tông Lý Diệp 867-888-904         | (21)Đường Chiêu Tông Lý Diệp 867-888-904         | (21)Đường Chiêu Tông Lý Diệp 867-888-904         | (21)Đường Chiêu Tông Lý Diệp 867-888-904         | (21)Đường Chiêu Tông Lý Diệp 867-888-904         | (21)Đường Chiêu Tông Lý Diệp 867-888-904         |  |  |                            |                            |                            |                            |                            |                            |  |  |  |  |  |  |  |  |  |  |  |  |  |  |  |  |  |  |  |  |  |  |  |  |
|                               |                               |                               |                               |                               |                               |  |  |                                         |                                         |                                         |                                         |                                         |                                         |  |  |                                                 |                                                 |                                                 |                                                 |                                                 |                                                 |  |  | (20)Đường Hy Tông Lý Huyên 862-873-888    | (20)Đường Hy Tông Lý Huyên 862-873-888   | (20)Đường Hy Tông Lý Huyên 862-873-888   | (20)Đường Hy Tông Lý Huyên 862-873-888   | (20)Đường Hy Tông Lý Huyên 862-873-888   | (20)Đường Hy Tông Lý Huyên 862-873-888   |  |  | (21)Đường Chiêu Tông Lý Diệp 867-888-904         | (21)Đường Chiêu Tông Lý Diệp 867-888-904         | (21)Đường Chiêu Tông Lý Diệp 867-888-904         | (21)Đường Chiêu Tông Lý Diệp 867-888-904         | (21)Đường Chiêu Tông Lý Diệp 867-888-904         | (21)Đường Chiêu Tông Lý Diệp 867-888-904         |  |  |                            |                            |                            |                            |                            |                            |  |  |  |  |  |  |  |  |  |  |  |  |  |  |  |  |  |  |  |  |  |  |  |  |
|                               |                               |                               |                               |                               |                               |  |  |                                         |                                         |                                         |                                         |                                         |                                         |  |  |                                                 |                                                 |                                                 |                                                 |                                                 |                                                 |  |  |                                           |                                          |                                          |                                          |                                          |                                          |  |  |                                                  |                                                  |                                                  |                                                  |                                                  |                                                  |  |  |                            |                            |                            |                            |                            |                            |  |  |  |  |  |  |  |  |  |  |  |  |  |  |  |  |  |  |  |  |  |  |  |  |
|                               |                               |                               |                               |                               |                               |  |  |                                         |                                         |                                         |                                         |                                         |                                         |  |  |                                                 |                                                 |                                                 |                                                 |                                                 |                                                 |  |  | Đức vương Lý Dụ ?-900-901-905             | Đức vương Lý Dụ ?-900-901-905            | Đức vương Lý Dụ ?-900-901-905            | Đức vương Lý Dụ ?-900-901-905            | Đức vương Lý Dụ ?-900-901-905            | Đức vương Lý Dụ ?-900-901-905            |  |  | (22)Đường Ai Đế Lý Chúc 892-904-907-908          | (22)Đường Ai Đế Lý Chúc 892-904-907-908          | (22)Đường Ai Đế Lý Chúc 892-904-907-908          | (22)Đường Ai Đế Lý Chúc 892-904-907-908          | (22)Đường Ai Đế Lý Chúc 892-904-907-908          | (22)Đường Ai Đế Lý Chúc 892-904-907-908          |  |  |                            |                            |                            |                            |                            |                            |  |  |  |  |  |  |  |  |  |  |  |  |  |  |  |  |  |  |  |  |  |  |  |  |

- Thân phụ: Võ Sĩ Ước (武士彠), truy tặng Hiếu Minh Cao Hoàng đế (孝明高皇帝).
- Thân mẫu: Vinh Quốc phu nhân Dương thị (榮國夫人楊氏), truy tặng Hiếu Minh Cao Hoàng hậu (孝明高皇后).
- Phối ngẫu: Đường Thái Tông Lý Thế Dân, Đường Cao Tông Lý Trị.
- Hậu duệ: Thời gian làm Tài nhân của Đường Thái Tông, Võ Tắc Thiên không sinh hạ cho ông một người con nào. Về sau khi lấy Đường Cao Tông thì bà sinh được 6 người con, gồm 4 hoàng tử và 2 công chúa. Trong đó, thái tử Lý Hoằng mất sớm, còn An Định Tư công chúa chết yểu, như vậy chỉ còn 3 hoàng tử và 1 công chúa của bà sống sót đến tuổi trưởng thành.

1. Hiếu Kính Hoàng đế Lý Hoằng (李弘), sơ phong Đại vương (代王), đến năm 656 được lập làm Hoàng thái tử. Qua đời ở cung Hợp Bích, nghi là do Võ hậu đầu độc, được Đường Cao Tông truy tặng thụy hiệu Hiếu Kính Hoàng đế (孝敬皇帝), miếu hiệu Nghĩa Tông (義宗).
2. An Định Tư công chúa (安定思公主), chết do bị đột tử khi mới mấy tháng tuổi, có người nghi là do Võ hậu ám hại.
3. Chương Hoài Thái tử Lý Hiền (李賢), sơ phong Lộ vương (潞王), lại đổi thành Phái vương (沛王) rồi Ung vương (雍王). Sau khi Lý Hoằng qua đời, được sách lập làm Hoàng thái tử, đến năm 681 thì bị phế truất. Thời kỳ Duệ Tông, bị Kim Ngô vệ Đại tướng quân Khâu Thần Tích ép tự sát, nghi là do Võ hậu ngầm ra lệnh.
4. Đường Trung Tông Lý Hiển (李顯), sơ phong Chu vương (周王), rồi Anh vương (英王). Năm 680, sau khi Lý Hiền bị phế, ông được lập làm Hoàng thái tử. Ông có tổng cộng 8 con trai và 8 con gái, 2 người trong số đó bị Võ Tắc Thiên ra lệnh giết hại là Lý Trọng Nhuận và Lý Tiên Huệ.
5. Đường Duệ Tông Lý Đán (李旦), sơ phong Dự vương (豫王), rồi cải thành Tương vương (相王). Sau khi Trung Tông bị phế, được Võ Tắc Thien chọn làm hoàng đế kế nhiệm.
6. Thái Bình Công chúa (太平公主), hạ giá lấy Tiết Thiệu, sau lấy Võ Du Kỵ.

- Con nuôi:

1. Thiên Kim Công chúa (千金公主), hạ giá lấy Ôn Đĩnh (溫挺), tái giá Trịnh Kính Huyền (鄭敬玄). Bà là con gái của Đường Cao Tổ Lý Uyên. Hết sức lấy lòng Võ Tắc Thiên, tiến nam sủng, tự xin đổi họ Võ, do vậy dưới triều Võ Chu, bà không bị Võ Tắc Thiên xem là người cần tiêu diệt.

Như vậy, Võ Tắc Thiên đã ra lệnh giết hại 2 người con ruột và 2 người cháu nội ruột của chính mình, chưa kể 2 người con ruột chết không rõ nguyên nhân, dư luận đồn rằng cũng do bà giết hại. Theo cuốn "Võ Tắc Thiên chính truyện" của Lâm Ngữ Đường, ông kiệt kê rằng cả đời Võ Tắc Thiên đã mưu sát hoặc ra lệnh giết hại 23 người là người thân, họ hàng của bà.

## Giai thoại

### Hình phạt Cốt túy
Từ khi trở lại hậu cung, Võ hậu cùng Vương hậu và Tiêu phi thường xảy ra tranh chấp dữ dội. Khi lên được ngôi hoàng hậu rồi, Võ hậu trả thù Vương hậu và Tiêu phi bằng cách sai chặt hết chân tay họ rồi bỏ vào chum rượu ngâm để họ không chết ngay.
Từ khi bị phế, Tiêu thị và Vương thị bị giam ở biệt viện, Đường Cao Tông chưa dứt hẳn tình mà nhiều lần đến thăm. Một ngày ông đến và hô lên: "Hoàng hậu và Thục phi ở đâu rồi, hai người có khỏe không?!". Thế là Vương thị cùng Tiêu thị nhân đó khóc lóc xin Cao Tông thương tình, cúi nói: "Bọn tôi bị tội giáng làm tỳ, sao có thể khỏe, nào dám nhận tôn xưng 'Hoàng hậu' của đức ngài?!". Sau đó Vương thị khóc nói: "Đức ngài nhớ thương tình cũ, chúng tôi như cải tử hoàn sinh, xin ban nơi này là 'Hồi Tâm viện' để an ủi ngày sau", do mềm lòng nên Cao Tông cũng đáp ứng, dự định sẽ tha cho họ ra. Võ hậu nghe tin thì rất tức giận, sai người đem cả hai ra đánh mấy trăm trượng, lại cho chặt hết tay chân hai người đem đi ngâm giấm, gọi là "Cốt túy" (骨醉). Trước khi chết, Vương hậu khấn: "Đức vua muôn tuổi! Chiêu nghi nhận ân thánh hậu hĩnh, ta tất không thể sống!", còn Tiêu phi trực tiếp rủa xả: "A Võ, mày yêu hoạt gian trá! Tao ước sẽ chuyển sinh thành mèo, còn mày là chuột, để cắn đứt cổ họng mày cho hả dạ!". Sau đó Võ hậu cho đổi họ của Vương thị làm "Mãng" (蟒), còn Tiêu thị thành "Kiêu" (梟).
Tương truyền lời nguyền của Tiêu phi rất ám ảnh bà, từ khi nghe thấy lời rủa ấy thì Võ hậu không cho nuôi mèo trong cung, đồng thời cũng dần chuyển về kinh đô phụ của nhà Đường khi ấy là Lạc Dương do ám ảnh về cái chết của hai người này. Sách Tân Đường thư cùng Tư trị thông giám đều ghi lại Võ hậu thường trông thấy hình ảnh hai người Vương thị và Tiêu thị mặc áo trắng xõa tóc, khóc ra máu oán than, do đó Võ hậu từng chuyển đến Bồng Lai cung (蓬萊宮). Nhưng không lâu sau lại trông thấy, bèn chuyển luôn ở Lạc Dương mà không về Trường An.

### Thượng uyển giục hoa
Theo sách Đường thi kỷ sự (唐诗纪事), vào năm Thiên Thụ thứ 2 (691), Võ Tắc Thiên vào một ngày cuối đông ra vườn ngự uyển thấy cỏ cây xác xơ trơ trọi, liễu đào ủ rũ điêu tàn, liền truyền lệnh bằng bài tứ tuyệt khắc ngay cửa vườn:
| Nguyên văn ... 明朝游上苑， 火急报春知。 花须连夜发， 莫待晓风吹 | Phiên âm ... Minh triêu du thượng uyển, Hỏa cấp báo xuân tri Hoa tu liên dạ phát Mạc đãi hiểu phong xuy. | Dịch thơ ... Bãi triều du thượng uyển, Gấp gấp báo xuân haỵ. Hoa nở hết đêm nay, Đừng chờ môn gió sớm. |

Sau khi viết xong, Võ hậu sai sứ giả đi trước Thượng uyển tuyên chiếu, lấy báo cho Hoa thần. Chỉ trong một đêm bừng nở khắp vườn, mùi thơm sực nức nhân gian, sang ngày "Lạp bát tiết" (腊八节) đã nở đầy thượng uyển. Võ Tắc Thiên lấy làm tự mãn cho rằng mình quyền uy tột đỉnh, sai khiến được cả tạo hóa.
Câu chuyện này về sau được ghi lại trong tác phẩm gian dân tên Khổng Hạc giám bí ký (控鹤监秘记), đem liên họa sự tích hoa mẫu đơn liên đới với truyền thuyết này. Đó là một ngày đông, Võ Tắc Thiên hứng làm bài thơ trên, cũng cho truyền Sứ giả đem tuyên cáo Hoa thần, cả Thượng uyển đều nở rộ và Võ Tắc Thiên hãnh diện đưa quần thần tham quan. Bỗng dưng Võ Tắc Thiên nhìn một cây mẫu đơn cứng đầu cứng cổ bất tuân thượng mệnh, thân cây khẳng khiu cứng cỏi, không hoa không lá. Máu giận sôi lên, Võ Tắc Thiên ra lệnh đày loài mẫu đơn ngoan cố xuống tận Lạc Dương. Lạ kỳ thay, vừa xuống phía Nam, mẫu đơn đâm chồi nảy lộc, bung mình thành những cánh hoa đỏ thắm. Võ Tắc Thiện càng giận, cho người đốt chết cây hoa này. Mẫu đơn tuy bị đốt trọi, nhưng đến năm thứ hai, mẫu đơn ngược lại nở càng tăng lên. Đấy là sự tích Võ Tắc Thiên nộ biếm Mẫu đơn (武则天怒贬牡丹), và loài hoa mẫu đơn Lạc Dương từ đó trở thành biểu tượng cương liệt.
Đấy là sự tích giải thích vì sao từ đó vùng Giang Bắc vắng hẳn loài hoa vương giả, biểu trưng cho quốc sắc thiên hương thường được ví với những trang tuyệt sắc giai nhân. Giai thoại này còn được hiểu một cách khác là Võ Tắc Thiên luôn ghen ghét với những giai nhân tuyệt sắc khác, thường kiếm cớ giết hại hoặc hủy hoại nhan sắc của họ để bảo vệ vị trí của mình trong lòng quân vương. Câu chuyện đày hoa mẫu đơn này cũng thường được liên tưởng đến mỗi khi nhắc lại câu chuyện Võ hậu trả thù tình địch và đóng dấu lên trán Thượng Quan Uyển Nhi.

### Vết sẹo của Thượng Quan Uyển Nhi
Chiêu dung Thượng Quan Uyển Nhi là cháu của Thượng Quan Nghi, bởi vì thông tuệ nên được Võ Tắc Thiên dùng làm nữ quan lo tất cả các việc văn thư trong hoàng cung và ngoài triều đình. Về sau Uyển Nhi phạm tội với Võ hậu, bị chịu phạt thích sẹo lên trán. Về sau Uyển Nhi phải lấy hoa mai đỏ che đi, cũng có cách nói nguyên bản Võ hậu khắc lên trán là hình hoa mai, dù thế nào thì việc này cũng khiến Uyển Nhi trông xinh đẹp hơn, thế là từ đó lan truyền ra thành một lối trang điểm. Các tiểu thư, mệnh phụ đều bắt chước vẽ chấm đỏ hoặc hình hoa mai vào giữa trán, trở thành một kiểu trang điểm rất được ưa chuộng dưới triều nhà Đường. Đời sau gọi cách trang điểm này là Hồng mai trang (红梅妆) hay Hoa điền trang (花鈿妝).
Nguyên nhân Uyển Nhi bị Võ hậu phạt có nhiều cách nói, phiên bản phổ biến nhất là Thượng Quan Uyển Nhi có tư thông với nam sủng rất có thế lực của Võ hậu là Trương Xương Tông, tuy nhiên việc này không được chính sử ghi lại mà chỉ là tình tiết xuất phát từ tiểu thuyết Khổng Hạc giám bí ký. Một thuyết khác là Uyển Nhi được Võ hậu giao nhiệm vụ ghi chép lời đáp mỗi khi bà cùng quan tể tướng trao đổi, nhưng một hôm Uyển Nhi trộm nhìn tể tướng (không rõ tên), Võ hậu phát hiện và tức giận, cho là thất trách, bèn dùng đao thích lên trán không cho rút xuống, Uyển Nhi phải dâng thơ xin rút đao nhưng trán đã sớm có sẹo. Về sau Uyển Nhi phải lấy hoa để trám vào chỗ ấy.
Sự thật trong những câu chuyện này đến đâu hậu thế khó lòng định đoán nhưng đã phần nào làm chứng minh cho những ghi chép từ xưa về một Võ Tắc Thiên có tính cách mạnh mẽ đến khắc nghiệt, chuyên quyền độc đoán, đầy mưu mô thâm độc và nhất là luôn lạnh lùng, tàn nhẫn mỗi khi ra tay thanh toán địch thủ.

### Nuôi dưỡng nam sủng
Có nhiều câu chuyện về sự dâm loạn của Võ Tắc Thiên, một phần do đời sau thêu dệt, một phần là sự thật. Bấy giờ, Võ hậu được con gái nuôi là Thiên Kim Công chúa tiến cử một kẻ lực lưỡng là Phùng Tiểu Bảo, giả bắt hắn tu làm sư để thường xuyên gọi vào cung thông dâm, đổi gọi là Tiết Hoài Nghĩa. Võ hậu khi ấy vô cùng sủng ái và dần được ban nhiều chức vụ quan trọng, Tiết Hoài Nghĩa cũng chính là người khởi công dựng Minh đường, tạo tác tượng Phật Di Lặc khổng lồ và một ngôi chùa rất vĩ đại được gọi là Thiên đường để vui lòng Võ hậu.
Tuy nhiên sau đó Võ hậu lạnh nhạt với Hoài Nghĩa vì có quan ngự y trong Ngự y viện là Thẩm Nam Cầu (沈南璆) được Võ hậu để mắt, sự sủng ái của Nam Cầu khiến Hoài Nghĩa tức giận nổi lửa đốt cháy toàn bộ tượng, Minh đường lẫn Thiên đường. Cảm thấy Hoài Nghĩa có hành vi ngông cuồng không thích hợp, Thái Bình Công chúa chủ trương đem Hoài Nghĩ giết chết. Sau đó không lâu Nam Cầu cũng không còn, Thái Bình Công chúa liền tiến cử Trương Xương Tông có tài thổi sáo, rất đẹp trai lại có tài trong phòng the khiến Võ hậu rất vui. Được nữ hoàng đế sủng ái, Trương Xương Tông lại tiến cử anh mình là Trương Dịch Chi vào hầu hạ, cả hai anh em vì thỏa mãn được Võ hậu nên được phong chức tước và bổng lộc cực hậu hĩnh, anh em họ Trương do đó cũng từng bước tác động đến chính trị và có sự ảnh hưởng lớn trong thời kì cuối mà Võ hậu cầm quyền. Các quan thấy Võ hậu đa dâm lụy tình cũng tiến cử con em, thậm chí chính mình vào để hầu Võ hậu hòng kiếm lợi lộc.
Vào năm Thánh Lịch nguyên niên (698), Võ hậu bèn lập ra Khổng Hạc phủ (控鶴府) với danh nghĩa là nuôi chim hạc, nhưng thực chất lại là nơi tập hợp các thanh niên tuấn tú nhằm thỏa mãn mình. Trong Khổng Hạc phủ đặt ra chức "Giám" (監), chức "Thừa" (丞) cùng "Chủ bộ" (主簿) theo cơ chế phù hợp của triều đình, trong đó chức giám trật Tam phẩm và Võ hậu giao cho Dịch Chi đảm nhiệm. Không lâu sau, Võ hậu lại sửa "Khổng Hạc phủ" thành Phụng Thần phủ (奉宸府), đổi chức giám thành chức "Lệnh" (令), vẫn cho Trương Dịch Chi cai quản.

## Văn hóa đại chúng

### Điện ảnh
Nhân vật Võ Tắc Thiên xuất hiện trong nhiều phim điện ảnh Trung Quốc, Hồng Kông và Đài Loan:
- Võ Tắc Thiên (1939), phim Trung Quốc với sự tham gia của diễn viên Cố Lan Quân vai Võ Tắc Thiên.
- Võ Tắc Thiên (1949), phim Hồng Kông. Nhân vật chính do Khổng Tú Vân thủ vai.
- Võ Tắc Thiên (1963), phim điện ảnh Hồng Kông. Diễn viên Lý Lệ Hoa thủ vai Võ Tắc Thiên.
- Lục Tổ Tuệ Năng truyện (1987), phim Đài Loan. Nhân vật Võ Tắc Thiên do diễn viên Lăng Ba thủ diễn.
- Địch Nhân Kiệt thông thiên đế quốc (Trung Quốc, 2010): Lưu Gia Linh
- Địch Nhân Kiệt chi thần đô long vương (Trung Quốc, 2013)
- Địch Nhân Kiệt: Tứ đại Thiên Vương (2018): Lưu Gia Linh

### Truyền hình
Nhân vật Võ Tắc Thiên xuất hiện trong nhiều bộ phim truyền hình Trung Quốc, Hồng Kông, Đài Loan và Hàn Quốc:
- Võ Tắc Thiên (1976), phim Hồng Kông, diễn viên Lý Thông Minh và Tương Y vào vai Võ Tắc Thiên.
- Võ Tắc Thiên (Trung Quốc, 1984): Phùng Bửu Bửu
- Nhất đại nữ hoàng (Đài Loan, 1985): Phan Nghinh Tử
- Đường Minh Hoàng (Trung Quốc, 1990)
- Võ Tắc Thiên (Trung Quốc, 1995): Lưu Hiểu Khánh
- Kính Hoa duyên truyền kỳ (Hồng Kông ATV, 2000): Uông Minh Thuyên
- Đại Minh cung từ (Trung Quốc, 2000): Quy Á Lôi
- Đại Đường tình sử (Trung Quốc, 2001): Tần Lam
- Thiên tử tầm long (Hồng Kông TVB 2003): La Quán Lan
- Chí Tôn hồng nhan (Đài Loan, 2004): Giả Tịnh Văn
- Thần thám Địch Nhân Kiệt (Trung Quốc): Lã Trung
- Vô tự bi ca (Trung Quốc 2006): Tư Cầm Cao Oa
- Trinh Quán chi trị (Trung Quốc, 2006): Trương Địch
- Yeon Gaesomun  (Hàn Quốc 2006 - 2007): Jang Eun-bi
- Dae Joyoung  (Hàn Quốc 2006 - 2007): Yang Geum-seok
- Nhật nguyện lăng không (Trung Quốc, 2007): Lưu Hiểu Khánh
- Thịnh thế Nhân Kiệt (Hồng Kông TVB, 2009): Trần Tú Châu
- Võ Tắc Thiên bí sử (Trung Quốc, 2011). Nhân vật Võ Tắc Thiên được thể hiện bởi ba diễn viên nữ Ân Đào, Lưu Hiểu Khánh và Tư Cầm Cao Oa.
- Thái Bình Công chúa bí sử (Trung Quốc, 2011). Nhân vật Võ Tắc Thiên được thể hiện bởi hai diễn viên nữ Lưu Võ Hân và Lý Tương.
- Đại Đường nữ tuần án (Trung Quốc, 2011): Vương Cơ
- Đường cung mỹ nhân thiên hạ (Trung Quốc, 2011): Trương Đình
- Đường cung yến chi nữ nhân thiên hạ (Trung Quốc, 2013): Huệ Anh Hồng
- Chế tạo mỹ nhân (Trung Quốc, 2014): Đặng Tụy Văn
- Thiếu niên thần thám Địch Nhân Kiệt (Trung Quốc, 2014): Lâm Tâm Như
- Võ Mỵ Nương truyền kỳ (Trung Quốc, 2014): Phạm Băng Băng.
- Tùy Đường Anh Hùng 5 - Tiết Cương Phản Đường (Trung Quốc): Huệ Anh Hồng.